# Römer (Frankfurt am Main)

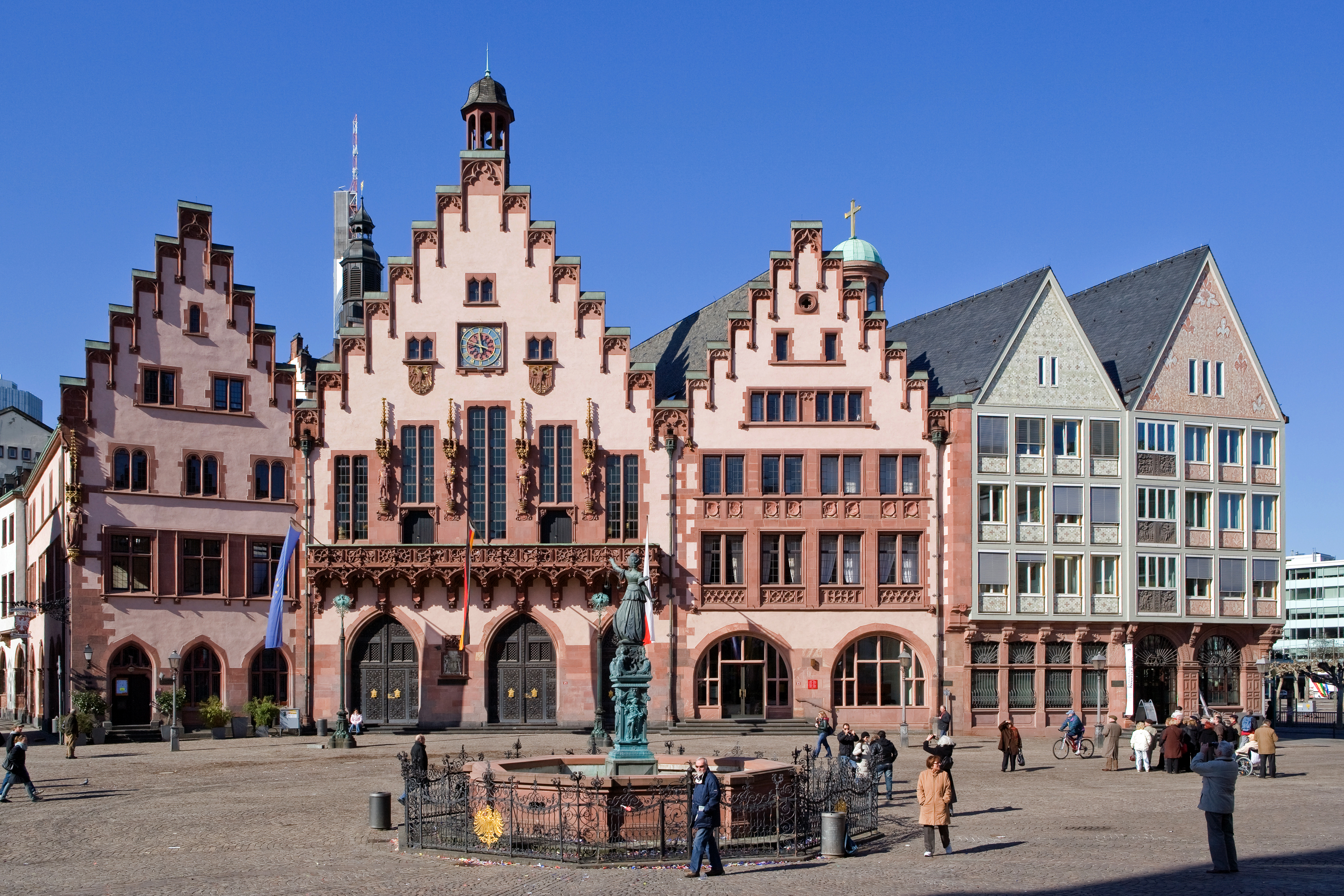
Römer (Rathaus) am Römerberg mit Justitia-Brunnen, März 2011

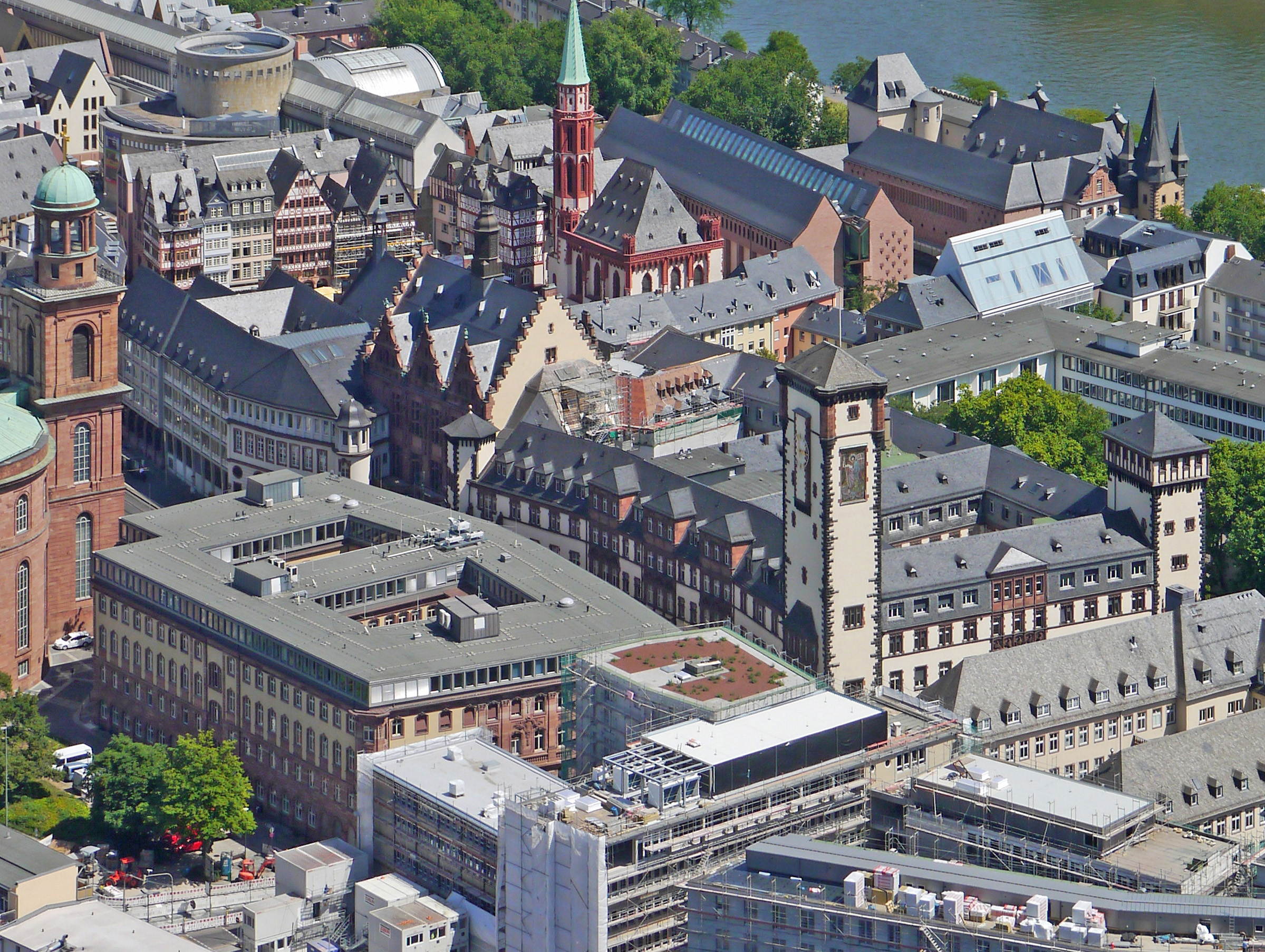
Römer-Areal, zwischen Berliner Straße, Römerberg und Limpurgergasse, 2018

Der Römer ist seit dem 15. Jahrhundert das Rathaus der Stadt Frankfurt am Main und mit seiner charakteristischen Treppengiebelfassade eines ihrer Wahrzeichen. Er ist als Zentrum der Stadtpolitik Sitz der Stadtvertreter und des Oberbürgermeisters. Das mittlere der ursprünglich drei eigenständigen Gebäude am Römerberg ist das eigentliche Haus zum Römer. Unter „Römer“ wird schon seit Jahrhunderten der gesamte Rathauskomplex verstanden. Es existieren verschiedene, einander widersprechende Deutungen über die Herkunft des Namens.
Die Luftangriffe auf Frankfurt am Main im Zweiten Weltkrieg ließen nur die steinernen Fassaden und Erdgeschosse der mittelalterlichen Häuser stehen. Hinter der emblematischen Fassade verbirgt sich der Neubau eines modernen Bürohauses im Stil der frühen 1950er Jahre.

## Geschichte
Als die Verwaltung der Stadt im 14. Jahrhundert ein neues Domizil brauchte, kaufte der Rat am 11. März 1405 die beiden repräsentativen Bürgerhäuser mit den Namen Römer und Goldener Schwan und machte sie zum Amtssitz mitten im Zentrum der damaligen Stadt. Neben dem Kaiserdom St. Bartholomäus zählten sie als Ort der meisten Wahlen zum römisch-deutschen König bzw. Königswahlen und -krönungen und damit zu den bedeutendsten Gebäuden in der Geschichte des Heiligen Römischen Reiches Deutscher Nation.
Über fast fünf Jahrhunderte dehnte sich der Rathauskomplex durch Zukäufe von den ursprünglich zwei auf schließlich elf baulich miteinander verbundene Bürgerhäuser aus, die nach und nach zu Diensträumen umgenutzt wurden. Erst Ende des 19. Jahrhunderts kam es nach Entwürfen von Max Meckel, Franz von Hoven und Ludwig Neher zu einem großangelegten Neubau, der das Äußere der Anlage bis heute prägt.
Im Inneren finden sich heute Reste historistischer, jedoch überwiegend schlichte Raumprogramme der Nachkriegszeit, nachdem fast alle Gebäude bei den Luftangriffen im Zweiten Weltkrieg ausbrannten. Vier der heute noch elf als eigenständig abzugrenzenden Teilbauten sind zudem auch äußerliche Neuschöpfungen aus den frühen 1950er Jahren in der Nachfolge vollständig zerstörter Fachwerkbauten.

### Vorgeschichte (1288 bis 1405)

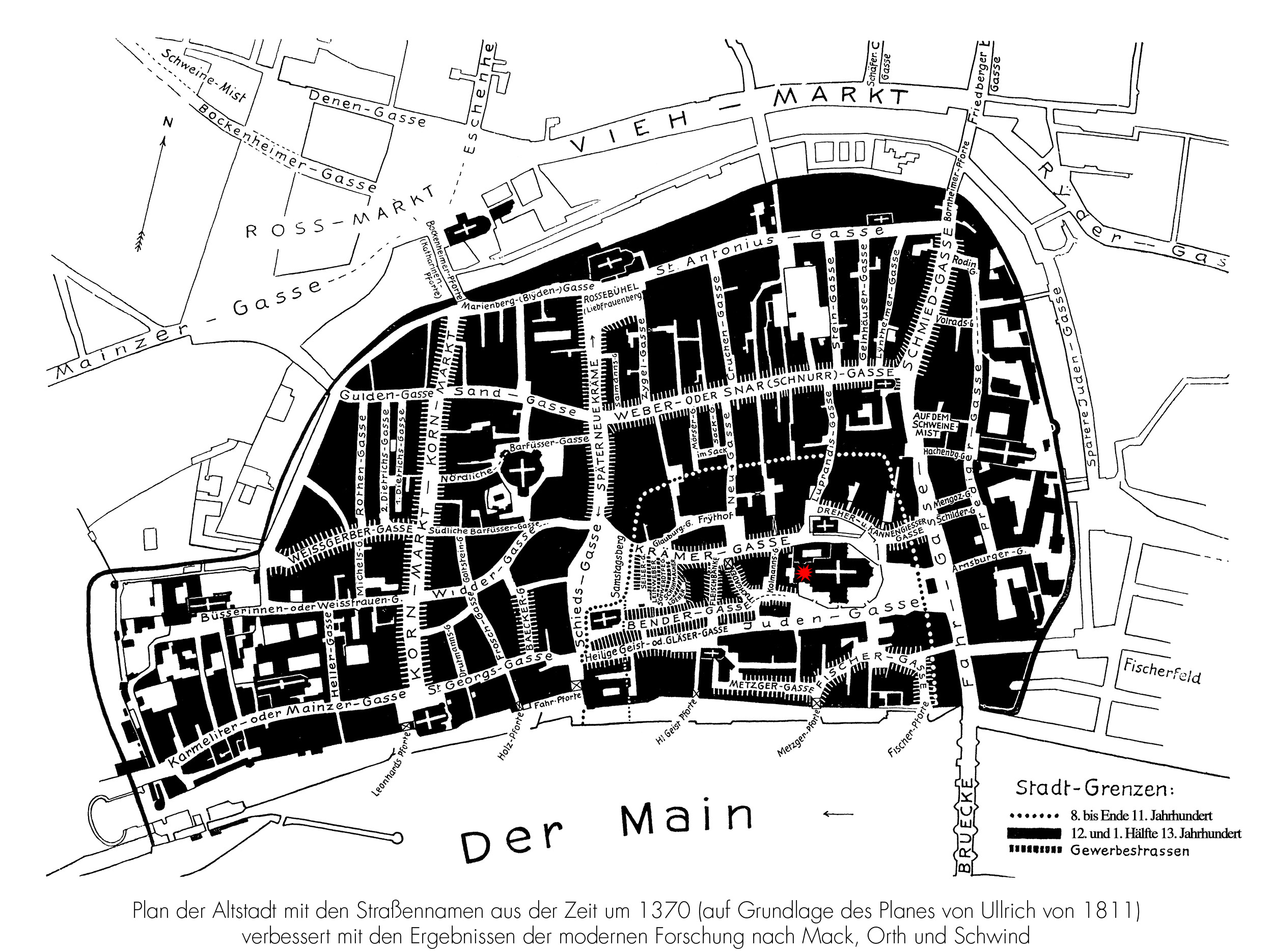
Plan der Altstadt mit Rathaus am Dom, um 1370

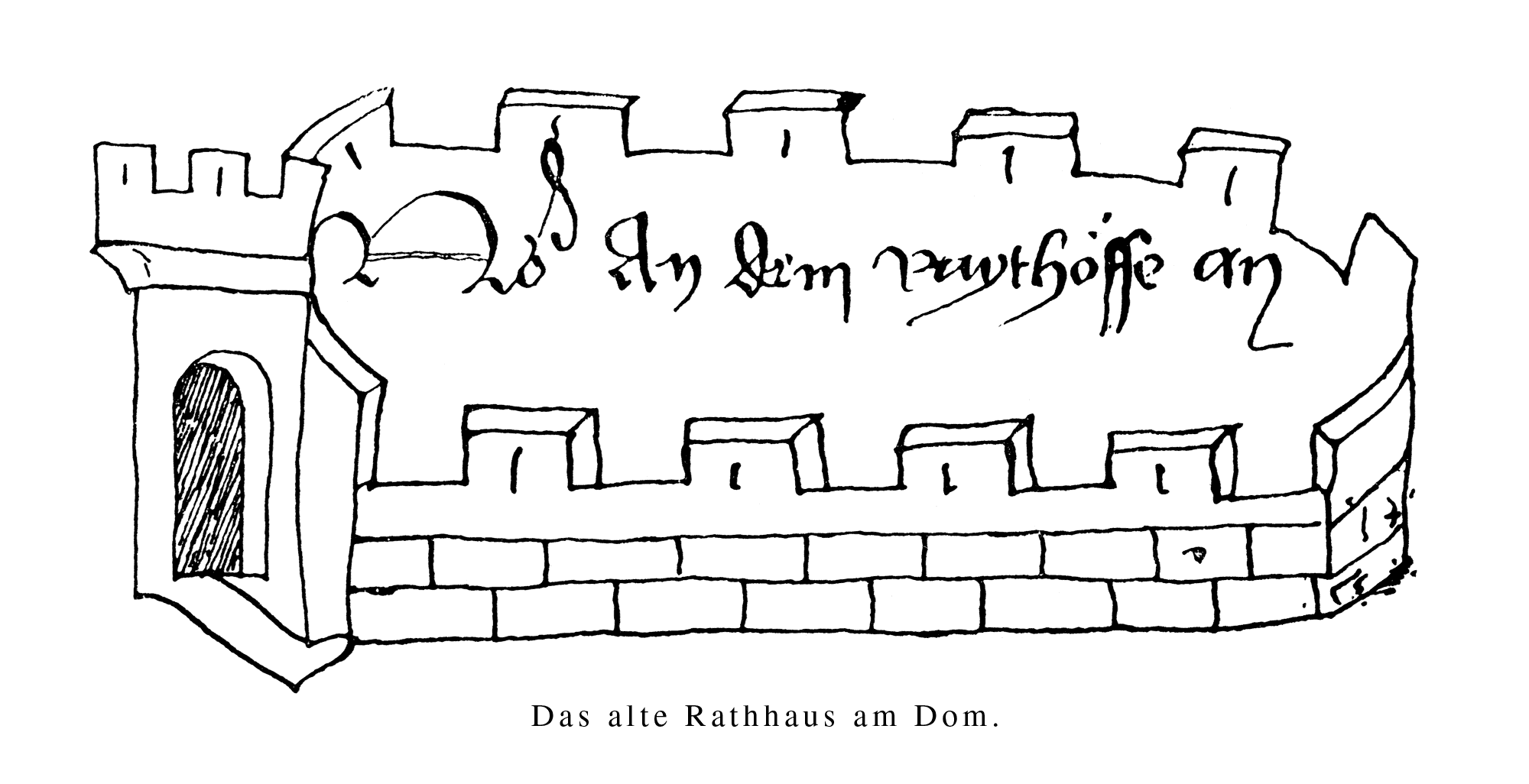
Altes Rathaus am Dom, Federzeichnung, 1405

Das ursprüngliche Rathaus der Stadt befand sich dort, wo heute der Turm des Domes steht (vgl. Plan) und fand urkundlich zuerst am 25. Mai 1288 als „domus consilii Frankenvordensis“ Erwähnung. Die örtliche Nähe von Kirche, Rathaus und Marktplatz war im Städtebau des Mittelalters üblich und findet sich auch heute noch in zahlreichen deutschen Städten.
Am 20. Juni 1329 gestattete Kaiser Ludwig IV. laut einer in Pavia ausgestellten Urkunde den Frankfurter Bürgern, „das sie ein ander rathuse mügen pawen und machen ze Frankfurt, wo sie dunchet, daz ez in und der stat aller nützlichest sei“. Dass nun trotz kaiserlicher Erlaubnis fast ein Dreivierteljahrhundert lang nichts geschah, liegt in den Rückschlägen begründet, die Frankfurt in der zweiten Hälfte des 14. Jahrhunderts durchzumachen hatte. Hierzu zählen insbesondere die Naturkatastrophe des Magdalenenhochwassers 1342, der Schwarze Tod 1349, die Fehden mit der benachbarten Ritterschaft, der Zünfteaufstand der Jahre 1355 bis 1368 sowie die Niederlage bei Kronberg 1389, die den Bevölkerungszuwachs des 13. Jahrhunderts stagnieren ließen und die städtischen Finanzen erschöpften.
Über die Veränderungen am alten Rathaus gaben die 1348 einsetzenden Serien der städtischen Rechnungsbücher Auskunft, die zwar im Zweiten Weltkrieg verbrannten, in Auszügen jedoch in der Literatur überliefert sind. Sie beschreiben ihrer Natur entsprechend vor allem handwerkliche Arbeiten wie das Einsetzen von damals noch luxuriösen Fenstergläsern, das Gießen von Glocken, um die Ratssitzungen einzuläuten, oder auch triviale Ausgaben wie die Bezahlung von Brennholz. Einen Eindruck vom Erscheinungsbild des alten Rathauses vermögen sie allerdings nicht zu liefern. Die einzige, allerdings sehr schematische bildliche Darstellung des Baus stammt aus dem (ebenfalls im Original verlorenen) städtischen Bedebuch von 1405, die einen von einer steinernen Mauern und Zinnen umsäumten Hof zeigt (vgl. Bild).
Bei dem Judenpogrom 1349, bei dem praktisch die gesamte damalige jüdische Bevölkerung Frankfurts ermordet wurde, soll das damit verbundene Feuer, das den Dom und das gesamte südlich angrenzende alte Judenviertel der Stadt vernichtete, angeblich vom alten Rathaus ausgegangen sein, und dieses ebenfalls zu großen Teilen zerstört haben. Diese Überlieferung des Stadtchronisten Achilles Augustus von Lersner aus dem frühen 18. Jahrhundert ist jedoch nicht historisch zu belegen und auch insofern als eher legendär einzustufen, als die städtischen Rechnungsbücher für die Folgejahre keinerlei Ausgaben für Reparaturen verzeichnen, die ansonsten in großer Akribie dokumentiert wurden.
Ende des 14. Jahrhunderts war das alte Rathaus endgültig zu klein und baufällig geworden, Frankfurt mit knapp 10.000 Einwohnern nach mittelalterlichen Verhältnissen eine größere Stadt. Ab 1401 begann die Vorbereitung eines Neubaus am Römerberg. Ein Baumeister wurde berufen, ein Modell gefertigt, Baumaterialien auf den Römerberg geschafft und sogar schon Steinquader behauen. Durch den erfolgreichen Verlauf der Verhandlungen mit den Besitzern zweier Privathäuser am Römerberg konnte der Neubau jedoch kurz vor seiner Grundsteinlegung noch vermieden werden.

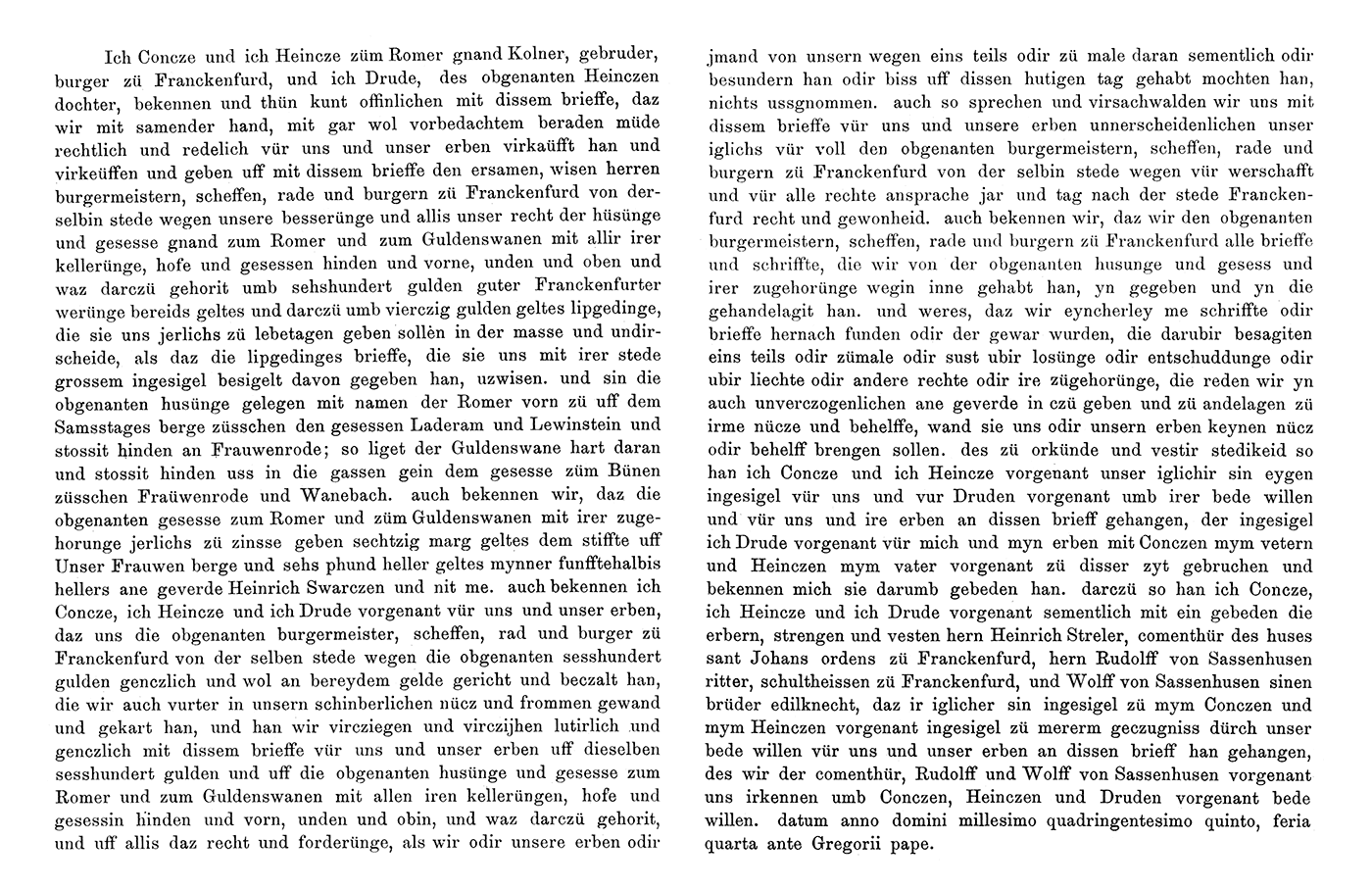
Abschrift des Kaufvertrages von 1405

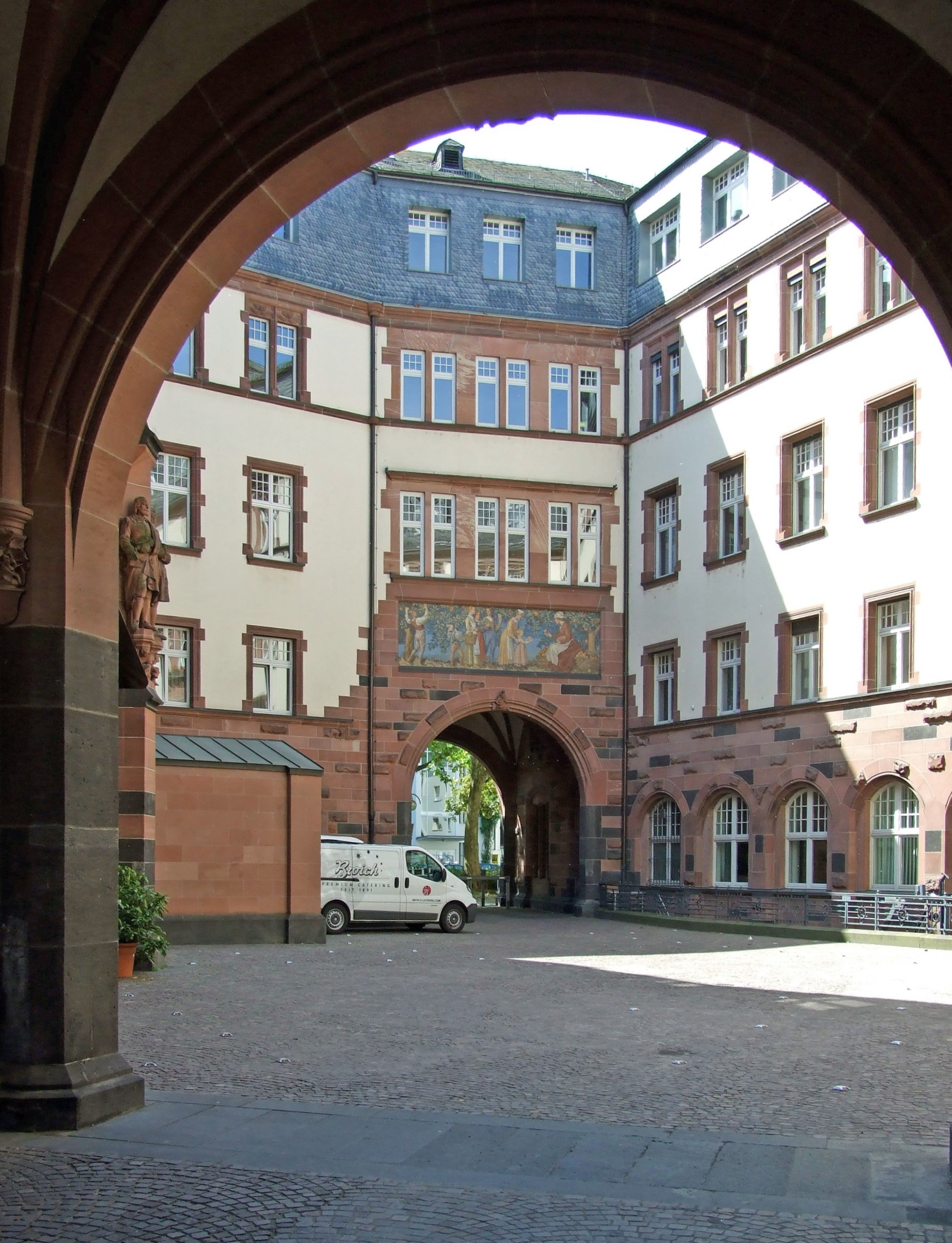
Ein Innenhof

Die Besitzstandsverhältnisse dort waren vergleichsweise übersichtlich: den Gebrüdern Konz und Heinz zum Römer gehörten zwei Drittel der beiden Häuser, namentlich das eigentliche Haus zum Römer und der westlich angrenzende Goldene Schwan, das letzte Drittel gehörte der Witwe des Hensel zum Römer. Ein noch heute erhaltener Vertrag vom 11. März 1405 besiegelte das Geschäft (vgl. Abschrift); die Gebrüder erhielten für ihren Anteil 600 Gulden und eine jährliche Leibrente von 40 Gulden, die Witwe 200 Gulden und eine Leibrente von 25 Gulden bis zum Tode ihrer Tochter. Mit also insgesamt 800 „Gulden guter Franckenfurter werünge bereids [baren] geltes“ und jährlichen Leibrenten von 65 Gulden, die in der kurzlebigen Zeit keine große Haushaltsbelastung darstellten, hatte der Rat mit zwei Häusern in solch idealer Lage ein außerordentlich gutes Geschäft gemacht.
Der Umzug ins neue Rathaus zog sich über knapp zwei Jahre hin, das alte Rathaus am Dom wurde von den städtischen Bediensteten nachweislich 1407 zuletzt genutzt. 1414 endeten die sich seit dem frühen 14. Jahrhundert hinziehenden Streitigkeiten um das Grundstück am Dom, um dem Neubau des Domturmes Platz machen zu können. Am 31. Mai desselben Jahres verkaufte die Stadt das Grundstück an die für den Neubau des Domturmes zuständige Baufabrik, trotz eines Kaufangebotes von 350 Pfund, für nur 200 Pfund. Das alte Rathaus muss zwischen 1414 und 1415 abgerissen worden sein, da am 6. Juni 1415 auf seinem ehemaligen Grundstück der Grundstein für den neuen Domturm gelegt wurde.

### Rathaus am Römerberg bis zum Ausgang des Mittelalters (1405 bis 1500)
Durch die Goldene Bulle Kaiser Karls IV. war Frankfurt 1356 als rechtmäßiger Ort für die Königswahlen im Reich bestätigt worden, nachdem seit 1147 schon 14 von 20 Königswahlen hier stattgefunden hatten. Mit den beiden Häusern am Römerberg besaß die Stadt nun zwei für die Zeit große und repräsentative Gebäude, die den Wahlen, aber auch den oft hier stattfindenden Reichstagen eine angemessene Umgebung boten. Des Weiteren stand für die gewachsene Stadtverwaltung endlich ausreichend Raum zur Verfügung, und nicht zuletzt sollte es wirtschaftlichen Zwecken dienen. Dies war durch die Lage der neuen Gebäude nun optimal gewährleistet: damals wie heute Mittelpunkt der Stadt, war der Römerberg mit der östlich dahinter liegenden, von verschiedensten Handwerkern und Händlern dominierten Altstadt Zentrum des Handels, insbesondere während der regelmäßig stattfindenden Messen. Im Römer fand jährlich zur Herbstmesse das 1380 erstmals urkundlich erwähnte Pfeifergericht statt, eine zeremonielle Bestätigung der Zollfreiheit für die zur Messe angereisten Kaufleute aus Alt-Bamberg, Nürnberg und Worms. Der nahegelegene Main diente als einer der wichtigen Verkehrswege der Zeit dem Personen- und Warenverkehr.

#### Von den Umbauten bis zum Erwerb von Frauenrode (1405 bis 1423)

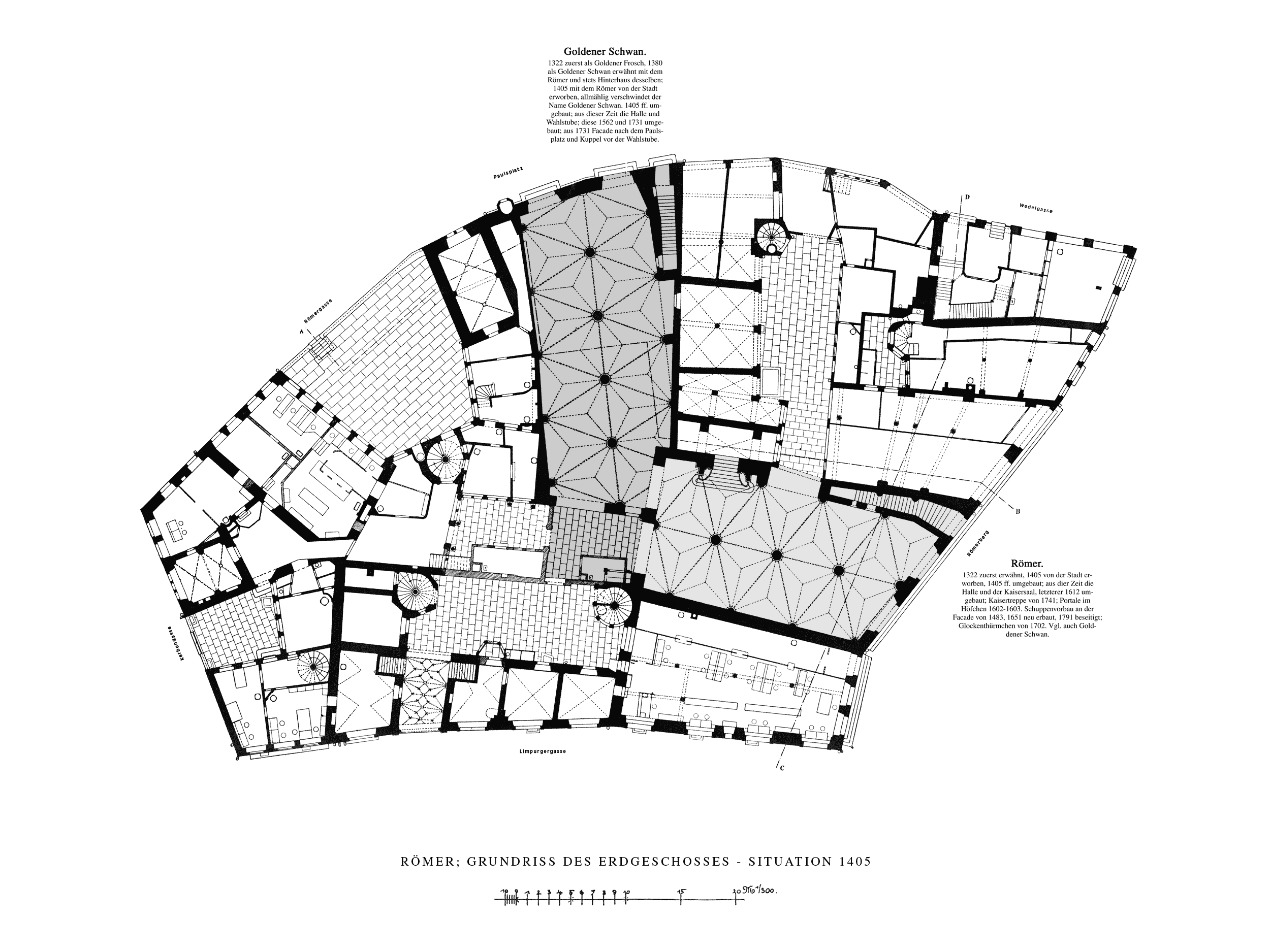
Besitz der Stadt am Römer 1405

Die auf dem Römerberg für den geplanten Neubau aufgeschichteten Baumaterialien wurden in den nun folgenden, sich von 1405 bis 1408 hinziehenden Umbau der beiden Häuser einbezogen. Über die Details ist nichts zusammenhängend überliefert. Die sich ergebenden Änderungen müssen daher aus den Rechenmeister- und Baumeisterbüchern zusammengesetzt werden.
Die Arbeiten am Haus zum Römer begannen im Jahr 1405 mit einer nahezu vollständigen Entkernung, als laut einem Rechenmeisterbucheintrag vom 20. Juni 1405 sämtliche Fußböden des Hauses herausgebrochen wurden. Aus den beiden ehemaligen Obergeschossen entstand im Wesentlichen eine große Kaufhalle, die in späteren Zeiten als Kaisersaal bekannt wurde; dahinter die große Ratsstube, das spätere Wahlzimmer der Kurfürsten. Äußerlich erhielt das Haus die drei bis heute erhaltenen spitzbogigen Eingangsportale sowie neue Fenster. Informationen über die Umbaumaßnahmen an den Obergeschossen des Goldenen Schwans sind nicht überliefert.

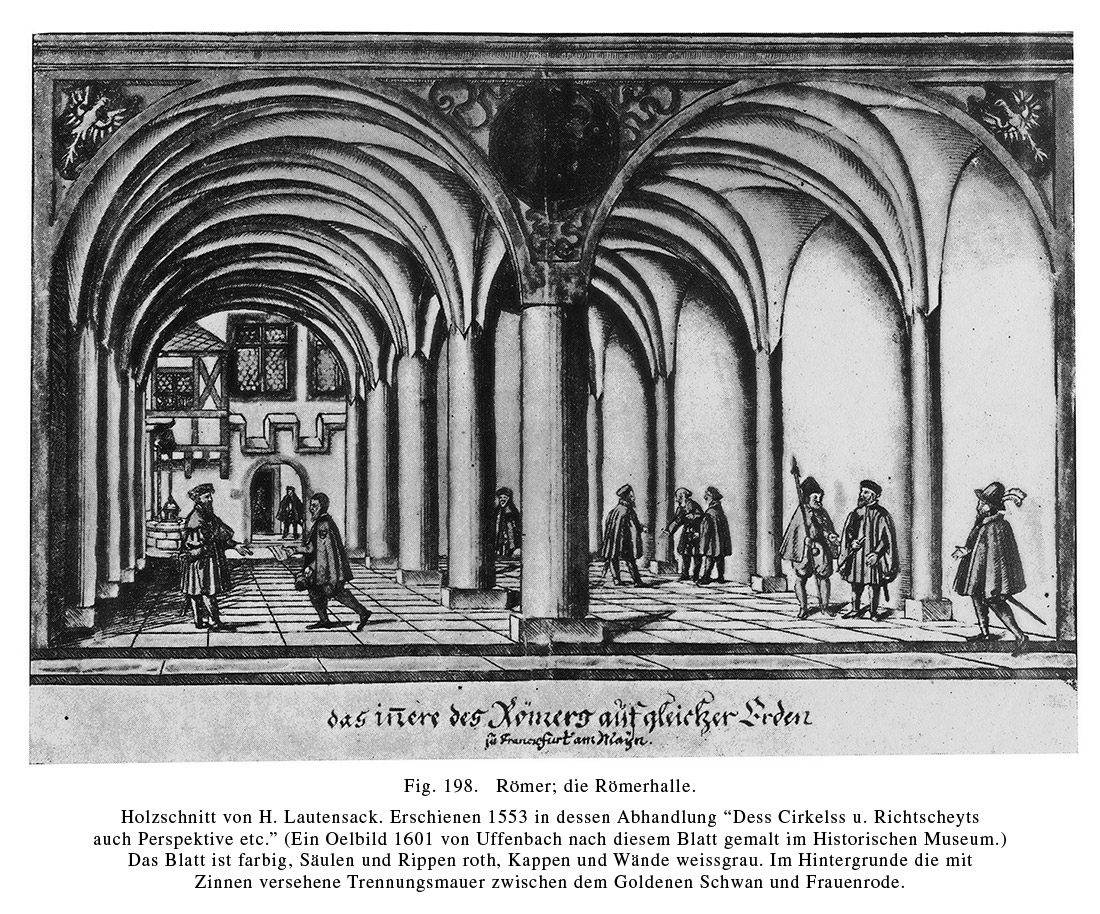
Römerhalle
früheste Darstellung von 1553

Die jedoch wichtigste Änderung war der Bau eines Kreuzrippengewölbes in den Erdgeschossen beider Bauten. Es ist bis heute erhalten und besser als Römer- bzw. Schwanenhalle bekannt. Das Werk des zuständigen Baumeisters Friedrich Königshofen stürzte jedoch kurz nach Fertigstellung am 24. Oktober 1405 ein, wodurch dieser beim Rat der Stadt in Ungnade fiel. Erst nach langen Verhandlungen und gegen eine Zahlung von 109 Gulden verzichtete er am 13. Oktober 1406 in einer bis heute erhaltenen Urkunde auf weitere Ansprüche gegen die Stadt.
Nun wurde der zunächst unter Königshofen tätige Baumeister Wigel Sparre berufen, der die Römerhalle zwischen November 1405 und Februar 1406 fertigstellte. Die danach begonnene Schwanenhalle wurde erst gegen Ende der Umbauarbeiten 1407 fertig gestellt. Im Jahr 1408 erfolgten noch einige Detailarbeiten wie das Pflastern des Hallenbodens oder das Verputzen des Gewölbes. Dass die Stadt beim zweiten Anlauf zum Bau desselbigen offenbar auf eine äußerst massive Bauweise besonderen Wert legte, stellte dieses eindrucksvoll knapp 550 Jahre später unter Beweis, als es eine der wenigen Räumlichkeiten des Rathauskomplexes war, die den Bombenhagel des Zweiten Weltkriegs unbeschadet überstand.
Im Verlaufe des Jahres 1407 bezogen die städtischen Bediensteten das neue Rathaus am Römerberg. Nur wenig später begann 1414 die Nutzung zu Zwecken des Handels, insbesondere während der Frankfurter Messe. Zu dieser Zeit wurden die Gewölbe der Gebäude als Kaufhaus verwendet und jeder Fuß zum Preis von einem Schilling vermietet. Dieser Nutzungszweck blieb dem Römerkomplex bis zum völligen Niedergang des klassischen Messgeschäfts 1846 erhalten.

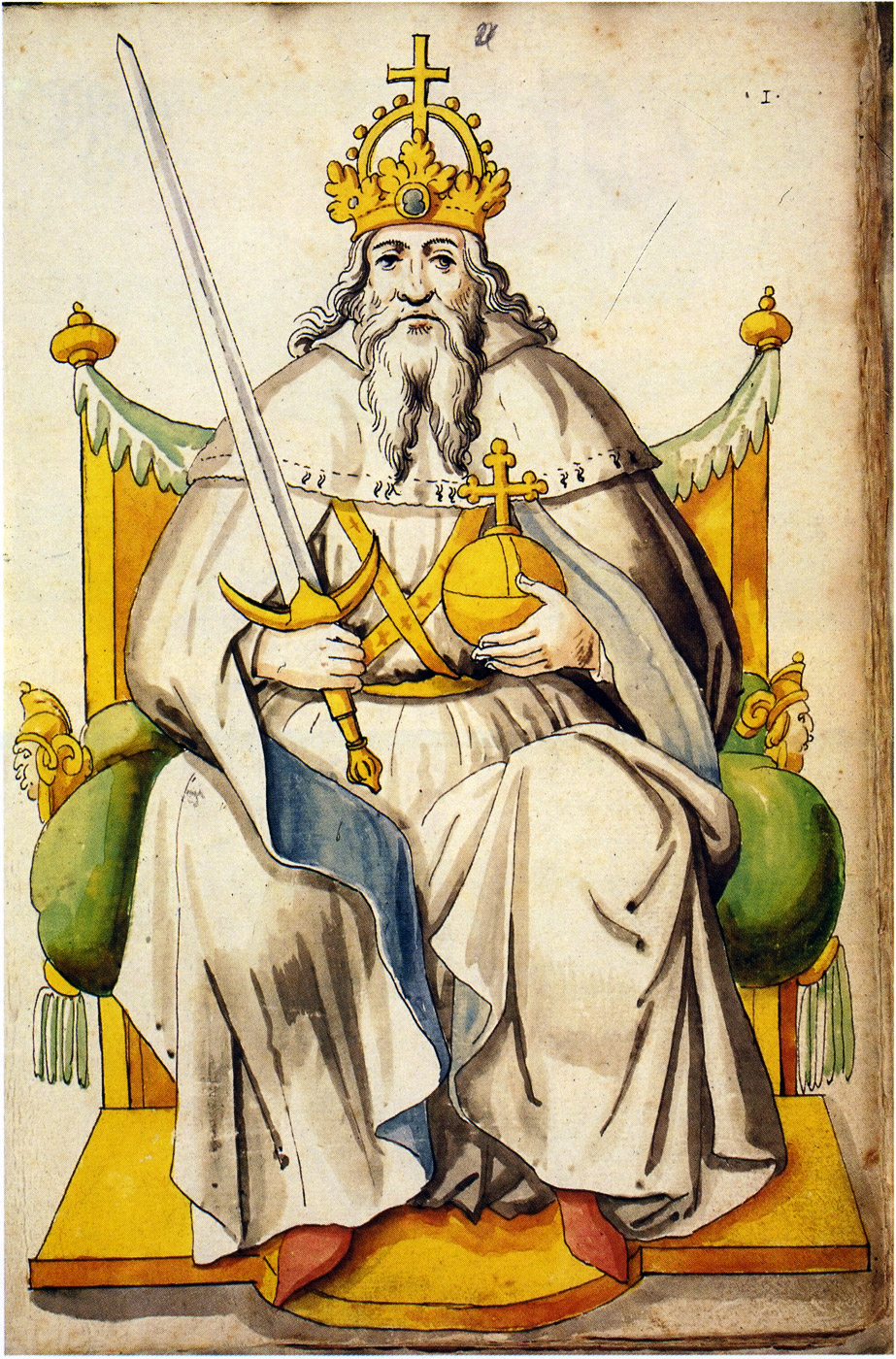
Folio 1 recto des Fetterschen Wappenbuchs, 1583

Um 1415 wurde das Wahlzimmer der Kurfürsten auf kunsthistorisch bedeutsame Weise ausgemalt. Diese Bemalung wurde 1477 von Conrad Fyoll zusammen mit seinen Söhnen Conrad und Hans restauriert und schließlich 1583 übermalt, allerdings im selben Jahr im sogenannten Fetterschen Wappenbuch dokumentiert (vgl. Bild), das sich bis in die Gegenwart erhalten hat. Die Zuschreibung der Abzeichnungen an den namensgebenden Glasmaler Johann Vetter ist umstritten. Die Urheberschaft an der Ausmalung von 1415 wurde dagegen nie geklärt und dürfte spätestens nach den Kriegszerstörungen an den Römerbauten für immer im Dunkeln liegen.
Dem Buch nach zeigten die Wandbilder Wappen und Porträts verschiedener mittelalterlicher Stände, die in einem für die Zeit zwar typischen, aber äußerst frühen Quaternionensystem angeordnet waren, d. h. je vier Vertreter eines Standes sind in den als repräsentativ geltenden Gruppen dargestellt. Dies ist kunsthistorisch insofern bemerkenswert, als es sich hier um eine der frühesten Quaternionendarstellungen überhaupt gehandelt haben dürfte, die wohl auch Einfluss auf alle nachfolgenden Darstellungen dieser Art ausübte.

#### Vom Erwerb von Frauenrode bis zum Ende des Mittelalters (1424 bis 1500)

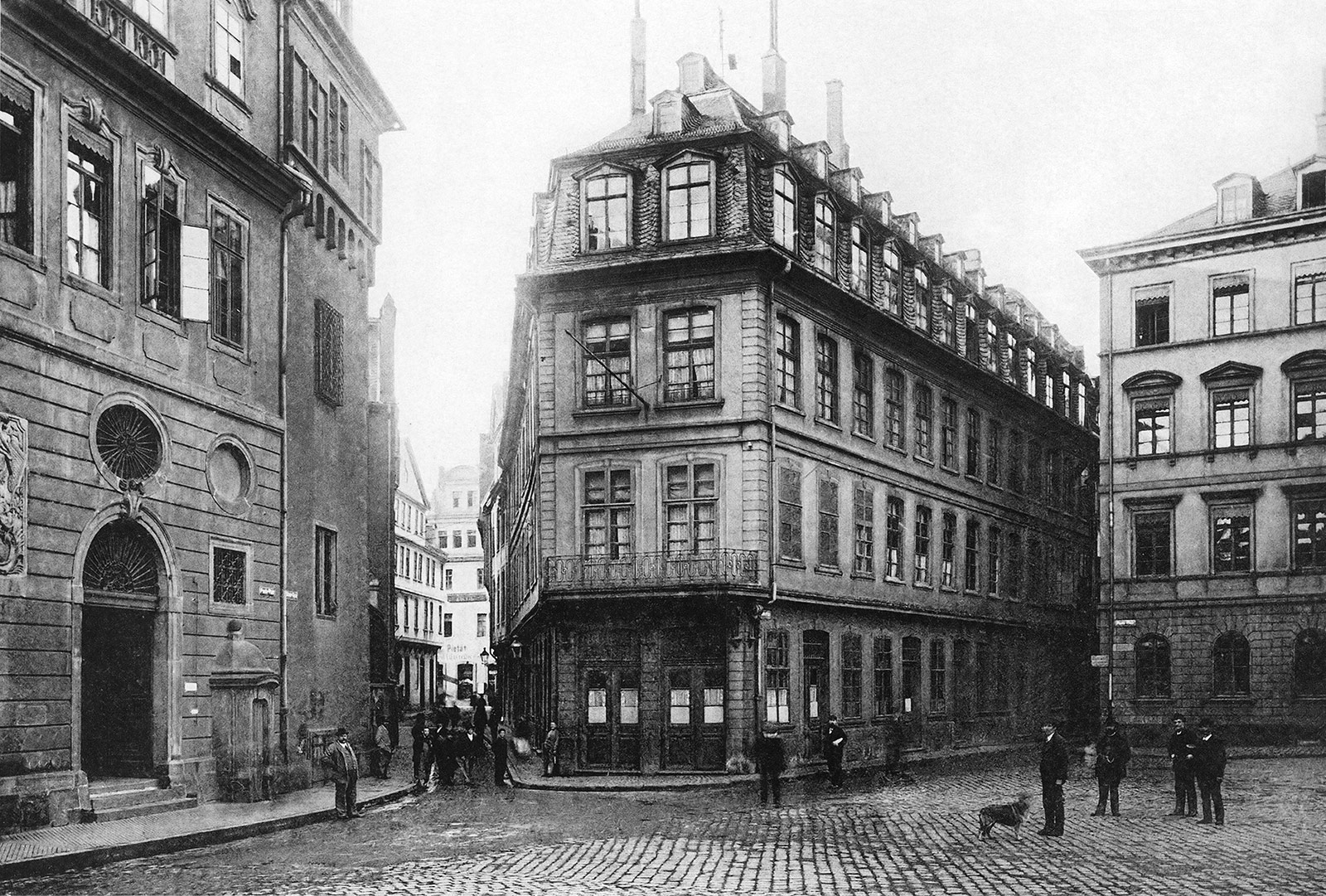
Römergasse mit Archivturm von Frauenrode, vor 1900

Nur wenig später kam es bereits zu einer ersten Erweiterung des Rathauses: am 5. November 1424 erwarb der Rat der Stadt das westlich des Goldenen Schwans gelegene Haus Frauenrode vom Liebfrauenstift für 200 Gulden. Ein sehr niedriger Preis, der sich aus der über das Geschäft ausgestellten Urkunde jedoch erklärt – demnach war es so baufällig, dass nach Meinung des Stifts eine Reparatur nicht mehr lohnte. So erfolgte dann auch 1436 der völlige Abriss des Gebäudes, an den sich bis 1439 Neubauten anschlossen. Sie entstanden auf der alten Parzelle um den in der Mitte gelegenen, zur damaligen Widdergasse (späteren Wedelgasse, heutigen Bethmannstraße) gewandten Hof.
Im östlichen Teil wurde unter der Leitung des Baumeisters Eberhard Friedberger 1436 und 1437 ein steinerner Archivturm (vgl. Bild) errichtet, der eine Schieferdeckung erhielt und in seinen Gewölben mit vier gemalten Adlern geschmückt wurde. Da Städte zu jener Zeit ihre gesamten Privilegien wie beispielsweise das Marktrecht auf beschriebenes Pergament und Papier stützten, war ein derartiges Archiv spätestens seit der Goldenen Bulle geradezu lebenswichtig. Besonders unter Berücksichtigung, dass die fast völlig aus hölzernen Fachwerken aufgebauten Städte regelmäßig von Feuersbrünsten heimgesucht wurden. Als Notbehelf diente bis dato die Einlagerung aller wichtigen Dokumente und Privilegien im Gewölbe des 1808 abgebrochenen Festungsturms am Leonhardstor.

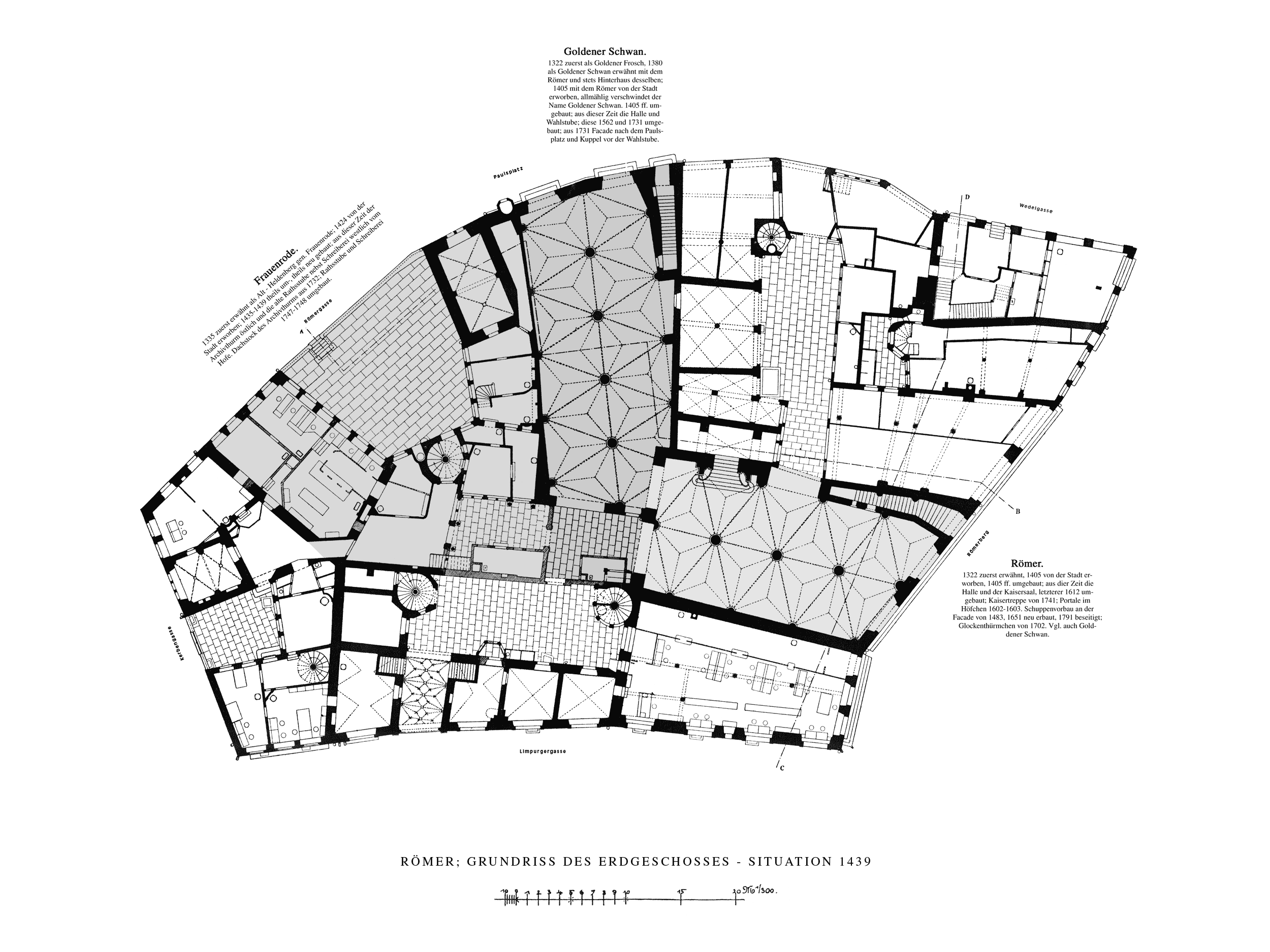
Besitz der Stadt am Römer, 1439

Auf dem westlichen Teil des Grundstücks wurde ab Anfang 1438 das eigentliche Haus mit der neuen Ratsstube erbaut. In diesem über die verschiedenen Jahrhunderte in der Ausstattung immer wieder veränderten Raum tagte der Rat der Stadt bis zum Ende der reichsstädtischen Zeit 1806. Kunsthandwerkliche Arbeiten im Raum wie Öfen, Wandmalereien oder später auch Stuckaturen haben sich im Rahmen des Zeitgeschmacks über die Jahrhunderte immer wieder verändert oder wurden komplett neu gefertigt. Auch zeigen sich in der Schaffung der neuen Ratsstube die Folgen der Goldenen Bulle: die nur knapp ein Vierteljahrhundert zuvor bezogene Ratsstube im Haus zum Römer diente von nun an im Wesentlichen als repräsentatives Wahlzimmer für die Kurfürsten. Damit waren die Umbauten und Integration von Frauenrode in den Rathauskomplex im Wesentlichen abgeschlossen.
Das Äußere des Römers wurde zunehmend repräsentativer gestaltet, auch wenn aus jener Zeit keinerlei bildliche Darstellungen überliefert sind: so wurde 1441 an der Fassade eine große Laterne mit 73 Scheiben aus venezianischem Glas angebracht. 1452–1454 kam eine bereits seit 1448 geplante Uhr zur Ausführung, die Zeiger sowohl an der Fassade zum Römerberg als auch nach innen in den Kaisersaal besaß. Nicht nur technisch, wofür der Uhrmacher Hans Hochgesang verantwortlich zeichnete, sondern auch künstlerisch muss es sich um ein beachtliches Werk gehandelt haben. Alleine 200 Gulden erhielt der Maler Sebald Fyoll für figürliche Malereien, der Goldschmied Hans Hug arbeitete an geschnitzten Modellen für gegossene Drachen- und Löwenköpfe sowie einem Gehäuse mit plastischen Wildemannsdarstellungen. 1470 wurde die Uhr von Hochgesang und einem ganzen Stab von Künstlern, 1483 von Hug erneut verbessert, wobei in den Bau- und Rechenmeisterbüchern auch ein Astrolabium sowie ein Sonnenzeiger erwähnt wurde.
Wohl als Ergänzung zum nun sehr repräsentativ gestalteten oberen Bereich der Fassade beschloss der Rat 1482 „eyn schoppe am Rathuse zu machen, Bumeister sollen das besehen“, also einen Schuppenvorbau im Erdgeschossbereich des Römers zu errichten. Die älteste bekannte bildliche Darstellung aus dem Krönungsdiarium des Kaisers Matthias, das auf das Jahr 1612 datiert, ist relativ undeutlich (vgl. Bild); der ursprüngliche Aufbau lässt sich durch die überlieferte Kostenrechnung aus dem Jahr 1483 jedoch rekonstruieren:

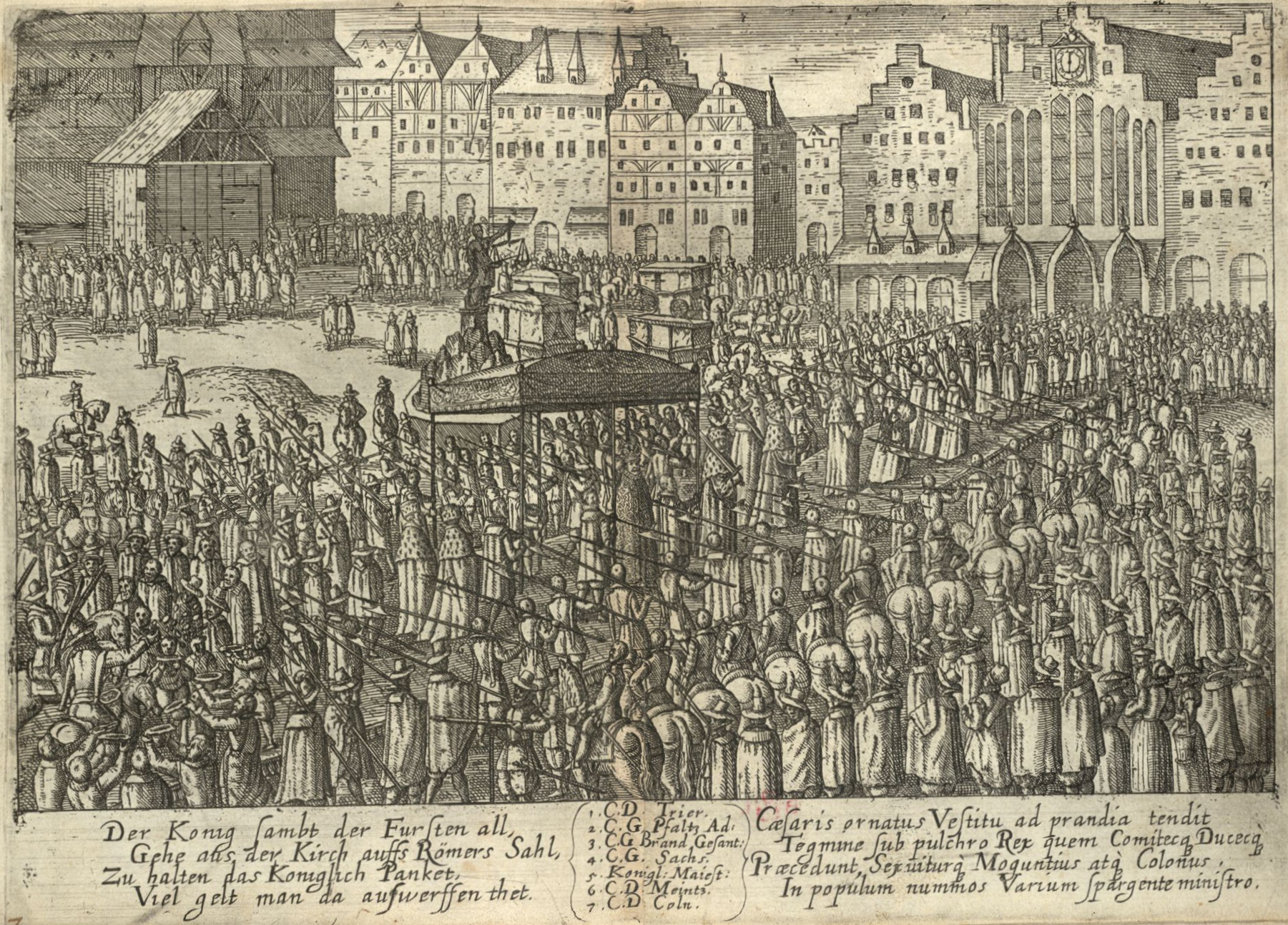
Schuppenvorbau im Krönungsdiarium Matthias, 1612

Der Vorbau bestand demnach im Wesentlichen aus mit Blei gedeckten Holz und endigte in drei Spitzbögen mit reicher gotischer Verzierung, die den eigentlichen Portalen des Römers vorangestellt waren. Acht längliche Fenster aus insgesamt 500 Einzelscheiben Glas, ein für die Zeit ungeheurer Luxus, erhellten den Anbau großzügig. Bei den Verzierungen handelte es sich im Wesentlichen um teils vergoldete Blumen, Wimperge und Wappen, teils in Malerei, teils plastisch gearbeitet. Die Wappen waren oben auf den Spitzbögen angebracht und zeigten die Heraldik des Königs, des Kaisers und der Stadt Frankfurt.
Bemalt wurde der Bau von den bekannten Malern Thomas von Straßburg und Hans Caldenbach, für den Kunstguss wurden der Orgelbauer Leonhard Mertz und Büchsenmeister Jörg Ossenbrommer, Kellerhenne und Anthonius am Stege herangezogen. Künstlerischer Leiter war der Goldschmied und Miniator Hans Dirmstein. Gemäß der 23 Einzelposten umfassenden Kostenrechnung beliefen sich die Gesamtkosten auf knapp 625 Gulden, weitere bemerkenswerte, darin zu findende Posten waren u. a. 104 Zentner Blei und 323 Pfund Zinn.

### Das Rathaus in der frühen Neuzeit (1500 bis 1806)

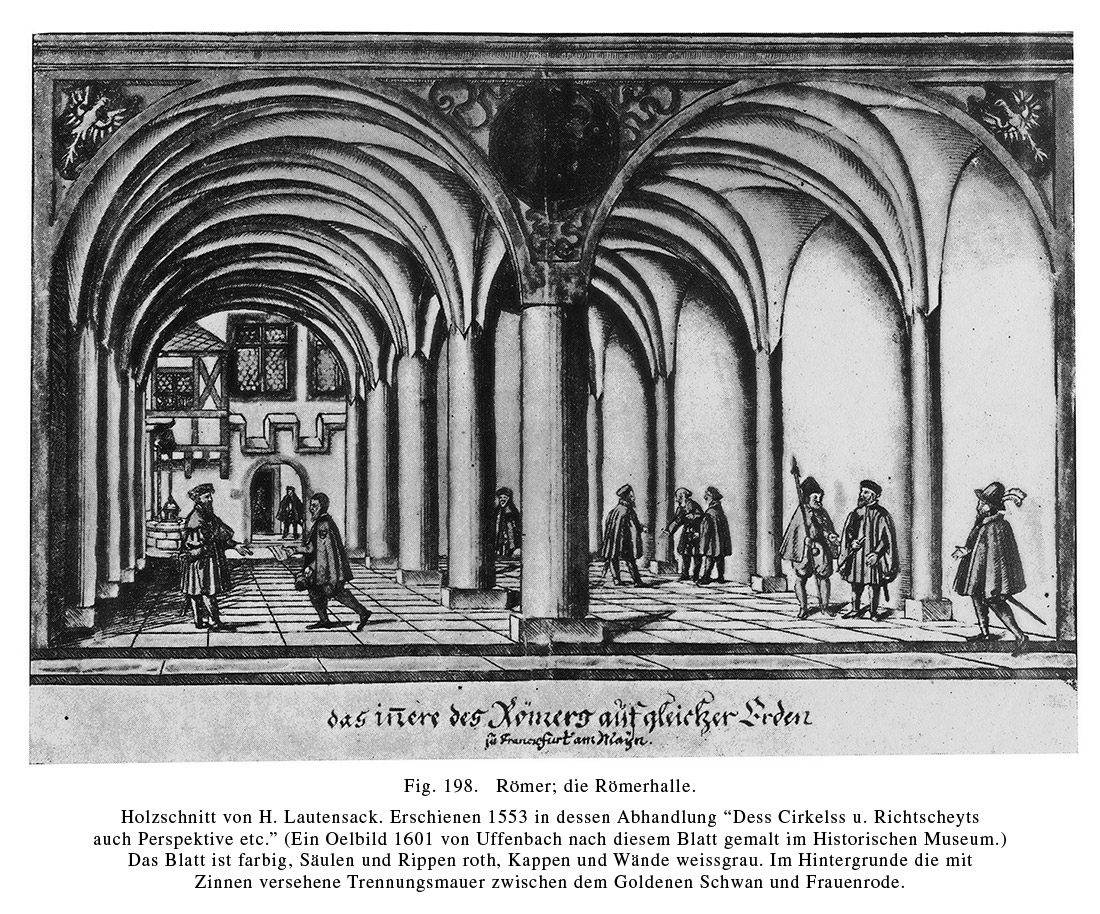
Die Römerhalle (Holzschnitt von Hans Lautensack, 1553)

Nachdem die Bevölkerung und Wirtschaftskraft Frankfurts das ganze 15. Jahrhundert hindurch gesunken war, begann um 1500 ein erneuter Aufschwung. Zur schon im Mittelalter bedeutenden Warenmesse kam kurz nach der Erfindung des Buchdrucks durch Johannes Gutenberg im nahen Mainz die nicht minder bedeutende Buchmesse hinzu. Die Bevölkerungszahl wuchs nach dem Bekenntnis der Stadt zur Reformation 1530 auch durch die Zuwanderung von Glaubensflüchtlingen stetig an – von etwa 7.600 um 1500 über knapp 20.000 um 1600 auf rund 40.000 bis zum Ende der reichsstädtischen Zeit 1806.
Mit diplomatischem Geschick gelang es der Stadt, zwischen dem Schmalkaldischen Krieg 1536 und dem Augsburger Religionsfrieden 1555 der Stadt nicht nur ihr lutherisches Bekenntnis, sondern auch ihre Privilegien als Messeplatz und Wahlort der Könige und Kaiser zu wahren. 1562 beschloss das Kurfürstenkollegium nach der Wahl von Kaiser Maximilian II. auch die Krönung in Frankfurt durchzuführen. Trotz der in der Goldenen Bulle fixierten Trennung des Wahlortes vom Krönungsort fanden seitdem fast alle Krönungen in Frankfurt statt. Die Auswirkungen auf das Rathaus der Stadt, das alleiniges Zentrum der städtischen Politik und Verwaltung war, bedeuteten daher nicht mehr nur ein stetiges Wachsen der Verwaltung analog den Bevölkerungszahlen, sondern auch zunehmend die Bereitstellung repräsentativer Räumlichkeiten für die Reichsobersten.

#### Umbauten und Erweiterungen des 16. und 17. Jahrhunderts (1500 bis 1699)

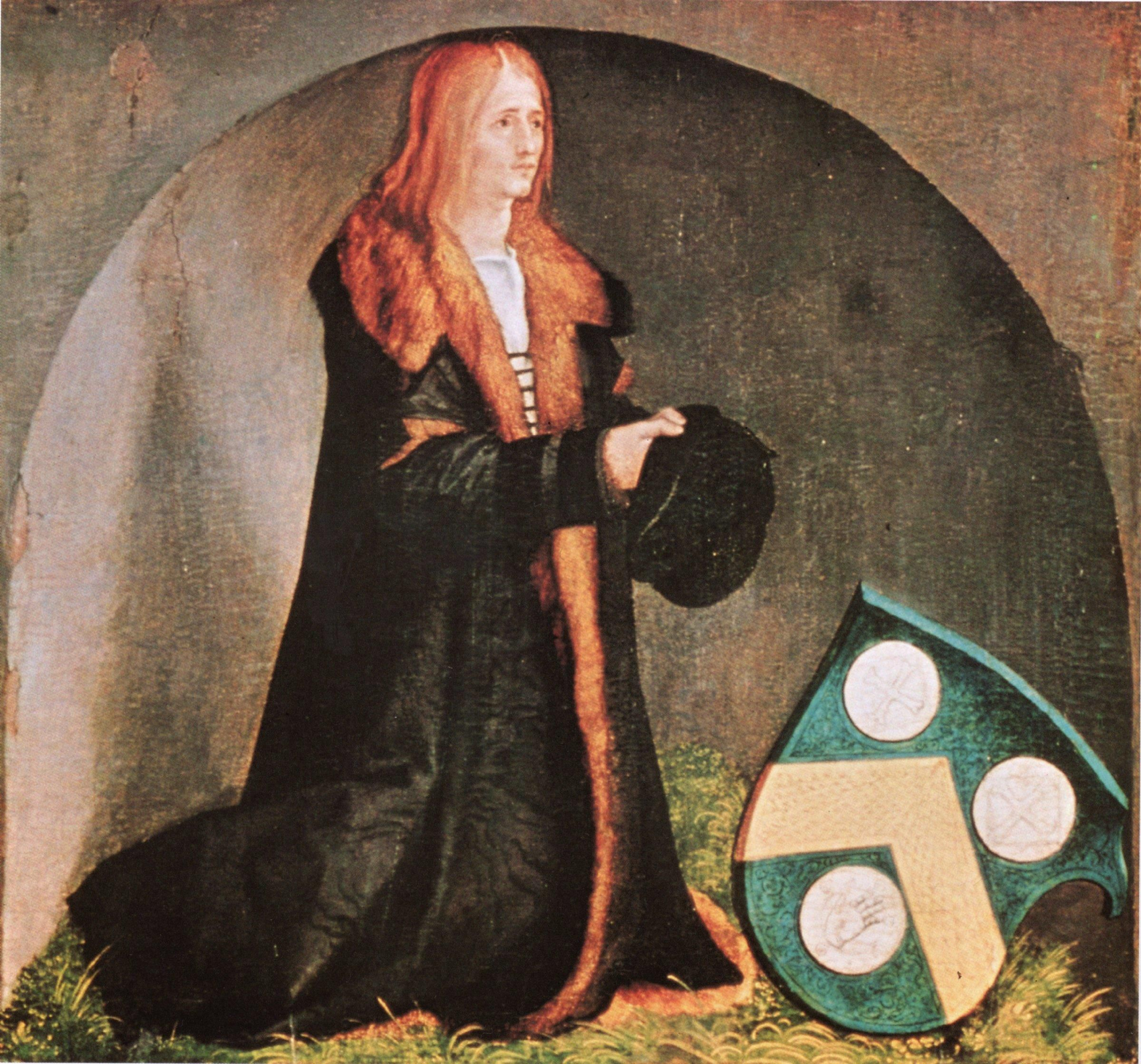
Jakob Heller, 1508

1510 erwarb der Rat für 300 Gulden das westlich an Haus Frauenrode anstoßende, an der damaligen Römergasse gelegene Haus Viole von Jakob Heller, einem der zu dieser Zeit bedeutendsten Patrizier und Ratsherren der Stadt. Da Heller sich, wie auch sonst häufig, großzügig zeigte und noch 50 Gulden für die Pläne des Rates stiftete, das Haus durch einen Neubau für städtische Ämter und eine Bibliothek zu ersetzen, verringerte sich der Preis entsprechend.
Einer Jahreszahl an einem Wappenadler nach erfolgte der Neubau im Jahre 1511. Er beseitigte die östliche Brandmauer und ermöglichte den städtischen Bediensteten ab diesem Zeitpunkt den Zugang zur Viole auch über Haus Frauenrode, ohne auf die Straße treten zu müssen. Die in einem feuerfesten Gewölbe des Erdgeschosses untergebrachte Bibliothek wurde durch Stiftungen von Frankfurter Bürgern vermehrt und blieb bis 1668 im Haus. In jenem Jahr wurde sie mit der Bibliothek des Barfüßerklosters vereinigt, das sich damals dort befand, wo heute die Paulskirche steht. Später ging daraus die Frankfurter Stadtbibliothek hervor.

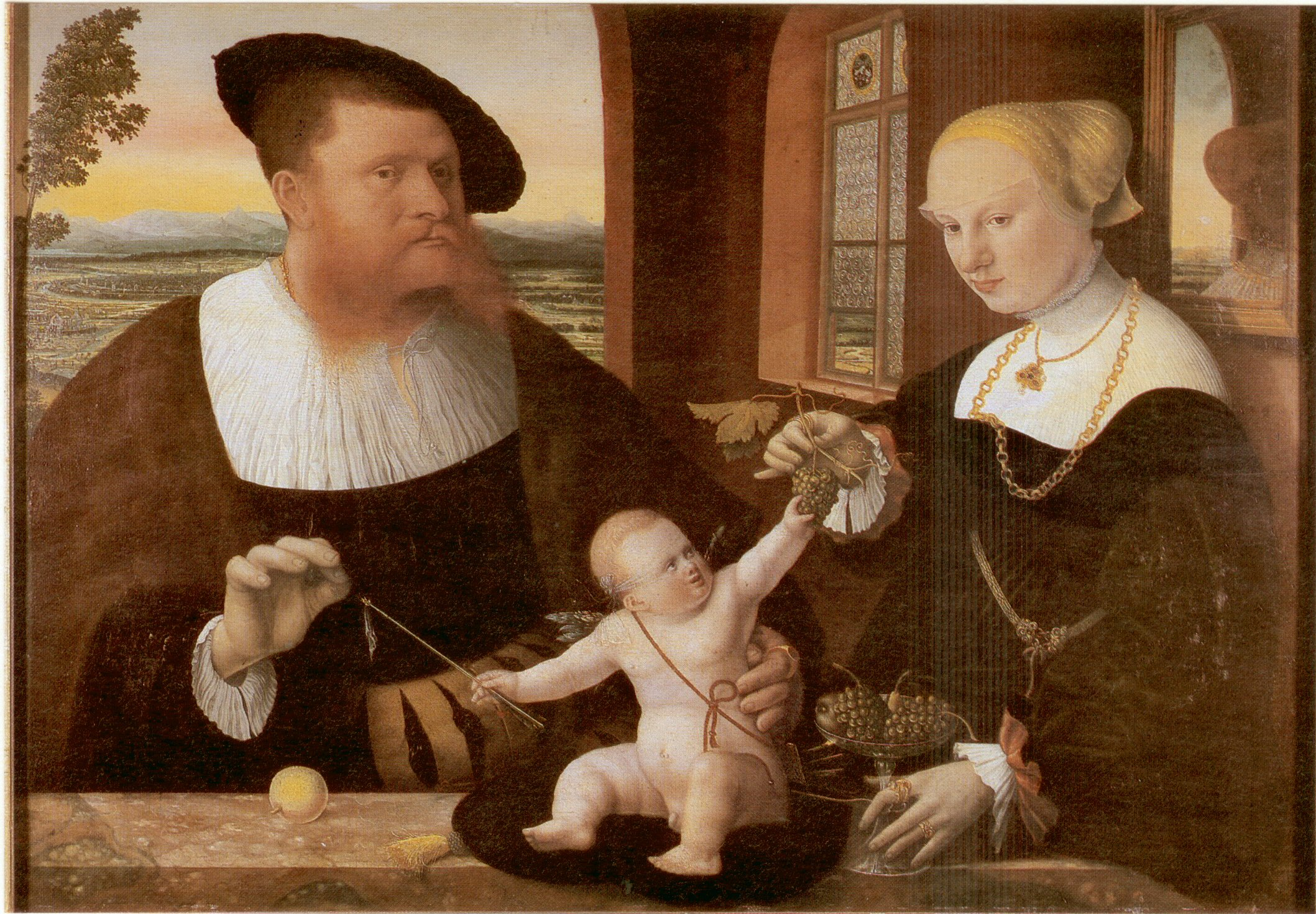
Justinian von Holzhausen, 1536

1542 kaufte der Rat auch das südlich an die Viole anstoßende Haus Schwarzenfels von Justinian von Holzhausen für 640 Gulden. Wie sein Vater Hamman von Holzhausen entstammte er einem bedeutenden Frankfurter Patriziergeschlecht und war ein führender Vertreter der städtischen Politik und Diplomatie. So vertrat er die Stadt im selben Jahr auf dem Reichstag zu Nürnberg und hatte 1543 das Amt des Älteren Bürgermeisters inne.
Mit ihrem neuesten Erwerb besaß die Stadt nun alle westlich an den Römer anstoßenden Gebäude. Schwarzenfels teilte die östliche Brandmauer mit dem Haus Silberberg, das wiederum an das südlich des Hauses zum Römer gelegene Haus Alt-Limpurg anschloss. Beide Häuser waren zu jener Zeit im Besitz der gleichnamigen Ganerbschaft Alt-Limpurg. Als eine völlig neue Brandmauer zwischen Schwarzenfels und Silberberg errichtet worden war, was auf einen Neubau kurz nach dem Erwerb schließen lässt, beteiligte sich die Ganerbschaft mit 135 Gulden an den Baukosten. Genauere Details dieses Neubaus, der vermutlich vor allem das zuvor gekaufte Haus Viole in seiner Nutzfläche vergrößerte, bleiben allerdings im Dunkeln.
Als Frankfurt 1562 auch Krönungsstätte wurde, war dies offenbar sofort Anlass für weitere Baumaßnahmen am Frankfurter Rathaus, um die Interieurs dem Zeitgeschmack und der neuen Bedeutung gerecht zu gestalten. Aufgrund der schlechten Dokumentation bleibt nur festzuhalten, dass der Goldene Schwan bis 1563 einen neuen Dachstuhl erhielt und das Wahlzimmer der Kurfürsten mit größeren Fenstern ausgestattet wurde. Festzumachen war dies bis zur Zerstörung im Zweiten Weltkrieg auch an einer Kartusche an einem zum Römerhof hin gewandten Fensterpfeiler mit der Jahreszahl 1562. Der Quaternionenzyklus des Zimmers hatte über die Jahre indes so gelitten, dass er 1583 übertüncht wurde. Als Wandschmuck dienten bis 1731 nun vor allem Ölbilder, die Maler zur Erlangung des Meisterrechts anfertigten.

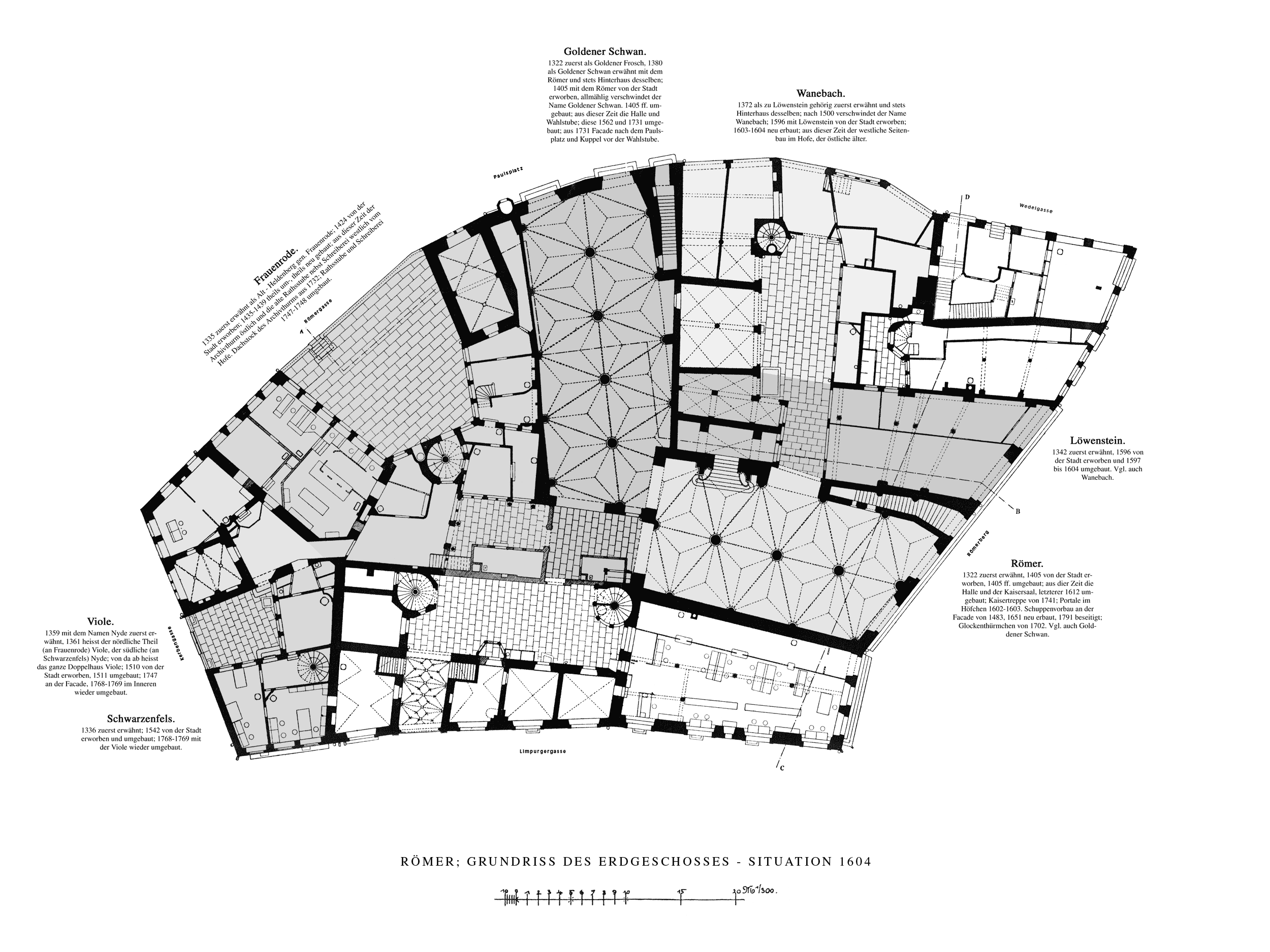
Besitz der Stadt am Römer, 1596

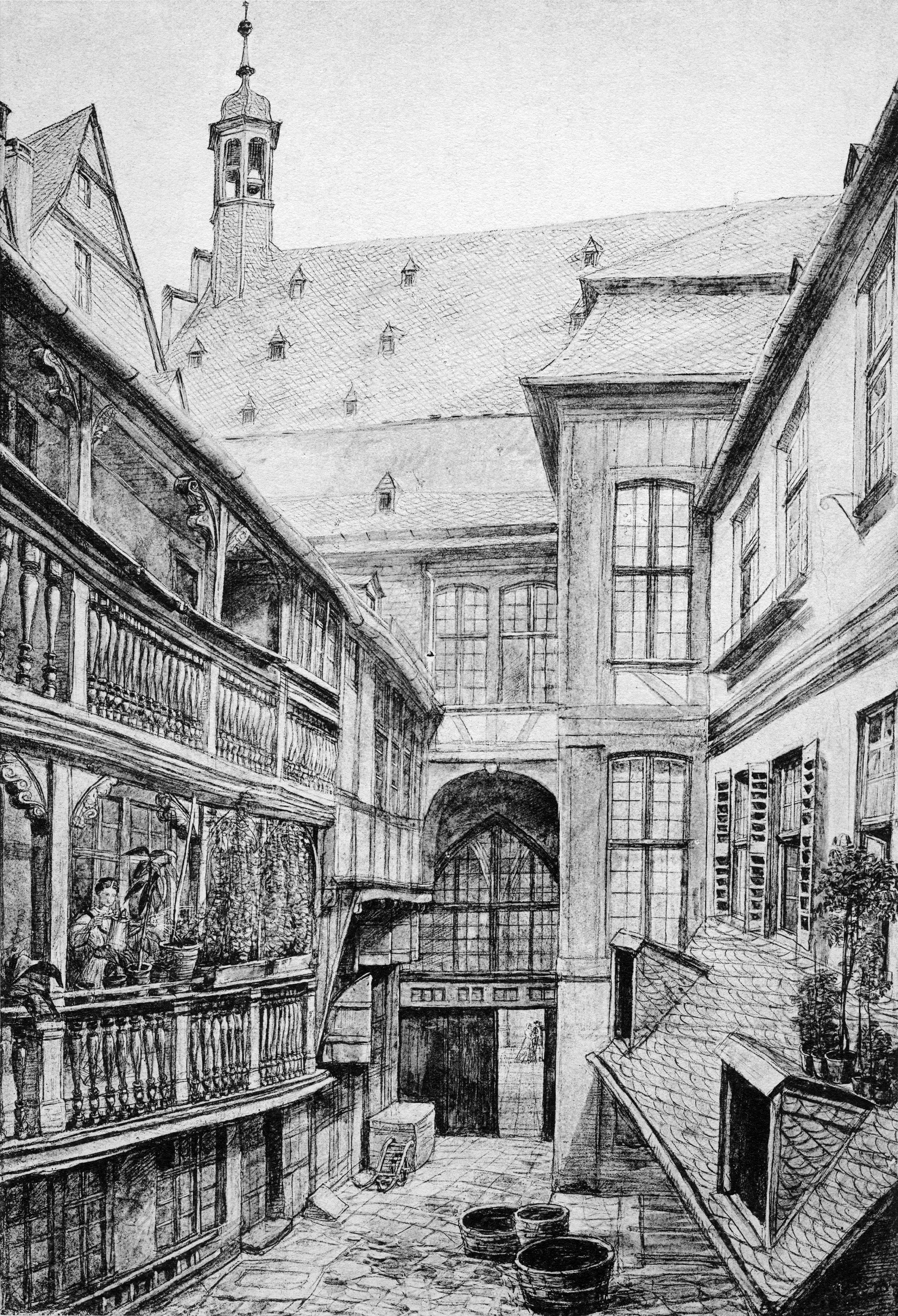
Wanebachhöfchen nach Süden, 1870

Die rasante Bevölkerungsentwicklung machte binnen weniger Jahrzehnte neue Erweiterungen des Rathauses notwendig. Der Rat erwarb daher am 18. Dezember 1596 das dem Goldenen Schwan östlich benachbarte Haus Wanebach sowie das nördlich an das Haus zum Römer grenzende Haus Löwenstein. Für den Vorbesitzer, den Handelsmann Ludwig Clar, war der Kaufpreis von 18.000 Gulden ein gutes Geschäft, hatte er das Haus doch erst kurz zuvor zum selben Preis erworben und erhielt nun zusätzlich zur Kaufsumme noch verschiedene Vergünstigungen. Damit erstreckte sich das Rathaus bereits auf sieben Einzelgebäude (vgl. Plan). Die in den Jahren 1597 bis 1604 nachfolgenden Bauarbeiten zur Integration der beiden Zukäufe waren sehr aufwändig, da sie von der bisherigen Anlage völlig abweichende Geschosshöhen hatten.

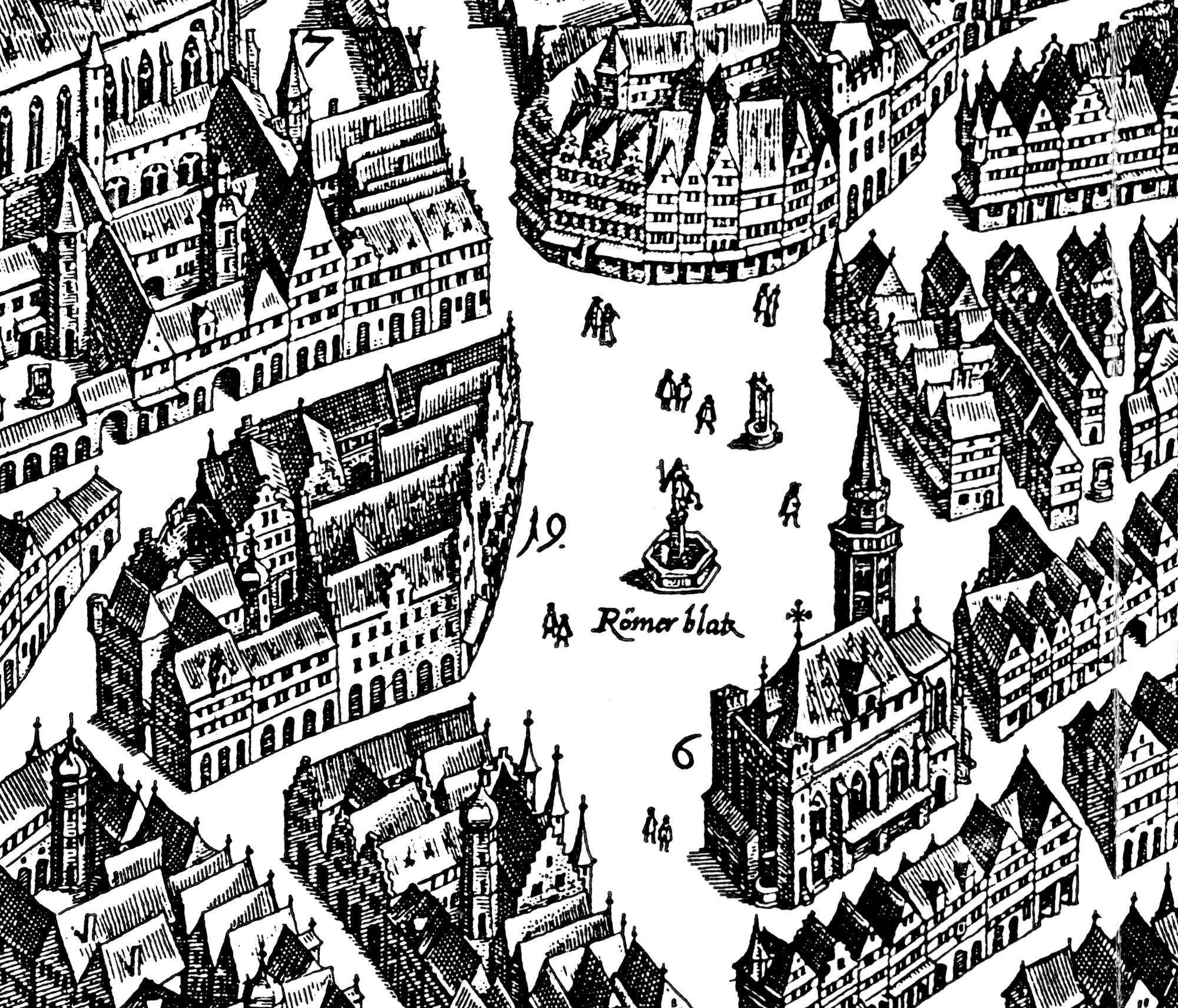
Römerkomplex auf dem Merian-Plan, 1628

Die Brandmauer zwischen dem Goldenen Schwan und Wanebach erhielt an der Stelle, wo sie auf die Nordwand des Kaisersaales stieß, eine Verbindung zwischen den Obergeschossen. Dahinter wurde ein Verbindungsgang zu der alten Treppe geschaffen, die zwischen Haus Löwenstein und dem Haus zum Römer vom Römerberg direkt zum Kaisersaal führte. Sie blieb ebenso wie eine weitere Treppe hinab zum Hinterhof des Hauses Wanebach allerdings nur bis zum Bau der Kaisertreppe 1741 erhalten. Das Erdgeschoss des Hauses Löwenstein wurde als Halle für Messezwecke, die Obergeschosse ebenso wie später die des Hauses Wanebach als Wohnungen für städtische Beamte eingerichtet. Die Fenstereinfassungen an der Fassade wurden vergrößert und die alten Spitzbogentore wurden durch Rundbogentore ersetzt, wodurch das Gebäude als das erste der Häusergruppe am Römerberg seinen ursprünglichen gotischen Charakter einbüßte.
1603 und 1604 beschloss die Neuerrichtung von Haus Wanebach die Bautätigkeit. Nach seinem Abbruch, der offenbar nur Teile eines älteren Verbindungstraktes zwischen Vorder- und Hinterhaus aussparte, wurde es als Fachwerkbau auf einem steinernen Erdgeschoss neu erbaut. Dabei erhielt es auch seine offenen Galerien im Renaissancestil, die dem später als Wanebachhöfchen bezeichneten Innenhof sein pittoreskes Antlitz gaben. Um es von Süden her zugänglich zu machen, wurde bereits zuvor ein großes spitzbogiges Tor in die Nordwand der Römerhalle gebrochen.

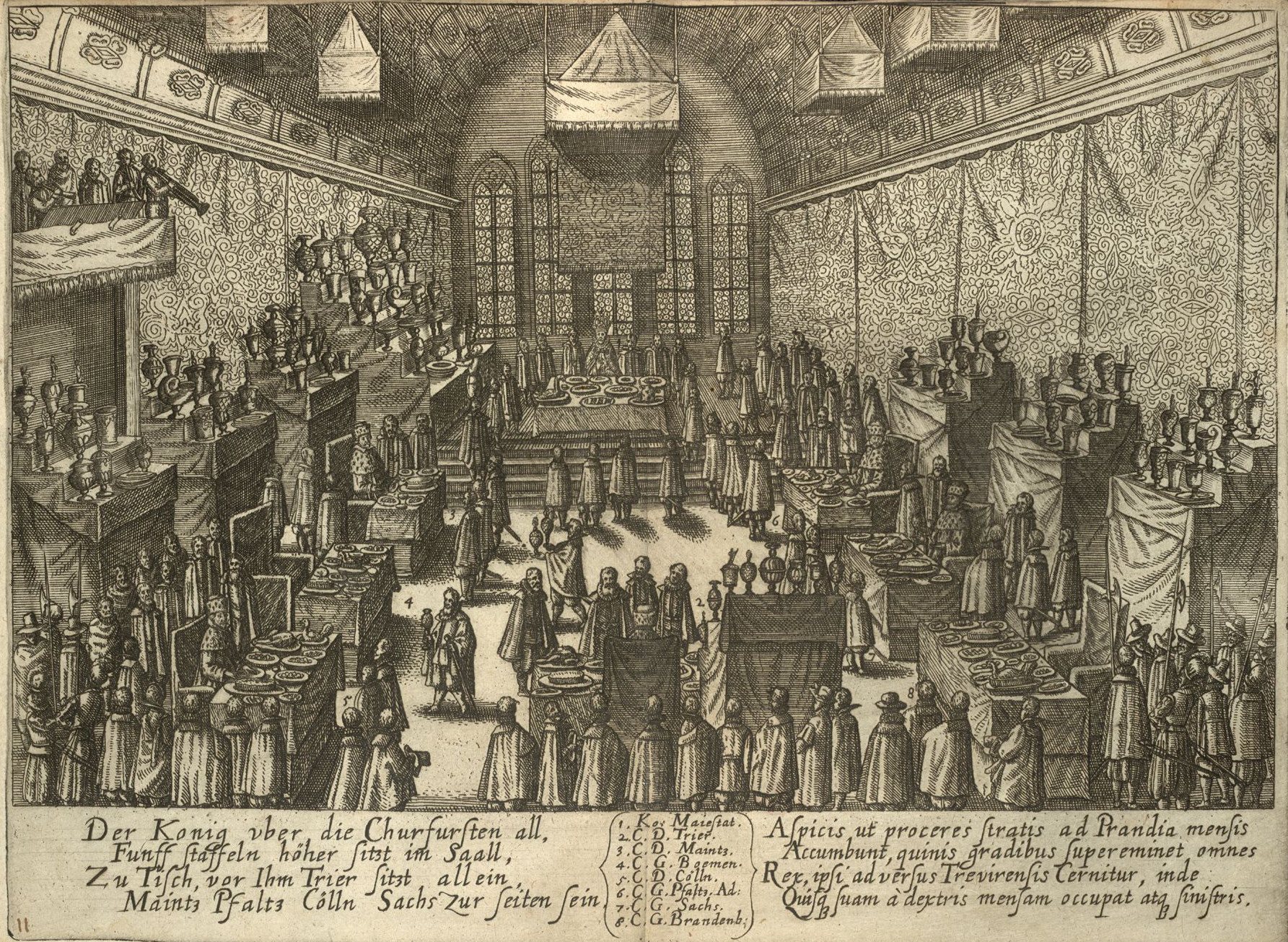
Kaisersaal im Krönungsdiarium Mathias, 1612

1612 endlich erhielt auch der Kaisersaal in Anbetracht der immer pompöseren Krönungsfeierlichkeiten ein völlig neues Gepräge, das sich zumindest von seinen Proportionen bis heute erhalten hat. Die seit 1405 bestehende Flachdecke wurde entfernt und durch die bekannte, gewölbte Bretterdecke ersetzt, die der Maler Johan Hoffmann mit in jener Zeit beliebten Groteskverzierungen schmückte. Die Fenster des hierfür hinzugezogenen, zuvor eigenständigen Dachgeschosses wurden vermauert und die Saalfenster der Wölbung entsprechend vergrößert. Das Krönungsdiarium aus demselben Jahr zeigt das Ergebnis dieser Arbeiten (vgl. Bild).
Die letzte große Baumaßnahme im 17. Jahrhundert stellte die Barockisierung des Schuppenvorbaus von 1483 dar. 1650 und 1651 wurde sie im Wesentlichen durch den Schreinermeister Friedrich Unteutsch, die Maler Johann Lorenz Müller und Hans Jacob Schöffer sowie eine Handvoll weiterer Künstler und Handwerker durchgeführt. Sie dehnten den Vorbau nicht nur auf das sich nun in Stadtbesitz befindliche Haus Löwenstein aus, sondern versahen ihn auch mit neuen Giebeln, Wappen und ornamentalem Schmuck.

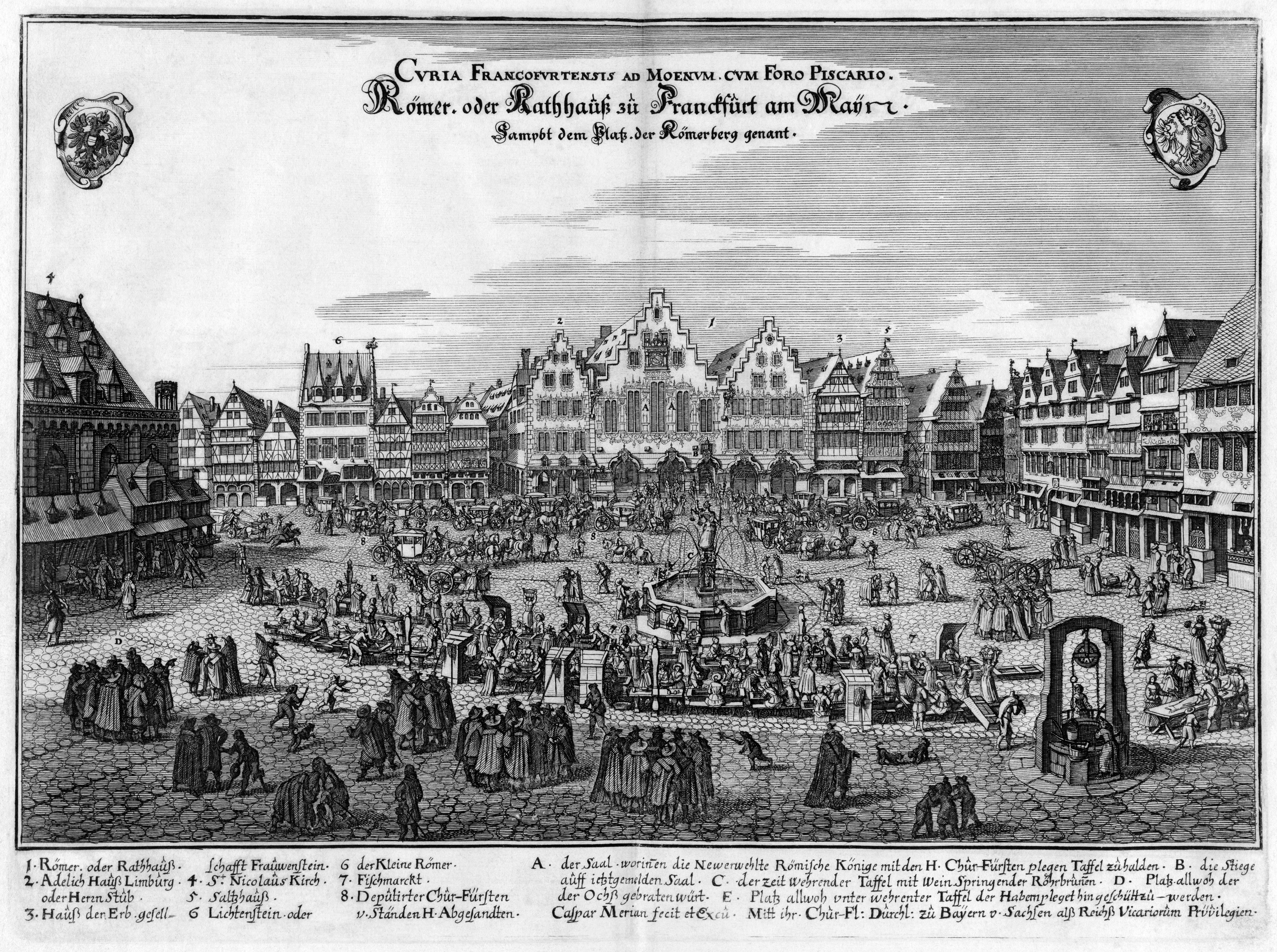
Römer im Krönungsdiarium Leopold I., 1658

Anschließend bemalten Philipp Hummel und Heinrich Schäfer die Fassaden der Häuser Römer, Löwenstein und Alt-Limpurg einheitlich mit noch renaissancetypischen Roll- und Bandelwerk, was dem Rat 100 Gulden wert war. Die erstmals einheitliche Gestaltung war nur dadurch möglich, dass die Ganerbschaft Alt-Limpurg, der immer noch das gleichnamige Haus gehörte, hierzu ihr Einverständnis gab. Der Sinn dieser Maßnahme mag neben einer Anpassung an den Zeitgeschmack vor allem darin gelegen haben, die Dreigiebelfassade stilistisch den angrenzenden Privathäuser Frauenstein und Salzhaus anzupassen, die bereits Anfang des 17. Jahrhunderts prächtige Renaissance-Schaufassaden erhalten hatten. Nach Abschluss dieser Arbeiten präsentierte sich der Römer äußerlich so, wie er auf dem bekannten Bild aus dem Krönungsdiarium Kaiser Leopolds I. 1658 dargestellt wird (vgl. Bild).

#### Vom 18. Jahrhundert bis zum Ende der reichsstädtischen Zeit (1700 bis 1806)

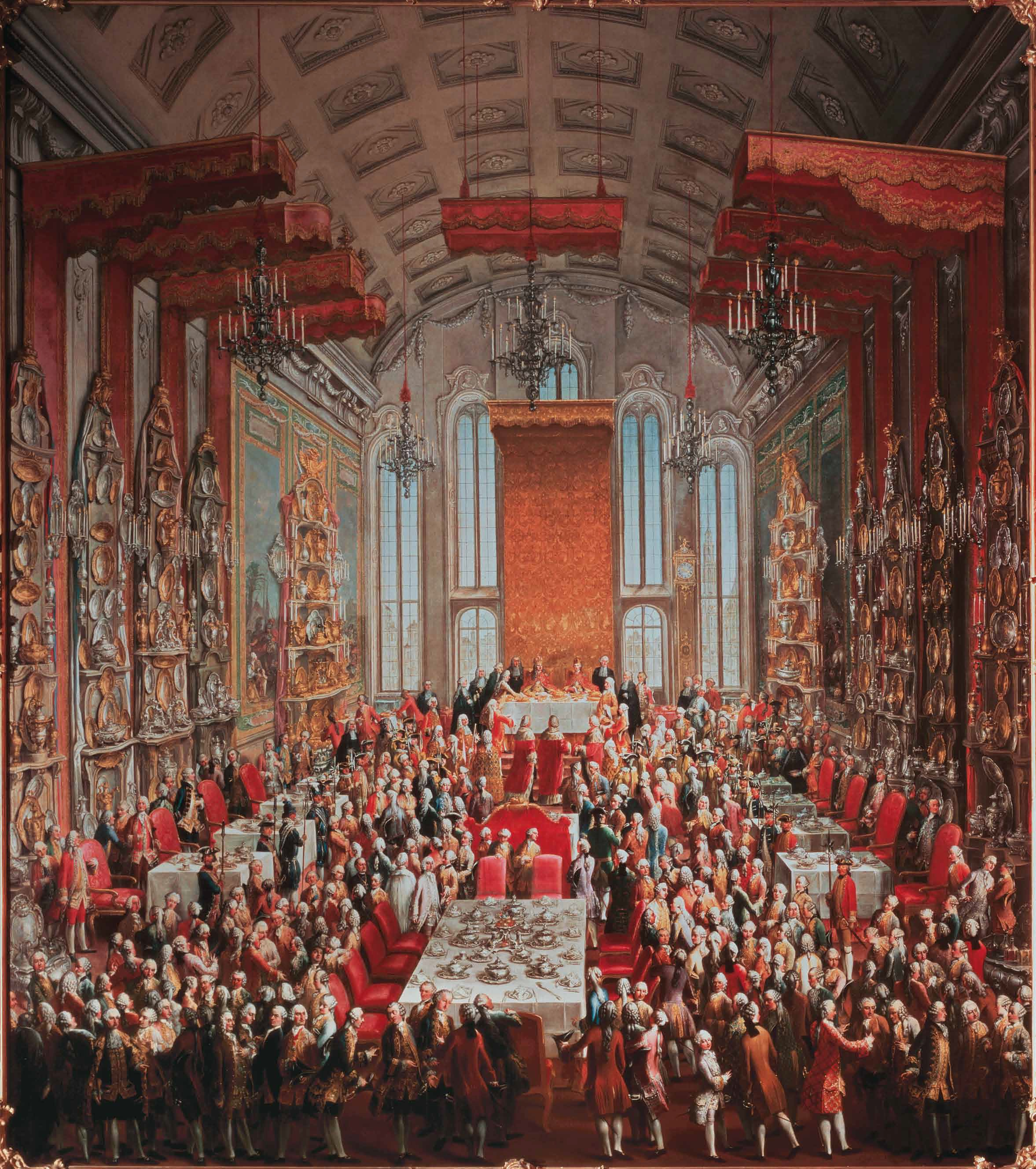
Krönungsmahl Josephs II. im Kaisersaal, 1764

Im Zeitalter des Absolutismus hinterließ der sich immer weiter aufschaukelnde Pomp an europäischen Fürstenhöfen nicht nur im Profanbau der Stadt, sondern auch am und im Frankfurter Rathaus seine Spuren. Es ist kennzeichnend, dass praktisch alle baulichen Veränderungen des 18. Jahrhunderts am Römer ausschließlich den repräsentativen, für die Abwicklung der Kaiserkrönungen nötigen Räumlichkeiten dienten, während es in dieser Zeit zu keinerlei Erweiterungen oder größeren Ausbauten der Amtsräume kam. Insgesamt sechs Kaiserwahlen- und Krönungen erlebte die Stadt in diesem Jahrhundert, von denen Johann Wolfgang von Goethe insbesondere die Kaiser Josephs II. (vgl. Bild) in seinem Werk Dichtung und Wahrheit eindrücklich dokumentierte.
Im 1702 wurde ein Glockentürmchen auf dem Haus zum Römer errichtet, dessen Aussehen sich bis heute erhalten und nur wenig gewandelt hat. Als die Krönungsfeierlichkeiten für Joseph I. 1705 nahten, wurde das Kurfürstenzimmer im Sinne des Zeitgeschmacks dadurch überarbeitet, dass das alte Holzgetäfel abgebaut und durch Tapeten ersetzt wurde. Erst die Wahl und Krönung Karls VI. 1711 brachte aber auch dem Kaisersaal ein völlig neues Aussehen, das ihn innerlich erneut ein Stück seinem heutigen Zustand annäherte. Nach dem Austausch der offenbar heruntergekommenen und mittlerweile unzeitgemäßen Täfelung wurden nämlich Wandnischen geschaffen, die der Maler Johann Conrad Unsinger für 500 Gulden mit illusionistischen Büstenporträts ausmalte, die die Könige und Kaiser ab Konrad I. darstellten. Obgleich vermutet werden kann, dass der Kaisersaal bereits zuvor mit Herrscherporträts geschmückt wurde, gab es in den mittelalterlichen Bau- und Rechenmeisterbüchern zumindest keinen direkt Hinweis darauf, dass sie vor der Tätigkeit Unsingers zur Ausführung gekommen wäre; ebenso fehlen bildliche Darstellungen einer solchen Kaisergalerie in allen vorhergehenden Krönungsdiarien.

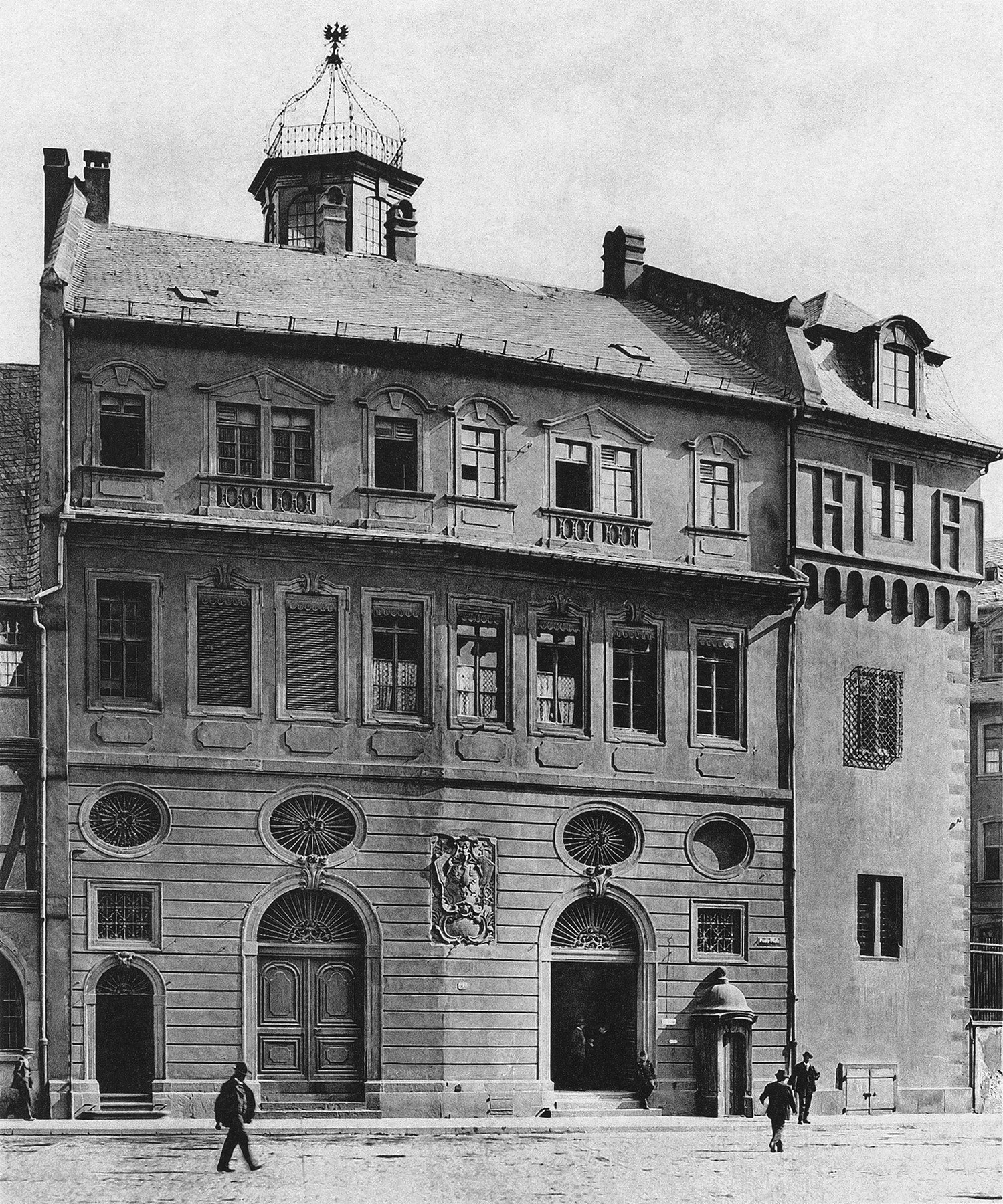
Barockfassade des Goldenen Schwans, um 1900

Bereits 1731 setzte unter der Leitung des Stadtbaumeisters Johann Jakob Samhaimer, der u. a. auch für den Bau der Hauptwache verantwortlich zeichnete, erneut eine Phase reger Bautätigkeit ein. Zunächst war nur eine Erneuerung des Daches des Goldenen Schwans, der Fassade desselbigen zum Römerhöfchen sowie eine Vergrößerung der Eingänge zum Kurfürstenzimmer geplant, doch noch während der Bauarbeiten stellte sich heraus, dass weite Teile der Holzkonstruktion seit dem letzten Umbau von 1562 baufällig geworden waren. Daher wurden bis Ende 1731 auch noch die gesamte, zum heutigen Paulsplatz gewandte Fassade im Stil der Zeit (vgl. Bild) erneuert. So hat sie sich im Wesentlichen, einschließlich einer auf jenes Jahr datierenden Inschrifttafel, bis heute erhalten.
Beim völligen Neubau des Daches hatte das Vorzimmer des eigentlichen Kurfürstenzimmers eine große, Rotunde genannten Kuppel mit Helmabschluss erhalten, in die sich der Raum nach oben hin öffnete. Im selben Jahr wurde auch das dem Geschmack der Zeit entgegenstehende gotische Dach des Archivturms von Haus Frauenrode durch ein barockes Mansarddach ersetzt.
1732 und 1733 wurde die Rotunde von den Kunst- und Historienmalern Georg und Christian Leinberger ebenso wie die Flachdecke des Kurfürstenzimmers mit prächtigen Fresken ausgemalt. Für letzteres schufen sie zudem noch fünf Supraportengemälde mit allegorischen Darstellungen den kaiserlichen Wahlinsignien. Ein weiterer, nur mit seinem Familiennamen Hennicke bekannter Mainzer Künstler schmückte in jenen Jahren wohl nach Vorlagen von Bartolomeo Remola neben den beiden vorgenannten Räumen auch viele Amtsräume des Römers mit meisterlichen Stuckaturen aus. Dem Rat war die Tätigkeit Hennickes 800 Gulden, die der Gebrüder Leimberger sogar die stolze Summe von 1.200 Gulden wert. Doch damit nicht genug: weitere Vergoldungs- und Stuckarbeiten, neue Öfen aus Dresdner Porzellan, ein Nussbaumgetäfel, eine neue Uhr, Wandleuchter aus reinem Silber, Mobiliar, Tapeten, Vorhänge sowie das lebensgroße Porträt des regierenden Kaisers einzig zur vollendeten Gestaltung der beiden Räume summierten sich gegen Ende 1734 auf die ungeheure Summe von 20.000 Gulden.

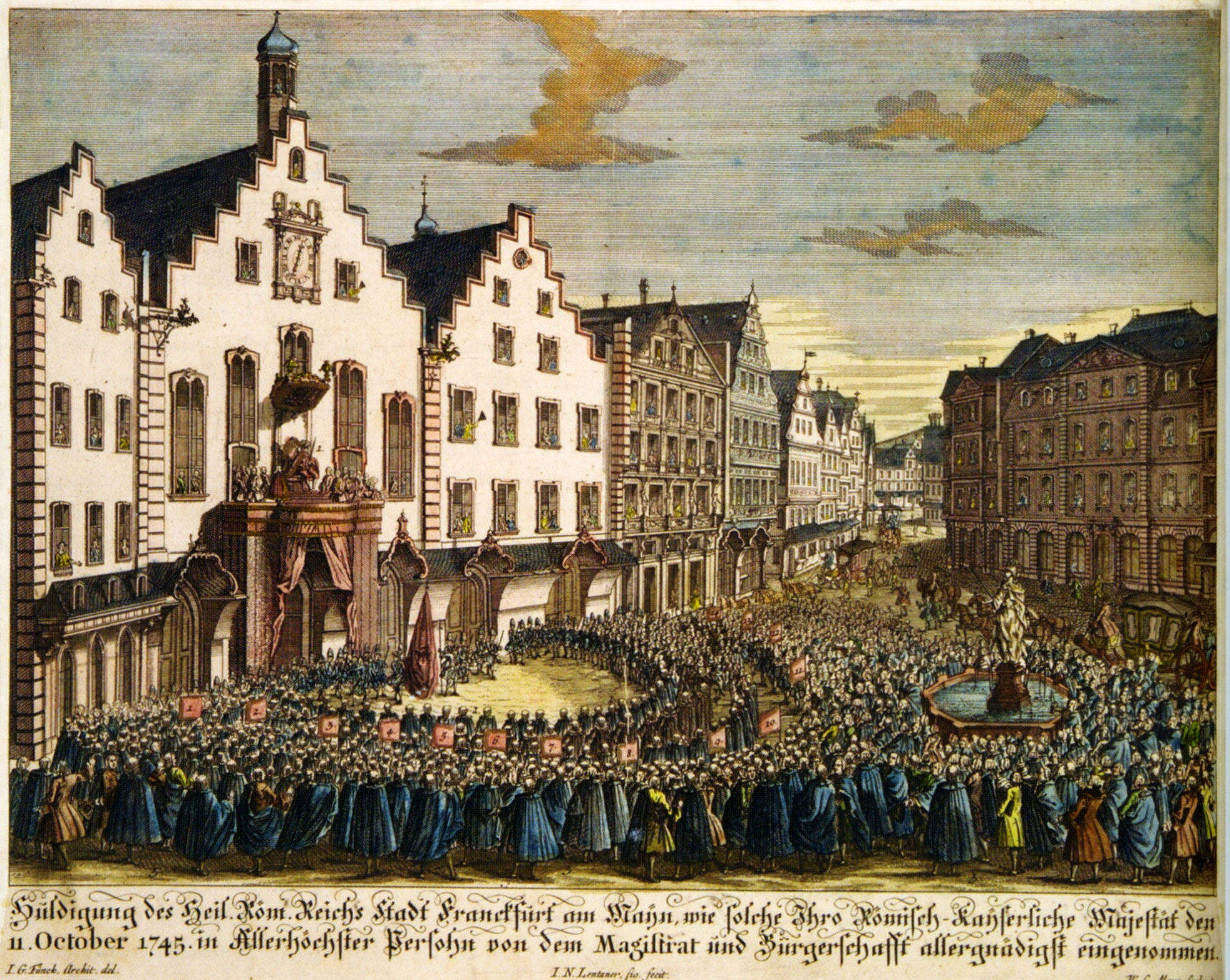
Römerberg mit Römer 1745, zeitgenössischer Kupferstich

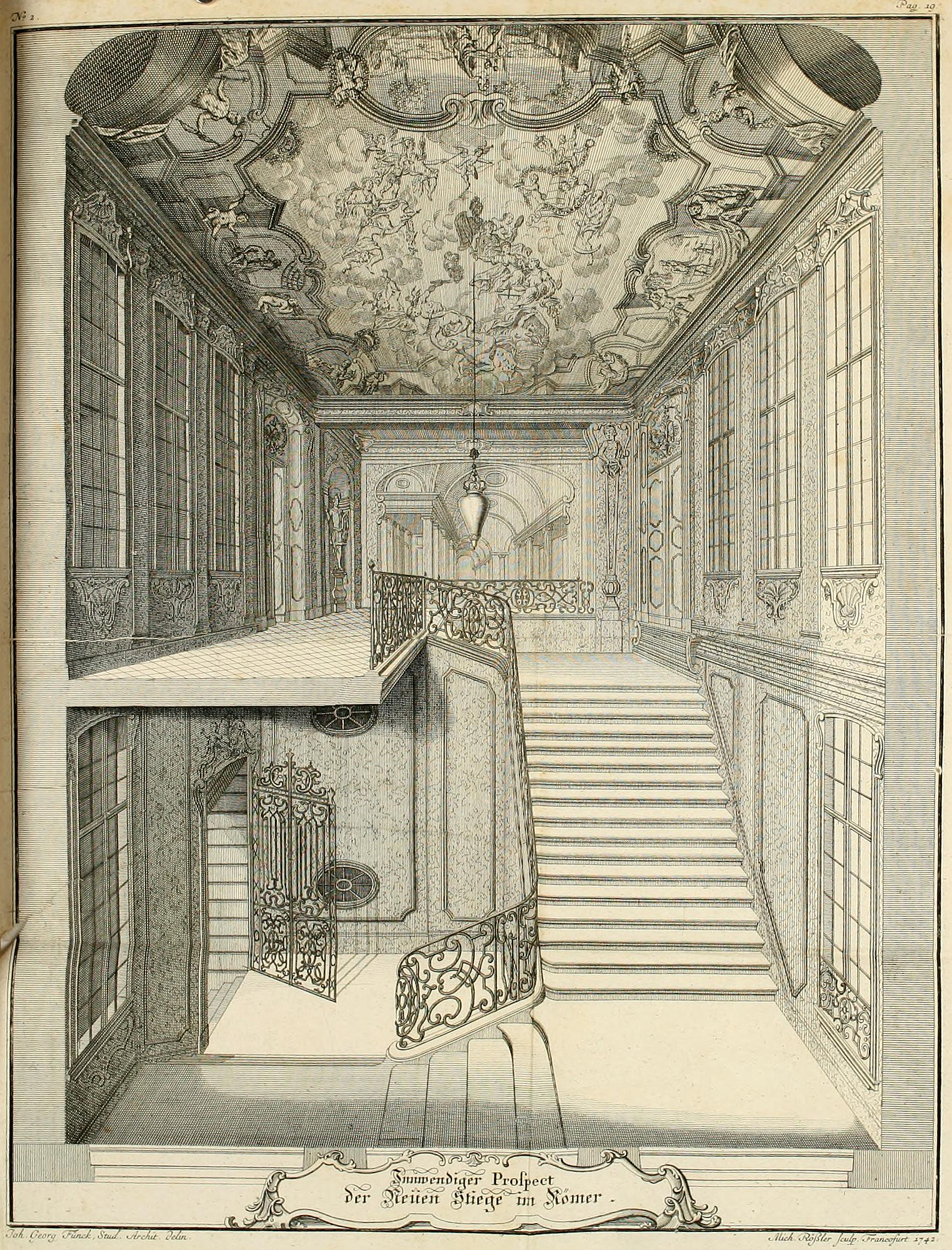
Kaisertreppe im Krönungsdiarium Karls VII., 1742

In Anbetracht der bevorstehenden Krönung Kaiser Karls VII. kam es 1741 erneut zu kleineren Reparaturen, u. a. wurden die Bemalung der Fassade zum Römerberg aus den 1650er Jahren zu Gunsten einer einfarbigen Fassung überstrichen. Wirklich bedeutsam war allerdings die Erneuerung der bis dato noch völlig mittelalterlichen, steilen Treppe, die vom Römerberg zwischen den Häusern zum Römer und Löwenstein in den Kaisersaal führte.
Schon im 19. Jahrhundert hatten sich aus dem Jahr 1742 keine vollständigen Rechnungen erhalten, doch die Tatsache, dass die Schlossermeister Alb und Diestmann alleine für das eiserne Geländer sowie die Tür zur Treppe 540 Gulden erhalten hatten, lässt jene in Anbetracht der Vielzahl der an der Kaiserstiege beteiligten Künstler und Handwerker wenigstens im mittleren vierstelligen Bereich vermuten. Neben den Maurern Springer und Jähnisch, den Steinmetzen Arzt Barba und Scheidel, dem Bildhauer Aufmuth und dem Stuckateur Jäger war außerdem noch der Schweizer Maler Giovanni Battista Innocenzo Colombo am Bau der Treppe beteiligt (vgl. Bild). Er schmückte die Decke in nur vier Wochen mit einem großen Fresko, die Seiten der Treppe mit illusionistischer Architekturmalerei aus, um den in seiner Kubatur immer noch von mittelalterlicher Enge bestimmten Raum künstlich zu vergrößern.
Obgleich der Römerberg und das Rathaus in der zweiten Hälfte des 18. Jahrhunderts noch vier pompöse Krönungen erlebten, veränderte sich von nun an bis zum Ende des Heiligen Römischen Reiches Deutscher Nation 1806 kaum noch etwas am Römer. Wohl bereits unter der Wirkung des aufkeimenden Klassizismus wurden 1790 einige Räume im Rathaus neu geweißt und dabei die erst wenige Jahrzehnte alten Bilder Colombas im Bereich der Kaisertreppe übermalt, um 1800 verschwanden auch die Schuppenvorbauten vor dem Haus zum Römer und Haus Löwenstein.

### Vom Ende der reichsstädtischen Zeit bis zur Römerbau-Kommission (1800 bis 1885)

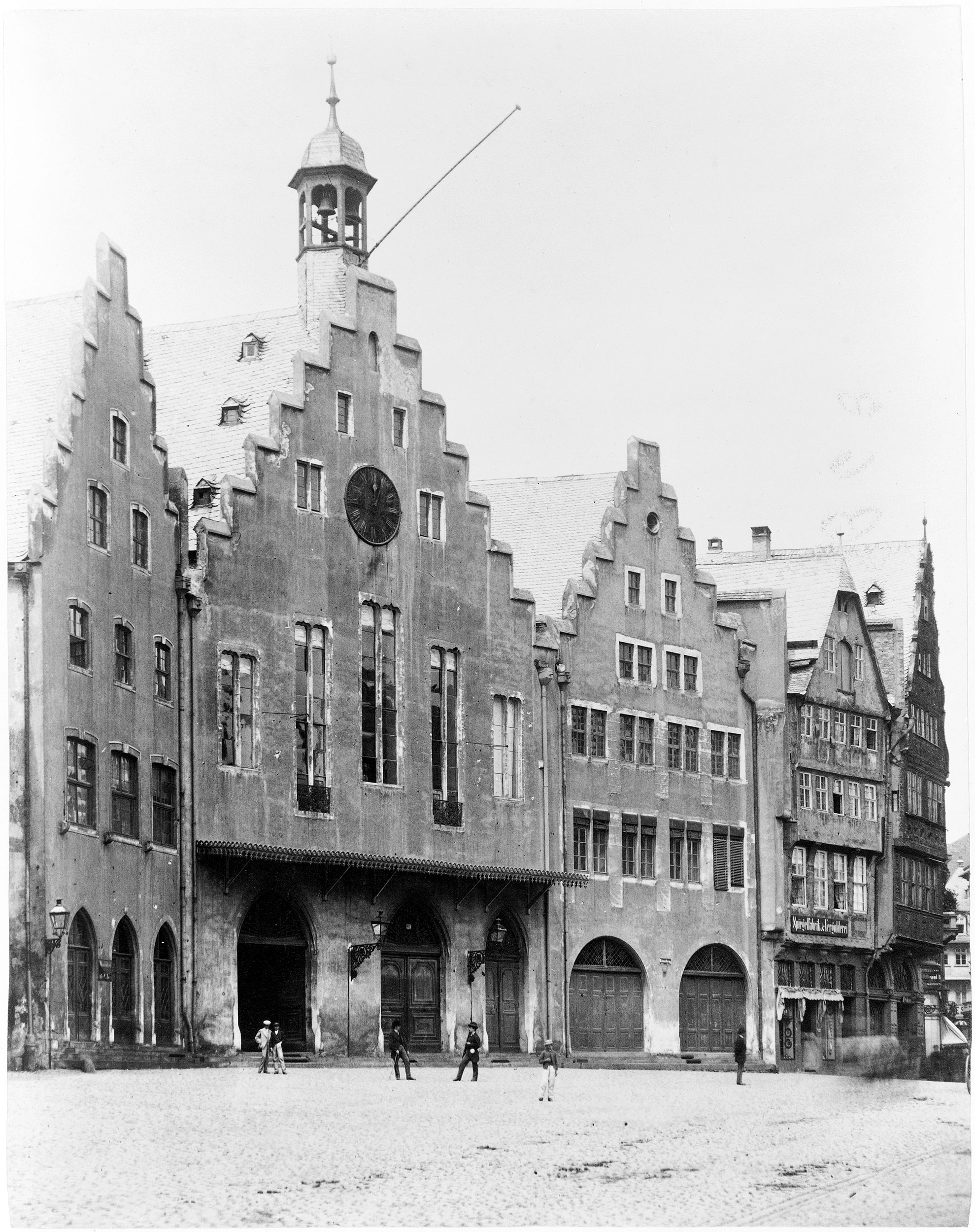
Fassade zum Römerberg, 1870
Bild aus der Library of Congress

Nach dem Niedergang des deutschen Kaisertums hatten viele der Räumlichkeiten des Römers wie der Kaisersaal oder das Kurfürstenzimmer praktisch über Nacht ihre Funktion verloren. Auch entsprachen sie in ihrer pompösen Ausstattung längst nicht mehr dem nun folgenden schlichten Zeitgeschmack. Der Respekt vor der historischen Bedeutung führte aber dazu, dass sie dem neuen Stil angepasst wurden und somit ihres Wertes nicht beraubt wurden; ein gutes Beispiel für die Nichtbeachtung ist der 1789 erfolgte Abriss des bedeutendsten gotischen Patrizierhauses der Stadt, der Großen Stalburg am Kornmarkt. Wenigstens der Rat, wenige Jahre später der Senat des Großherzogtums Frankfurt bzw. der Freien Stadt Frankfurt und nach 1866 endlich der Magistrat sahen die neue Raumsituation praktisch und verlegten ihren Sitzungsraum nach fast 400 Jahren aus Haus Frauenrode in das prächtigere Kurfürstenzimmer.
Die ersten Jahrzehnte des 19. Jahrhunderts waren von rein bestandserhaltenden Maßnahmen wie etwa Ausbesserungen an Dachstühlen, Mauerwerken und Fußböden oder der Beseitigung letzter mittelalterlicher Reste wie der hölzernen Kaufläden in der Römer- und Schwanenhalle geprägt.
All dies konnte den Verfall des Römers aber auf Dauer nicht verhindern, befand er sich doch inmitten der unter ihrem zunehmenden Bedeutungsverlust leidenden Altstadt, der vor allem im Niedergang der Frankfurter Messe sowie der Schaffung neuer, großzügiger Wohnquartiere vor den nun niedergelegten mittelalterlichen Wallanlagen einsetzte. Zwar gereichten die heftigen politischen Umstürze des 19. Jahrhunderts, über die französische Besetzung, die Rolle als faktischer Hauptstadt des Deutschen Bundes bis hin zum Ort des ersten deutschen Parlaments 1848 der Stadt durch geschicktes politisches Agieren noch eher zum Vor- denn zum Nachteil.
Doch spätestens die Annexion durch Preußen 1866, wodurch Frankfurt zu einer kreisfreien Provinzstadt degradiert wurde, machte wohl auch dem Letzten klar, dass die alten Zeiten der vollkommenen Selbstständigkeit endgültig vorüber waren. Ebenso bot der Römer zusammen mit der Altstadt um 1870 einen desolaten Anblick (vgl. Bild), der kaum vermuten ließ, dass dort weniger als 100 Jahre zuvor noch Krönungen von Kaisern begangen wurden. Erst im wilhelminischen Kaiserreich wuchsen zusammen mit dem Nationalismus als geistiger Bewegung und dem Historismus in Architektur und Kunst wieder die Bestrebungen, an diesem Zustand ernsthaft etwas zu ändern.

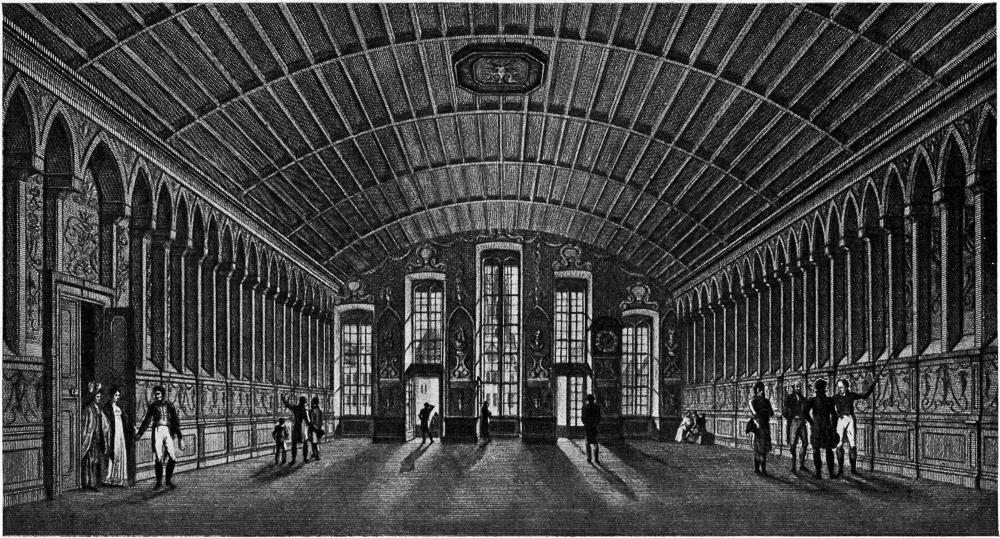
Der Kaisersaal, 1816

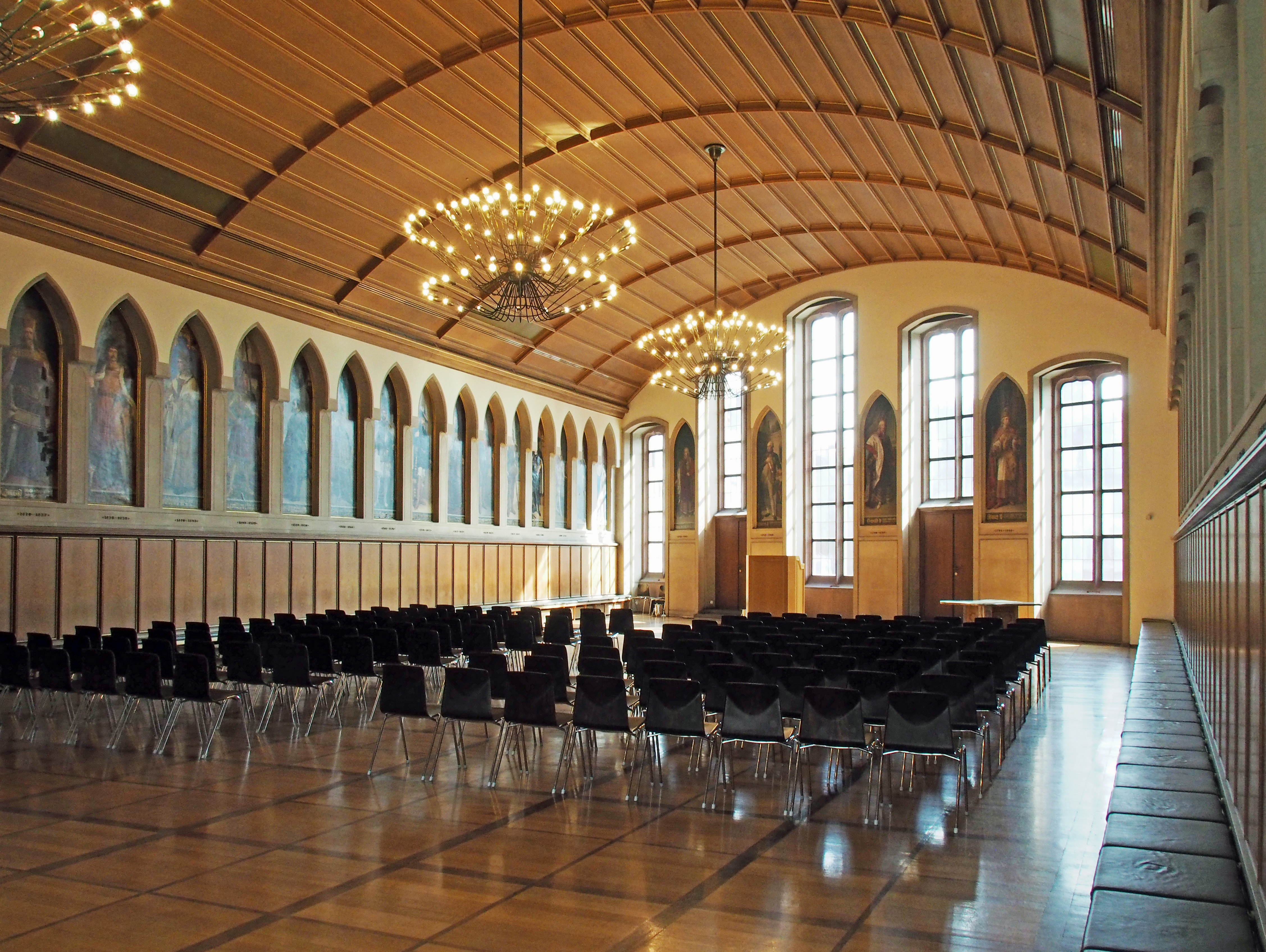
Der Kaisersaal 2017

Im Kaisersaal war seit der Jahrhundertwende ein Teil der städtischen Bibliothek untergebracht. Der Frankfurter Historiker Anton Kirchner beklagte 1818: „Freilich finden wir jetzt die Nischen mit den Bildnissen der Kaiser, von Konrad dem Ersten an, hinter hohen Bücherschränken versteckt, ein Mißstand, dem bald ein eigner Büchersaal abhelfen wird.“ Als 1825 dann der Neubau der Stadtbibliothek eröffnete und die Bestände des Kaisersaals umgelagert wurden, zeigten sich einige Schäden dieser Zweckentfremdung. Daher beschlossen die Ratsherren eine Renovierung, für die zunächst 2.500 Gulden veranschlagt, in den Jahren 1827 und 1828 aber tatsächlich nur 1.920 Gulden benötigt wurden. Die Arbeiten fanden unter dem für die Zeit erstaunlich modern-denkmalpflegerischen Grundsatz statt, den „historisch denkwürdigen Saale im alten Zustande zu erhalten, ohne ein neues Kunstwerk zu schaffen“. Der Boden aus rotem Sandstein mit Dielenbelag wurde ausgebessert, ebenso das Holzwerk der Lambrien. Die 50 Kaiserporträts, die sich als gemalte Büsten in teils erhabenen, teils nur gemalten Nischen an den Wänden befanden, wurden durch die Maler Michael Anton Fuetscher und Johann Daniel Schultze restauriert, zwei noch fehlende Porträts der Kaiser Leopold II. und Franz II. von Karl Thelott neu gefertigt.
Der Saal blieb nur knapp 10 Jahre in diesem Zustand – am 10. September 1838 trat das Städelsche Kunstinstitut mit der Idee an die Stadt, die gemalten Porträts durch gerahmte Ölbilder zu ersetzen. Schnell waren Stifter aus allen Gesellschaftsschichten und selbst international – vom Kaiser von Österreich über Vereine und Künstlergesellschaften bis hin zu einzelnen Privatleuten für die insgesamt 52 zu schaffenden Bilder gefunden, am 5. Juli 1842 wurden die Pläne endgültig vom Senat der Stadt bewilligt. Parallel zur Schöpfung der Bilder, deren letztes 1853 fertiggestellt war, wurde auch der Kaisersaal erneut umgebaut. Um die zukünftigen Bilder besser zu Geltung zu bringen, wurden die westlichen, zum Hof gelegenen Fenster des Raumes wesentlich vergrößert, ebenso die Fenster zum Römerberg; die sich gefährlich senkende Decke wurde ebenso wie der Fußboden ausgebessert und weite Teile des Raums erneut angestrichen und teilvergoldet. Bereits im April 1846, als alle den Raum verändernden Maßnahmen abgeschlossen, aber noch nicht alle Bilder eingesetzt worden waren, wurden allgemeine Öffnungszeiten für den Raum festgelegt, was seinen bereits damals zunehmend musealen Charakter unterstreicht. Für all diese Maßnahmen, die den Kaisersaal dem heutigen Zustand am nächsten brachten, gab die Stadt rund 15.000 Gulden aus, die externen Stifter der Bilder noch einmal um 30.000 Gulden.
1842 sollte Haus Löwenstein eigentlich massiv umgebaut werden, um neuen Platz zu schaffen, was die Ständige Bürgerrepräsentation jedoch ablehnte – der Erwerb weiterer Häuser für Amtszwecke sei Um- oder gar Neubauten vorzuziehen. So kamen 1843 die nördlich des Hauses Löwenstein gelegenen Bürgerhäuser Frauenstein und das Salzhaus in städtischen Besitz. Für erstes erhielt die Besitzerin Anna Philippina Menschel 30.000 Gulden, für letzteres bekam die verwitwete Sara Catharina Lindheimer 32.000 Gulden. Beide Häuser waren zum Zeitpunkt des Kaufs in einem völlig heruntergekommenen Zustand (vgl. Bild). Da der Streit über die Zukunft der Römers in den Ausschüssen und Beratungen jedoch weiter schwelte, kam es trotz einer Nutzung der beiden Zukäufe zunächst nicht zu deren dringend benötigter Renovierung. Die Erdgeschosse wurden sogar an Privatleute vermietet, was frühe Fotografien der Zeit durch entsprechende großflächige Werbeschilder sowie Adressbücher bezeugen.
In den 1860er Jahren war die Bausubstanz so schlecht, dass fast das gesamte Rathaus zugunsten eines Neubaus abgerissen und nur die Erdgeschosshallen des Goldenen Schwans und des Römers sowie den Kaisersaal und das Kurfürstenzimmer konserviert werden sollte. Dem radikalen Plan versagte dieses Mal der Senat die Zustimmung, „weil damit die durch die Pietät gebotene unveränderte Erhaltung derjenigen Räume, welche nicht allein für Frankfurt, sondern für das gesamte deutsche Vaterland einen geschichtlichen Werth haben, unvereinbar wäre“. Aufgrund der Annexion durch Preußen 1866, die nicht nur das Ende der freien Stadt, sondern anfänglich auch Repressalien und hohe Reparationszahlungen bedeutete, schliefen alle Restaurationsbestrebungen nun für fast 20 Jahre ein.

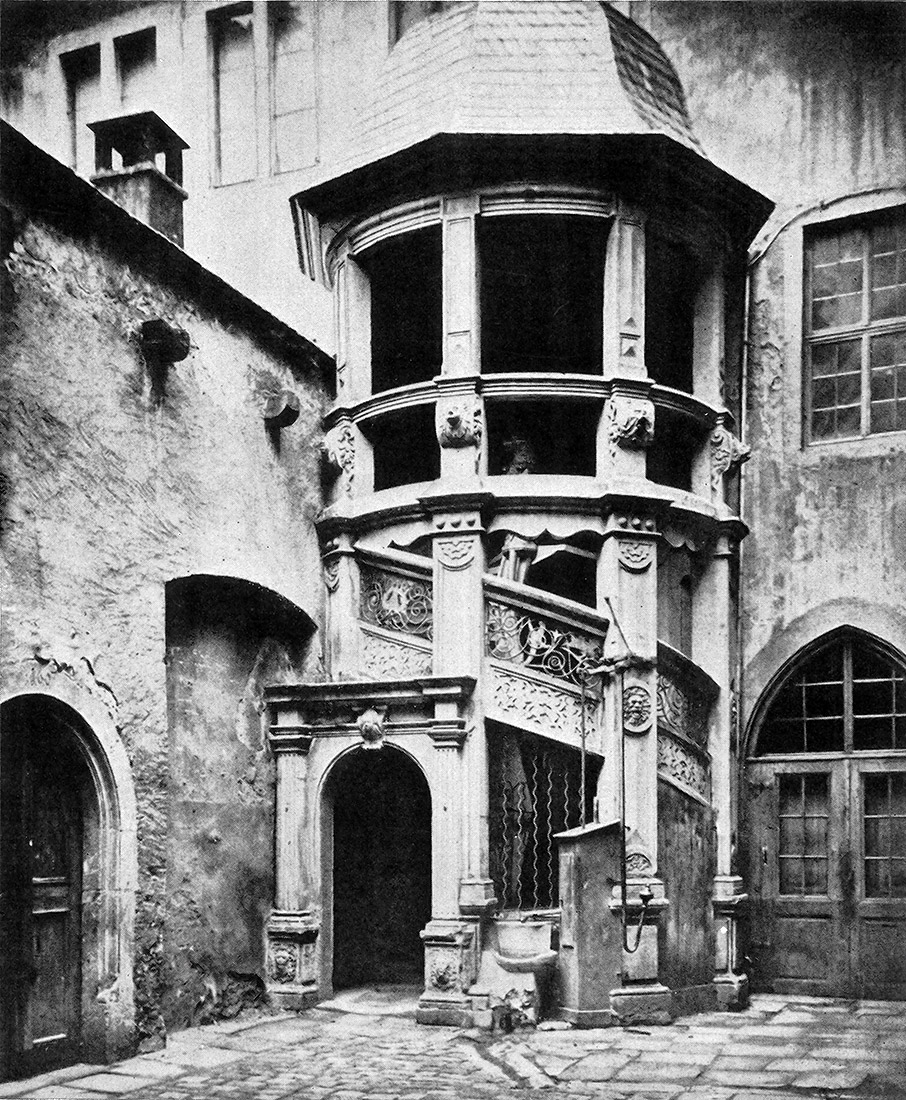
Renaissance-Treppenturm im Römerhöfchen, vor 1889

Seit Mitte der 1870er Jahre setzte die vor allem von den französischen Reparationszahlungen getragene Gründerzeit auch in Frankfurt am Main ein. Wohl mit nicht unerheblicher Unterstützung dieser Gelder erwarb die Stadt 1878 das südlich an das Haus Römer grenzende Alt-Limpurg sowie das westlich davon gelegene Silberberg für den hohen Betrag von 214.000 Mark von der Ganerbschaft Alt-Limpurg. Damit gehörten alle fünf mit dem Giebel zum Römerberg gerichteten sowie die sechs westlich davon gelegenen Häuser zum Rathauskomplex.
Als 1883 die Frankfurter Stadtverordneten ihren Sitzungssaal in den Zukauf verlegten, wurde das Haus Alt-Limpurg innerlich stark verändert. Während die auch als Geschlechterstube bezeichneten Räume des Erdgeschosses nur restauriert und somit in ihrem alten Zustand mit prachtvollen Stuckdecken belassen wurden, wurden die beiden Stockwerke darüber zusammengefasst und in Neorenaissanceformen umgestaltet. Alle Baumaßnahmen, zusammen mit verschiedenen Reparaturen, auch am aus dem Jahre 1627 stammenden Treppenturm an der westlichen Hofseite des Hauses (vgl. Bild), kosteten knapp 50.000 Mark. Trotz der nun künstlerisch ansprechenden Räumlichkeiten verblieb der Sitz der Stadtverordnetenversammlung letztlich nur bis 1919 dort. Länger hielt sich die bis tief ins 20. Jahrhundert noch gängige Frankfurter Redensart „Ruhe im Hause Limpurg!“ – als Anspielung auf den Ordnungsruf, wenn eine Diskussion wieder einmal lauter geworden war.

### Von den Umbauten unter der Römerbau-Kommission bis zum Ende der Weimarer Republik (1885 bis 1933)

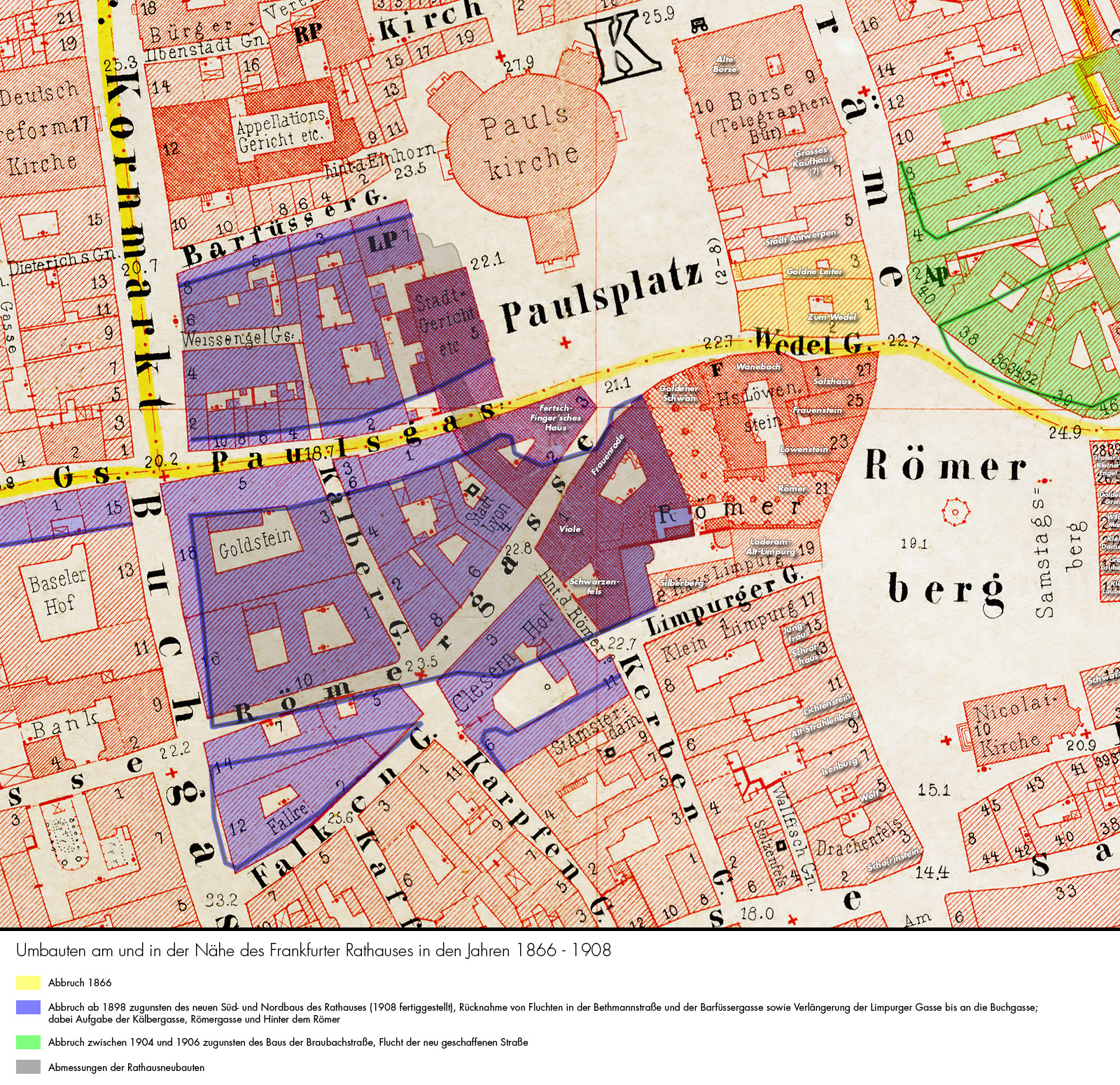
Für das Neue Rathaus abgerissenen Häuser In Lila, in blau-grau der Umriss des neu entstandenen Komplexes inklusive des eigentlichen Römers. Unter Verwendung des Ravenstein-Plans von 1862

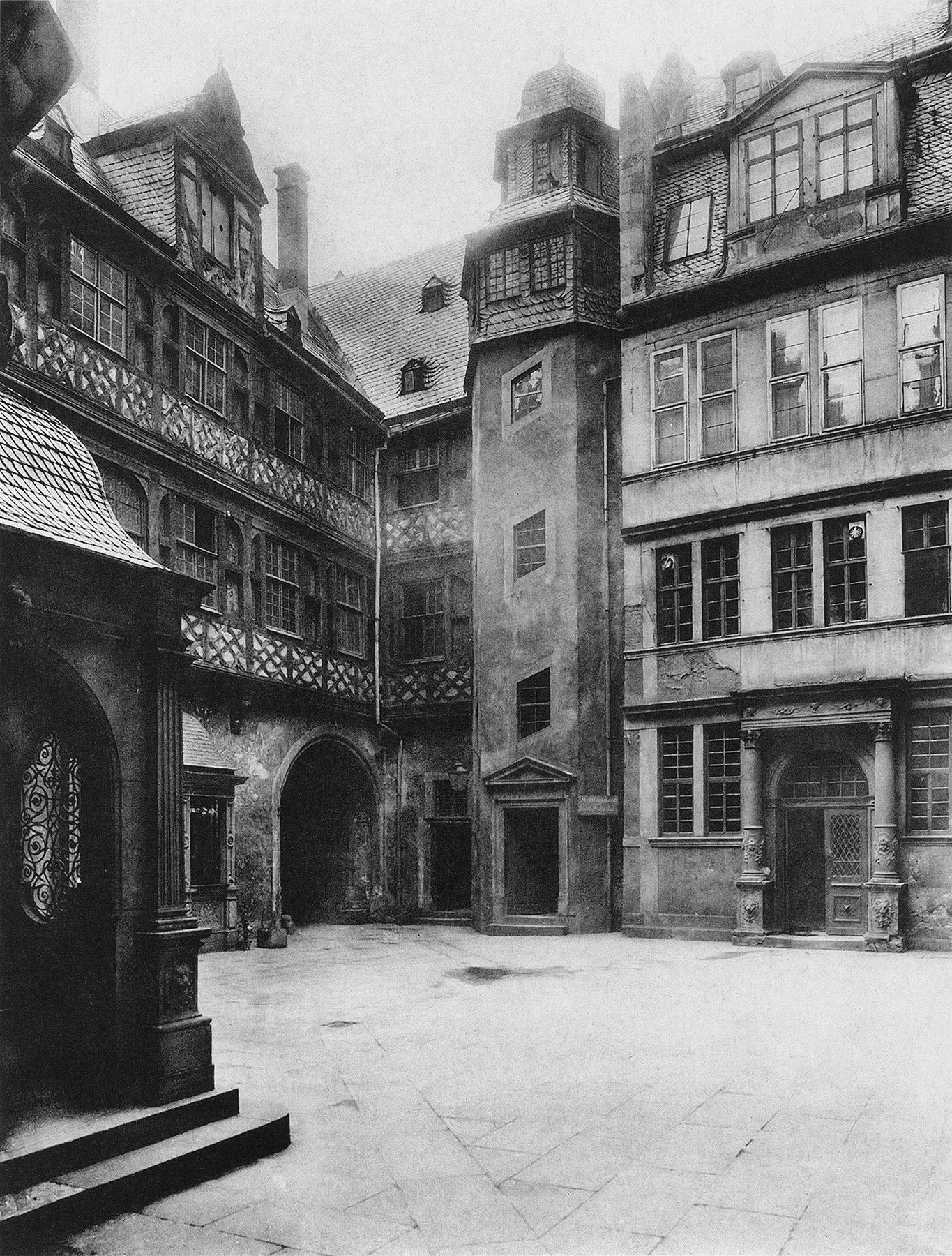
Römerhöfchen vor den Renovierungen, um 1890

Wenige Jahre später trat am 24. Juni 1885 unter dem Vorsitz des Oberbürgermeisters Johannes Miquel erstmals die Römerbau-Kommission zusammen, die endlich Bewegung in die seit Jahren verfahrene Bausituation des Rathauses bringen sollte. Zu den bekannteren Persönlichkeiten des insgesamt 23 Mitglieder umfassenden Ausschusses zählten der Gründer und damalige Leiter des Historischen Museums, Otto Cornill, der Frankfurter Maler Carl Theodor Reiffenstein, der Leiter der Kunstgewerbeschule Ferdinand Luthmer, der Stadtbauinspektor Adolf Koch sowie die Frankfurter Architekten Alexander Linnemann, Ludwig Neher, Franz von Hoven, Oskar Sommer und Theodor Schmidt. Bereits Anfang 1886 kam eine Einigung, entgegen manchen Plänen der vergangenen Jahrzehnte, zustande, dass größtmögliche Substanzerhaltung Hauptziel aller Anstrengungen sein sollte.
Nachdem der Maler Karl Julius Grätz noch 1885 die knapp 100 Jahre zuvor übertünchten Gemälde der barocken Kaisertreppe wiederhergestellt und selbige in ihrer Substanz renoviert worden waren, erfolgten 1887 und 1888 zunächst die dringend nötigen Renovierungen der Häuser Frauenstein und Salzhaus (vgl. Bild). Von der prachtvollen, aus dem 18. Jahrhundert stammenden Bemalung des Hauses Frauenstein waren nur noch Fragmente auf der Fassade auszumachen, das vollständig mit Eichenholzschnitzereien verzierte Salzhaus zeigte überall Senkungen und schwere Witterungsschäden. Die gemalten Partien der Fassaden fertigte der sich bei der Renovierung der Kaisertreppe offenbar bewährte Grätz anhand der erhaltenen Reste völlig neu mit modernen Mineralfarben, beim Salzhaus wurden die beschädigten Teile der Schnitzfassade mit einer speziellen Holzpaste gekittet und, wo nötig, auch nachgeschnitzt. Ebenso wurden die sandsteinernen, mit jahrhundertealter Ölfarbe verunreinigten Erdgeschosse aus Mainsandstein gereinigt und die Balken sowie Dächer der im Kern reinen Fachwerkbauten erneuert.
Bei der sich 1889 anschließenden Erneuerung des Fachwerkhauses Wanebachs wurden zahlreiche Balkenlagen ausgetauscht, ohne ihre Abfolge zu ändern, und verputzte die anschließend mit neuen Ziegeln ausgemauerten Gefache; ferner wurde noch das Dach dahingehend verbessert, dass es sein Abfallwinkel an den der umgebenden Römergebäude angepasst wurde. Bis 1891 ließ Stadtbauinspektor Rügemer auch die Mauer beseitigen, die die Römerwachen der Häuser Frauenrode und Goldener Schwan von Hof der Häuser Silberberg und Alt-Limpurg trennte. Der zu letzterem Haus gehörige Treppenturm wurde nun auch den neuen räumlichen Verhältnissen entsprechend nach Norden hin in Neorenaissanceformen ergänzt. Für die Zusammenlegung der Höfe kostete 13.089 Mark, die Ergänzung des Treppenturms nochmals 5.000 Mark.

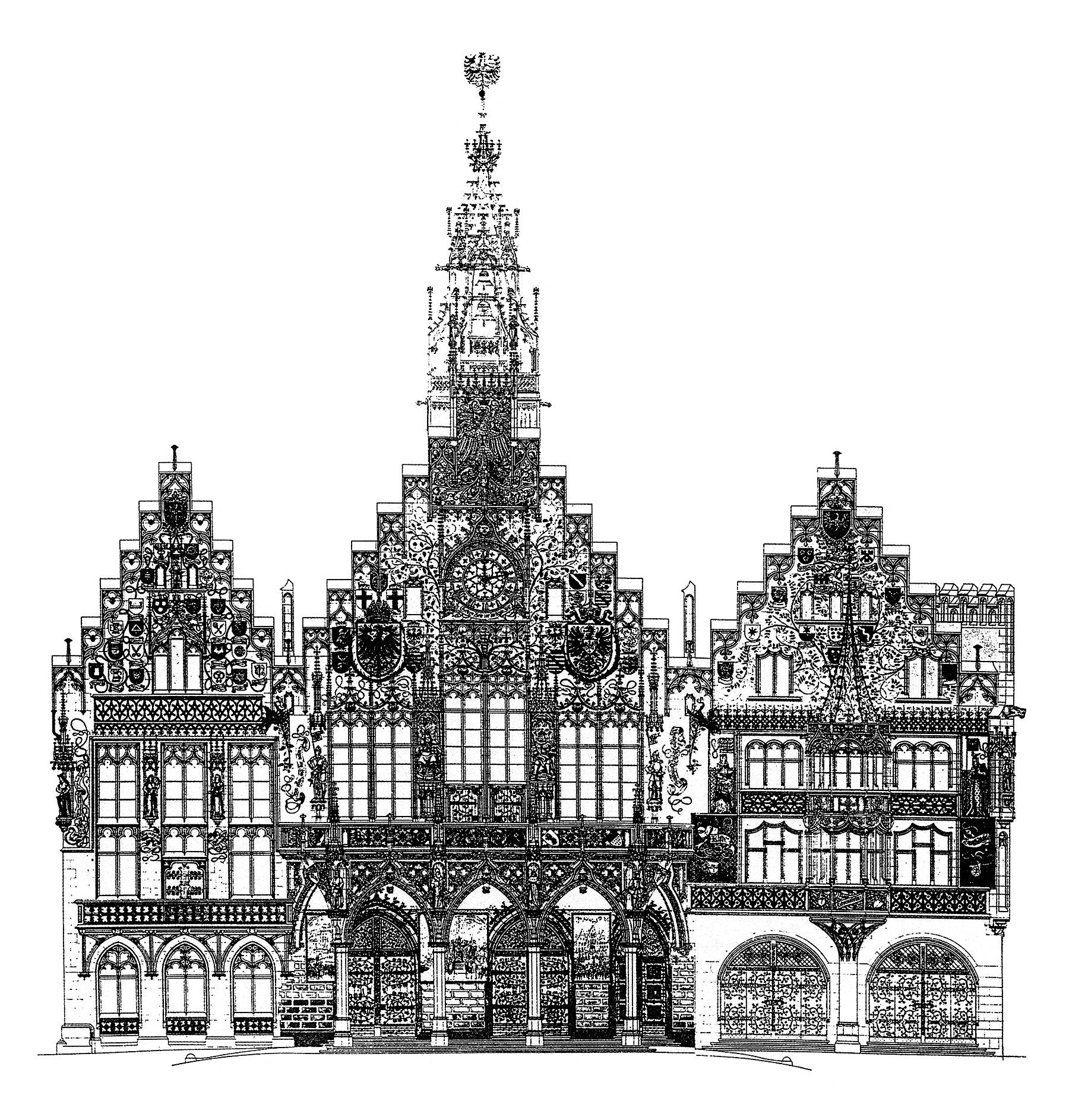
Max Meckels Siegerentwurf, Oktober 1889

Die ursprüngliche schlichte Fassade mit gotischen Stufengiebeln entsprach mittlerweile nicht mehr den ästhetischen Erwartungen und dem Repräsentationsbedürfnis der Bürgerschaft und konnte auch national nicht mehr mit den teils pompösen Rathausneubauten der Kaiserzeit konkurrieren. In der Römerbau-Kommission herrschte lange Uneinigkeit darüber, welcher, wenn überhaupt bildlich überlieferte historische Zustand wiederhergestellt werden sollte. So schrieben die Ratsherren Anfang 1889 einen Wettbewerb aus, dessen Preisgericht im Oktober desselben Jahres den schlicht Dreigiebel genannten Entwurf des Diözesanbaumeisters Architekt Max Meckel und des Malers Peter Becker zum Sieger kürte.

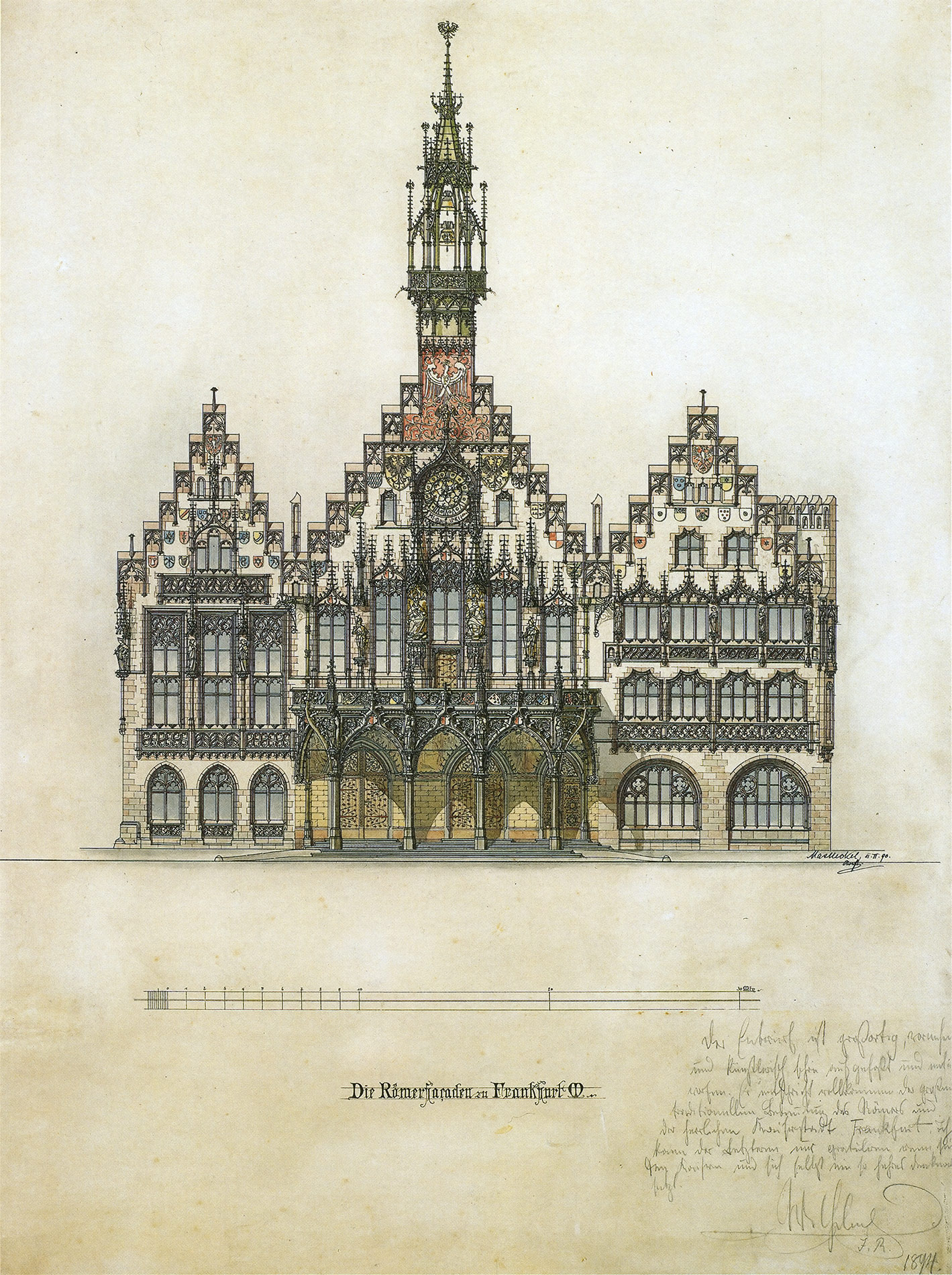
Zwischenentwurf mit kaiserlichem Lob, 1890

Der ursprüngliche Siegerentwurf wies reichhaltige Details auf, sowohl was filigrane Steinmetzarbeiten als auch Bemalung der Fassaden betraf (vgl. Bild). So traf er denn auch ganz den Geschmack des Kaisers, der auf Meckels Skizze vermerkte:
„Der Entwurf ist großartig, vornehm und künstlerisch schön aufgefaßt und entworfen. Er entspricht vollkommen der großen traditionellen Bedeutung des Römers und der herrlichen Stadt Frankfurt. Ich kann der letzteren gratulieren, wenn sie den Kaisern und sich selbst ein so hehres Denkmal setzt.“
Der Römerbau-Kommission war diese erste Fassung jedoch einstimmig zu überladen und wohl auch zu teuer, so dass Meckel praktisch direkt im Anschluss an die Wettbewerbsentscheidung um mehrere vereinfachte Überarbeitungsentwürfe gebeten wurde. Meckel kam der Bitte bis Februar 1890 nach (vgl. Bild), weitere Beratungen innerhalb der Kommission schlossen sich an, und im Oktober 1891 schließlich wurde der ausgewählte Entwurf mit einem Kostenvoranschlag von 373.100 Mark der Stadtverordnetenversammlung zur Beschlussfassung vorgelegt.
Doch diese lehnte mit Verweis auf mangelnde Rücksicht auf den historischen Charakter des Römers ab, und ein langer Streit unter Politikern und den Teilnehmern der Römerbau-Kommission schloss sich an. Mehrere, immer weiter vereinfachte Entwürfe waren nötig, bis in letzter Instanz Ende 1894 auch das zuständige Berliner Ministerium für den mit 186.000 Mark veranschlagten Ausführungsentwurf die Zustimmung gab. Die Zustimmung des Kaisers fand der letztlich umgesetzte Entwurf allerdings nicht mehr:
„Dieser Entwurf erreicht nicht im entferntesten die Großartigkeit des früheren, und entspricht in keiner Weise dem Hause noch der Würde der Stadt.“
Der im Wesentlichen noch heute zu sehende, in den Jahren 1896 bis 1900 unter der Bauleitung des Frankfurter Architekten Claus Mehs ausgeführte Entwurf im reinen neogotischen Stil veränderte trotz einer letztlich gegenüber dem Urzustand beibehaltenen Fassadengliederung und einem gegenüber dem Ursprungsentwurf stark reduzierten ikonographischen Programm einiges. Neben zahllosen Detailveränderungen wurde dem zentralen Haus Römer der bekannte Balkon hinzugefügt, die Stufengiebel, Fenstergewände sowie die Portale an allen Häusern gotisiert und die erneuerte Uhr mit einer reichen Fialenbekrönung versehen.
Die ikonographische Gestaltung – die eigens eine von Oberbürgermeister Adickes eingesetzte Kommission abweichend von den ursprünglichen Vorschlägen Meckels erarbeitet hatte – erstreckte sich auf die Figur der Francofurtia an der Südostecke des Hauses Alt-Limpurg, den Frankfurter Adler unter der Giebelspitze des Hauses zum Römer, die Figuren der Kaiser Friedrich I., Ludwig IV., Karl IV. und Maximilian II. sowie die Wappen alter Frankfurter Patrizierfamilien am Balkon bzw. von eng mit Frankfurter im Mittelalter verbundenen Städten unterhalb der Fenster des Hauses Löwenstein. Für die Gestaltung und Ausmalung des Ratskellers wurde ein Wettbewerb ausgeschrieben, den Joseph Kaspar Correggio gewann, die Arbeiten wurden 1904–1905 ausgeführt und sind im Großen und Ganzen bis heute erhalten.

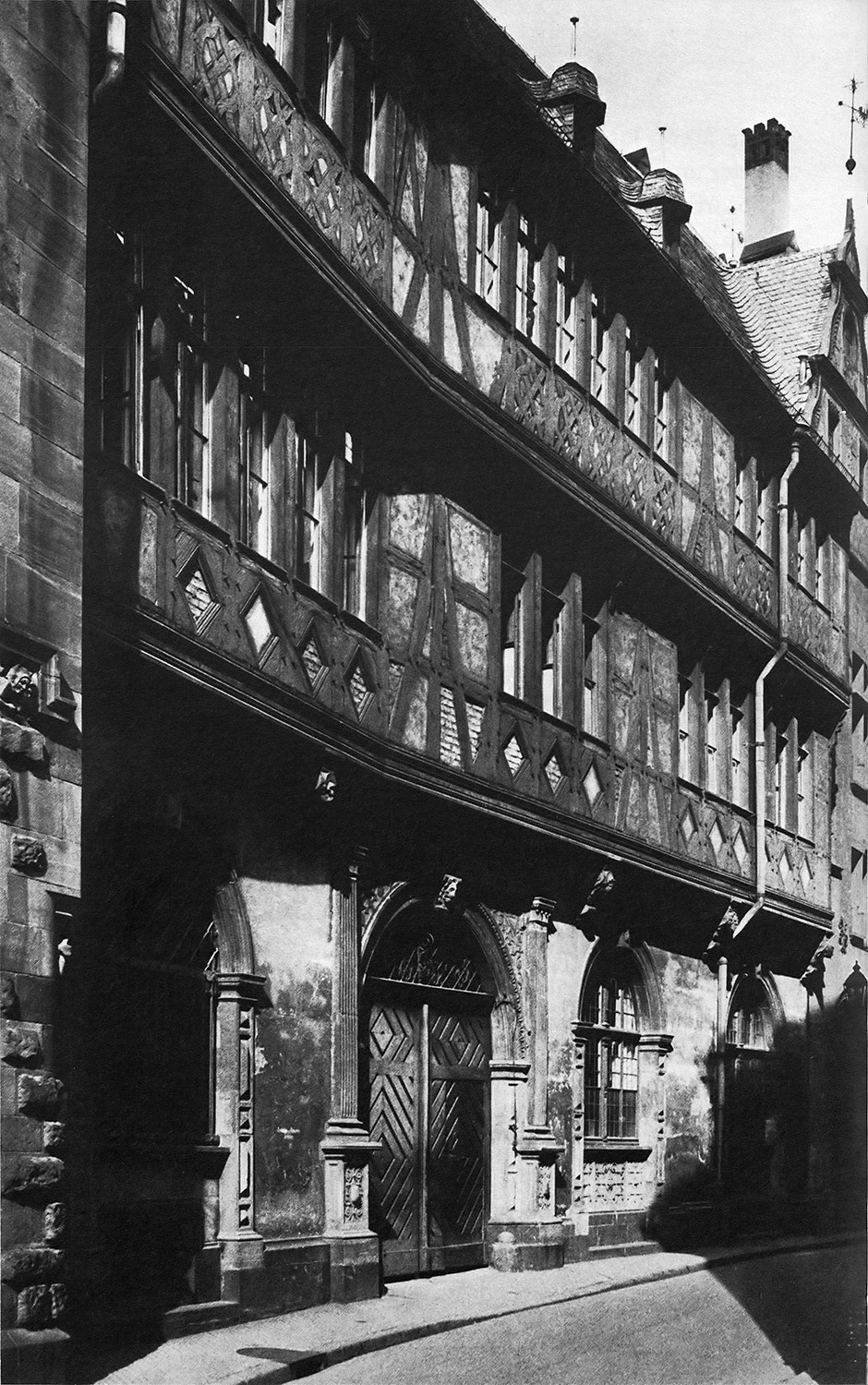
Haus Silberberg an der Limpurger Gasse, nach 1900

Meckels Wirken erstreckte sich nicht nur auf die bekannte Dreigiebelfassade, sondern auch auf eine Umgestaltung des Kaisersaals, eine erneute Veränderung des Sitzungssaals der Stadtverordneten im Haus Alt-Limpurg sowie auf die Freilegung der Fachwerke des Hauses Silberberg. Der Kaisersaal zeigte trotz der Umbauten zu Mitte des 19. Jahrhunderts bis dato noch Reste seiner originalen, tatsächlich kaiserlichen Ausstattung wie etwa der barocken Eingangstüren zum Kurfürstenzimmer bzw. zur Kaisertreppe, die nun auch einer Stilbereinigung zum Opfer fielen.

### Neues Rathaus
Die tiefgreifendste aller Baumaßnahmen, der Bau des Neuen Rathauses, wurde erst nach langen vorangegangenen Beratungen in der Römerbau-Kommission durch Beschluss der Stadtverordnetenversammlung am 24. April 1900 endgültig besiegelt, die dafür Geldmittel in Höhe von rund 5,5 Millionen Mark bewilligte. Dem Beschluss war 1897 ein Wettbewerb vorausgegangen, der eine Kombination der Entwürfe der Frankfurter Architekten Franz von Hoven und Ludwig Neher zum Sieger gekürt hatte.

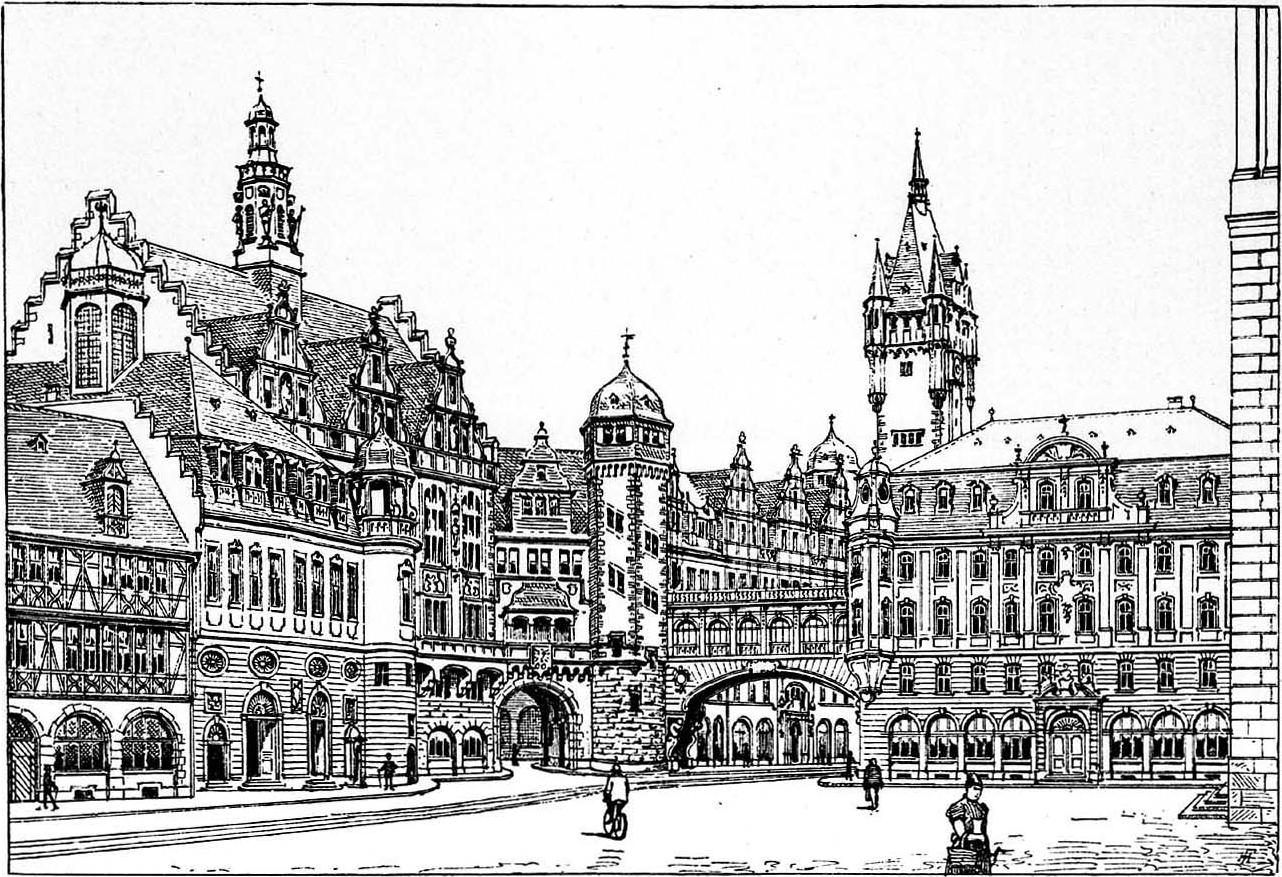
Entwurf des Neuen Rathauses

Zur Schaffung der notwendigen Baufreiheit wurde 1898 die Bethmannstraße vom Großen Hirschgraben durch die westlich anschließenden Häuserblocks gebrochen und damit bis an die Kreuzung mit dem Großen Kornmarkt bzw. der Buchgasse verlängert. Des Weiteren fielen mehrere dutzend Häuser (offiziell wurden 19 Grundstücke für rund 2,8 Millionen Mark gekauft) sowie die drei westlichsten, zum Rathaus gehörenden Teilbauten Frauenrode mit dem mittelalterlichen Archivturm, Viole und Schwarzenfels der Abrissbirne zum Opfer. Die die abgerissenen Bauten trennenden Straßenzüge Römergasse, Kälbergasse und Hinter dem Römer wurden völlig aufgegeben, die einst nur bis an die Rückseite des Hauses Klein-Limpurg reichende Limpurger Gasse entlang dem Neubau bis an die Buchgasse geführt (vgl. Plan).

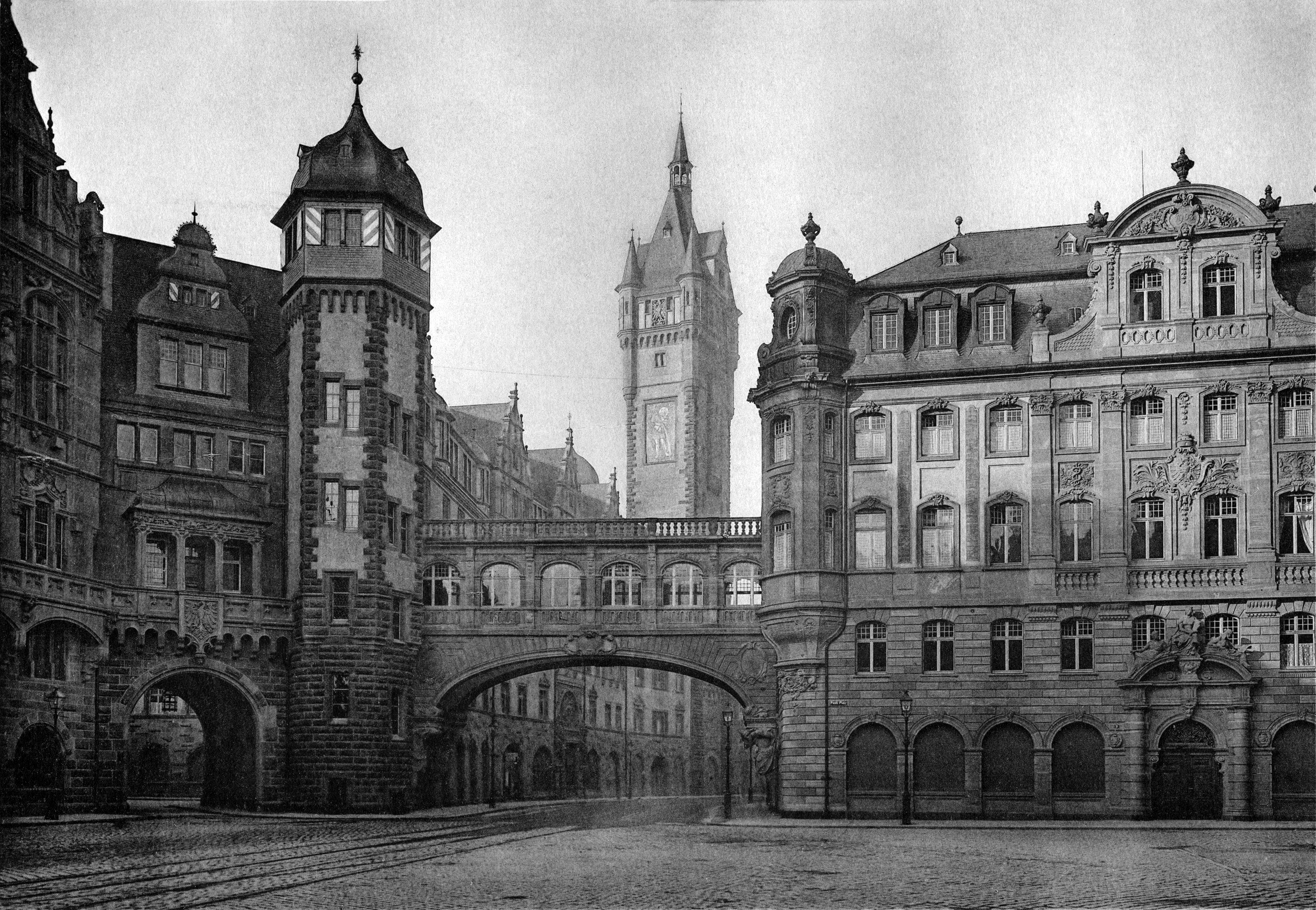
Neues Rathaus mit dem Turm Langer Franz, ca. 1905

Auf der Parzelle von Frauenrode entstand der neue Bürgersaalbau mit dem Ratskeller im Erdgeschoss, westlich und südlich davon, begrenzt durch die Buch- und Limpurger Gasse der schlicht betitelte Südbau mit zwei Türmen, nördlich davon der entsprechend betitelte Nordbau zwischen Großer Kornmarkt, Barfüßergasse und Paulsplatz. Nord- und Südbau wurden mittels einer Brücke verbunden, den die Frankfurter Bürger, die im Nordbau ihre Steuern bezahlten, wegen der hohen Abgaben Seufzerbrücke in Anlehnung an das venezianische Original nannten. Auch die zwei Türme des Südbaus bekamen Spitznamen: Der Große wurde nach dem groß gewachsenen Oberbürgermeister Langer Franz genannt und der Kleine nach einem zeitgenössischen Schlager Kleiner Cohn. Der große Rathausturm war äußerlich eine Kopie des 1769 abgerissenen Sachsenhäuser Brückenturms, der kleine eine Kopie des Salmensteinschen Hauses; dieses war um 1350 auf der mittelalterlichen Stadtmauer im Bereich des heutigen Wollgrabens/Börneplatzes erbaut worden. Auch die anderen Neubauten wurden architektonisch vom Historismus geprägt: Während der Südbau und der Ratskeller im neogotischen und der darüber liegende Bürgersaalbau im Stil der Neorenaissance entstand, war der Nordbau eher von neobarocken Formen beeinflusst. Die Innenausstattung war auf Repräsentation ausgerichtet und bezog wie auch am Außenbau als wertvoll erachtete Originalteile aus den zuvor abgerissenen alten Rathausteilen und Privatbauten, insbesondere des Clesernhofes, mit ein. Frankfurter Künstler schmückten die Fassaden mit über 500 Skulpturen, zumeist Allegorien von traditionellen Tugenden und Tätigkeiten in der Bürgerstadt Frankfurt.

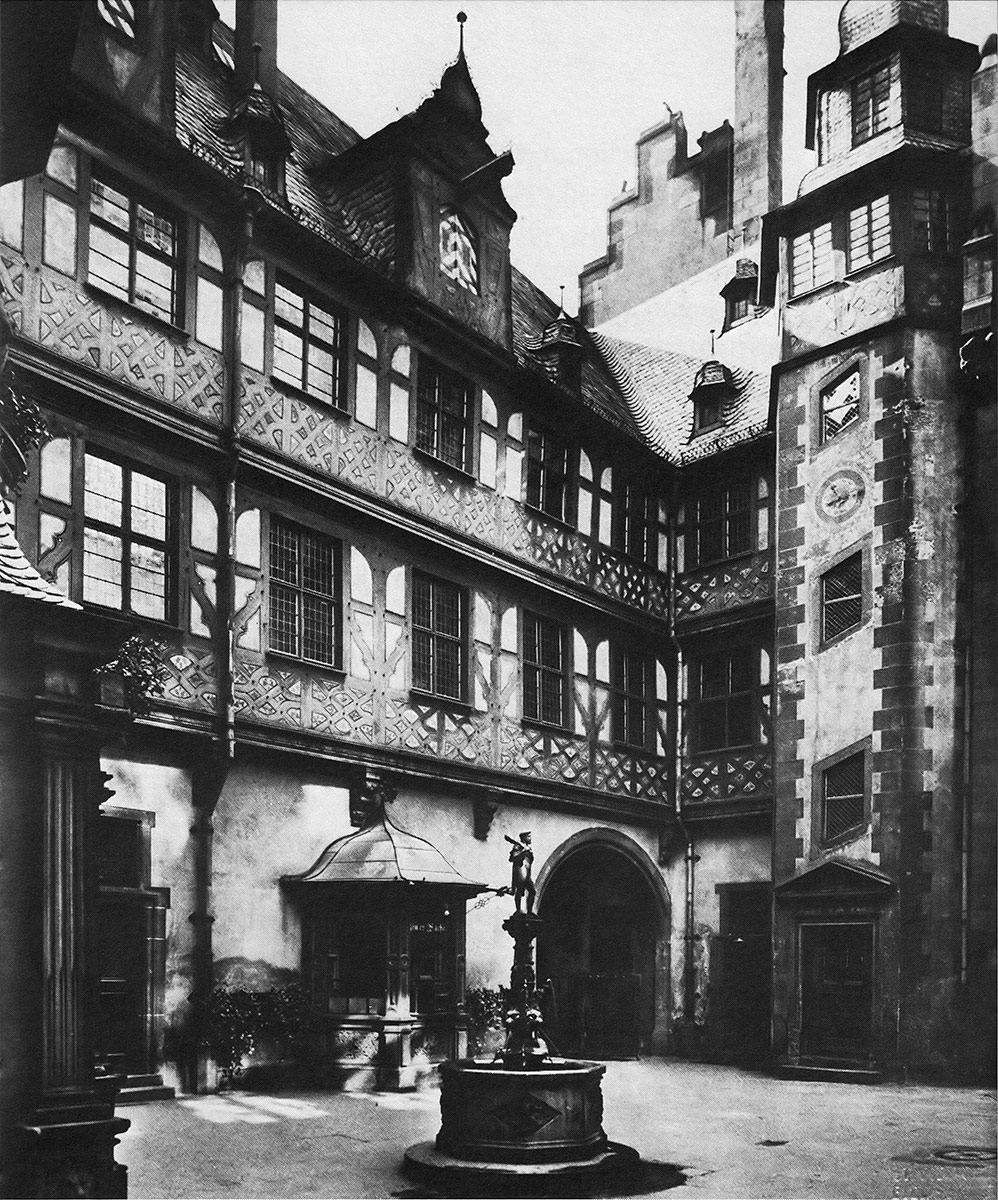
Römerhöfchen nach den Renovierungen, um 1905

Das Römerhöfchen erreichte einen ausdrucksvollen Endzustand – die seit 1891 frei liegende Ostseite mit dem Treppenturm am Hause Alt-Limpurg; seit 1900 war auch durch die Fachwerkfreilegung bzw. Ergänzung am Haus Silberberg die Südseite wieder in den ursprünglichen Zustand zurückversetzt. 1904 kam ein von Gustav D. Manskopf gestifteter und von Joseph Kowarzik geschaffener Brunnen mit Herkulesfigur sowie eine erneuerte und bemalte West- bzw. Nordwestseite hinzu, die sich durch den Rathausneubau ergab. Der aus dem 16. Jahrhundert stammende, westliche Treppenturm wurde dabei erhalten, renoviert und mit einer Uhr versehen. Einzig die zum Hof zeigende Südfassade des Goldenen Schwans mit den Fenstern des Kurfürstenzimmers sowie der darüber befindlichen Sonnenuhr verblieb in ihrem alten, barocken Zustand.

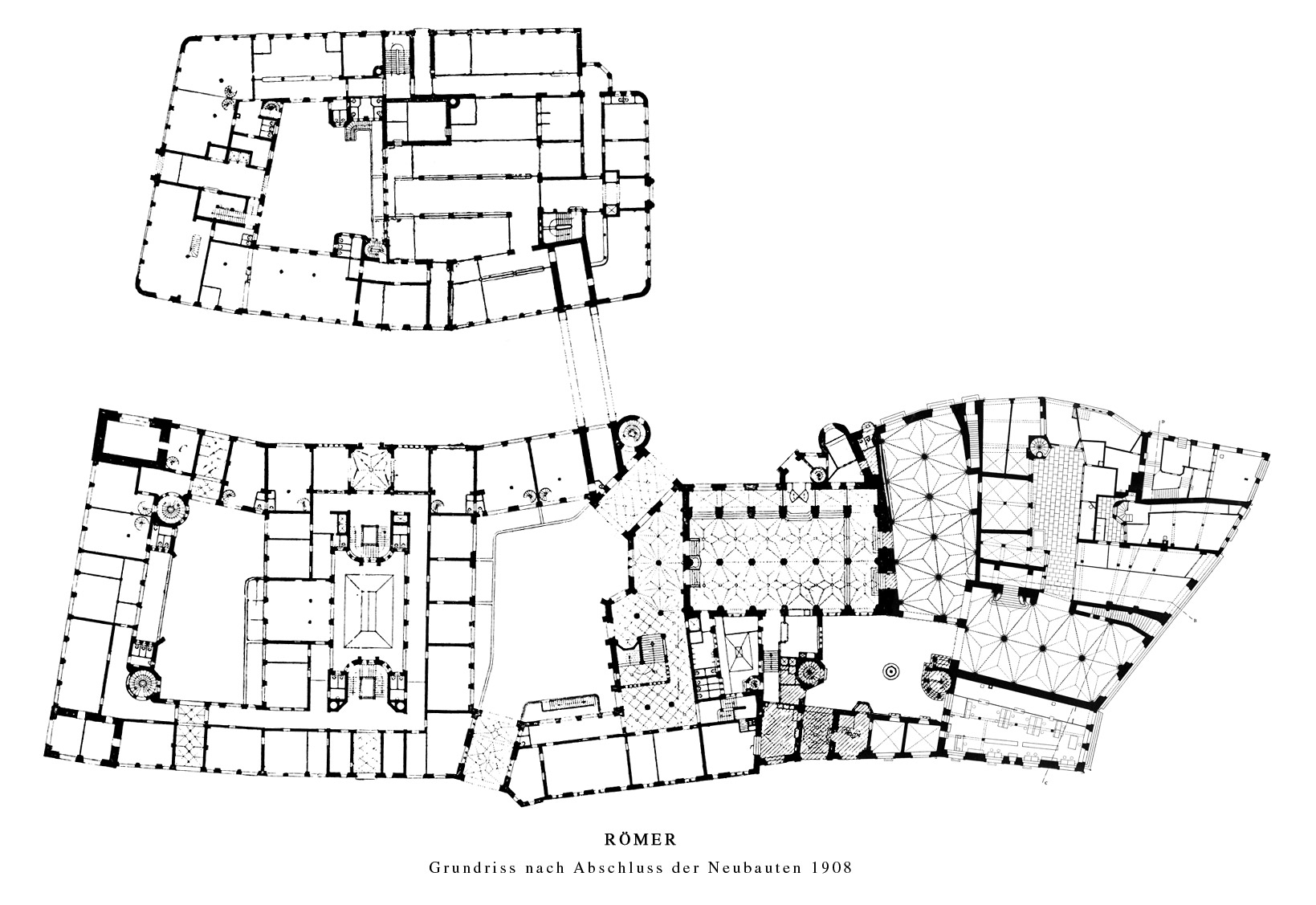
Grundriss nach Abschluss der Neubauten, 1908

Während 1883 die im Erdgeschoss des Hauses Alt-Limpurg befindliche Geschlechterstube noch in ihrem überkommenen, praktisch mittelalterlichen Zustand belassen wurde, erhielt der Rest des Bauwerks eine idealisierte Neugestaltung, die in keiner Weise den ursprünglichen Charakter berücksichtigte.
Nachdem der Magistrat seit dem Umbau vom Kurfürstenzimmer in den für ihn eigens gebauten Sitzungssaal im zweiten Obergeschoss des Rathaussüdbaus umgezogen war, tagte die Stadtverordnetenversammlung zunächst weiter in ihrem angestammten Sitzungssaal im Haus Alt-Limpurg. Als sich 1919 die Zahl der Stadtverordneten durch Gesetzesänderungen wesentlich vergrößerte, war dieser jedoch zu klein geworden, und die Volksvertreter wechselten in den Bürgersaal, der mit rund 150 Sitzen ausreichend Platz bot.

### Nationalsozialismus und die Zerstörung im Zweiten Weltkrieg (1933 bis 1945)
Nach der nationalsozialistischen Machtergreifung beseitigte die am 15. Dezember 1933 verabschiedete neue preußische Gemeindeverfassung das seit 1867 gültige kommunale System von Oberbürgermeister und Bürgermeister, Magistrat und Stadtverordnetenversammlung binnen kürzester Zeit. Nachdem mit der Reichstagsbrandverordnung und dem Ermächtigungsgesetz vom 24. März 1933 praktisch alle politischen Parteien außer der NSDAP verboten worden waren und das Führerprinzip eingeführt wurde, gab es die Stadtverordnetenversammlung nicht mehr. Der Magistrat bestand nun größtenteils aus handverlesenen Mitstreitern des überzeugten Nationalsozialisten und Oberbürgermeisters Friedrich Krebs.

Blick auf den Römer, Mitte der 1930er-Jahre.

Somit blieb auch der historistische Bürgersaal der Stadtverordneten ab 1933 nur noch Fassade – im selben Jahr wurde in ihm eine Hitlerbüste aufgestellt und Hakenkreuzflaggen an den Wänden entrollt. 1938 verschwand anlässlich eines Besuchs von Adolf Hitler auch das gesamte Mobiliar aus dem Saal, das bis dato noch entfernt an die einstige Funktion erinnert hatte. Der Gleichschaltung unterliegende Literatur aus demselben Jahr begründete dies damit, dass der „Bürgersaal seiner ursprünglichen Bestimmung nach […] der Festsaal der Stadt“ sei. Ansonsten wurde in jenen Jahren außer der 1936 erfolgten Einweihung eines Ehrenmals für die im Ersten Weltkrieg gefallenen 980 Mitarbeiter der Stadtverwaltung am Römer selbst wenig verändert. Selbst bei Besuchen von führenden Nationalsozialisten standen die prachtvollen und historisch bedeutsamen Innenräume des Römers zumeist nicht auf dem Terminplan, hatte die durch sie bewahrte Erinnerung an die Zeit der Kaiser und einer bürgerlichen Vergangenheit doch nur wenig mit dem angestrebten völkischen Führerstaat gemeinsam.

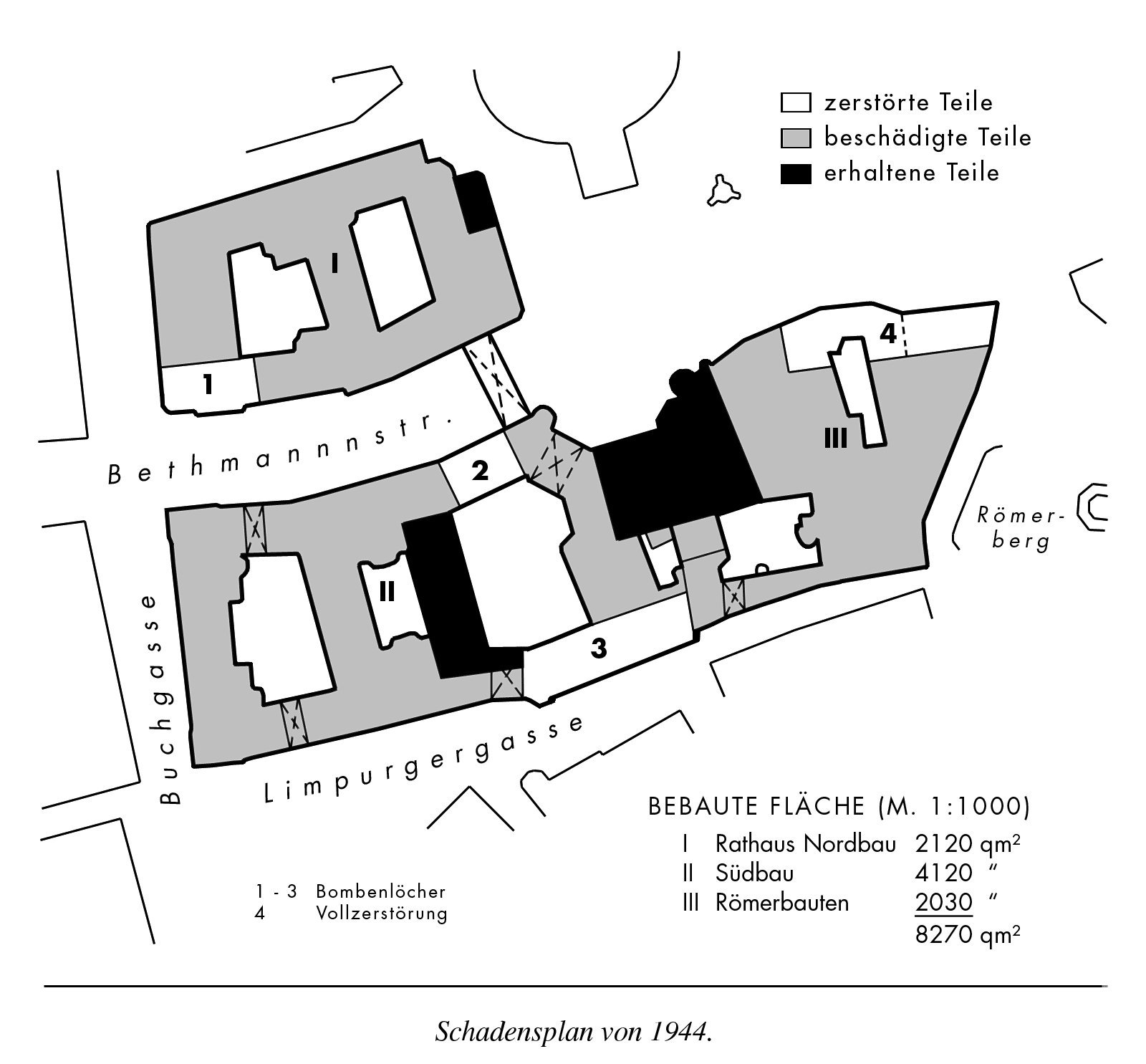
Schadensplan des Römers, 1944

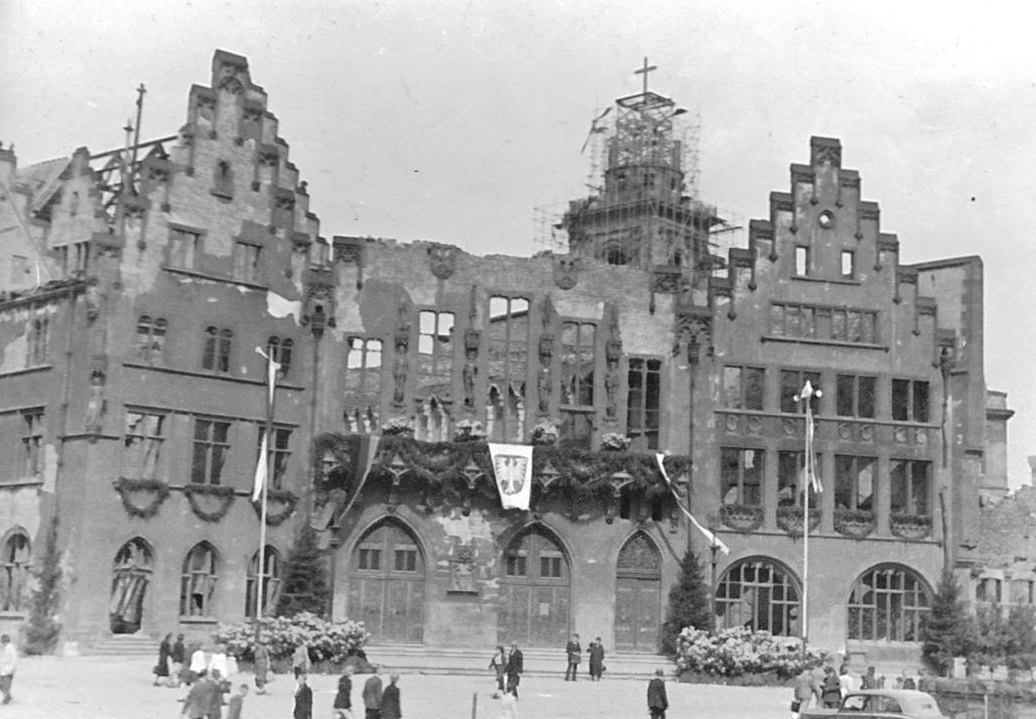
Zerstörter Bau, 1947

Im Zweiten Weltkrieg zeichnete sich schnell ab, dass Frankfurt Ziel von Luftangriffen werden würde. Da die kunsthistorisch bedeutsamsten Werte des Römers jedoch immobil waren, konnte nur ein Bruchteil durch Auslagerung gesichert werden: die Kaiserporträts des Kaisersaals wurden sämtlich ausgebaut, ebenso die geschnitzte Holzverkleidung des Salzhauses abgenommen, was jedoch nur zum Teil möglich war, da viele geschnitzte Partien tragende Teile des Fachwerkhauses darstellten. Im Rahmen des geheimen „Führerauftrags Farbphotographie“ hatte das Reichsministerium für Volksaufklärung und Propaganda 1943 eine Liste von als wertvoll erachteten Denkmälern in ganz Deutschland ausgegeben, deren Fresken und Stuckaturen binnen kürzester Zeit mit frühen Agfacolor-Farbfilmen erfasst werden sollten. Hierzu zählten im Römer auch die meisten Werke aus der Hand von Baptist Innocenz Colomba und Christian Leimberger, die der anerkannte Frankfurter Fotograf Paul Wolff noch im selben Jahr dokumentierte.
Der erste schwere Luftangriff auf die Stadt am 4. Oktober 1943 beschädigte am Römer nur einige Dächer. Knapp sechs Monate später schlug die Schicksalsstunde Frankfurts, als ein Großangriff in der Nacht des 22. März 1944 praktisch die gesamte Altstadt zerstörte und einen gewaltigen Feuersturm entfesselte, der noch über mehr als 100 Kilometer sichtbar war. Gemäß einem aus demselben Jahr stammenden Schadensplan (vgl. Bild) wurde der Rathauskomplex von vier schweren Sprengbomben direkt getroffen, zahllose Brandbomben entzündeten die beschädigten Dächer, übergreifende Großfeuer aus der brennenden Altstadt taten ein Übriges.
Alle Fachwerkteilbauten, d. h. die Häuser Frauenstein, Salzhaus, Wanebach und Silberberg, verbrannten restlos, die reinen Steinbauten Alt-Limpurg, Löwenstein, Römer und Goldener Schwan brannten innerlich vollkommen aus. Aufgrund der nun fehlenden inneren Stabilität stürzte der Giebel des Hauses Römer zudem bis auf Höhe der Fensterfront des Balkons ein. Zu den kunsthistorisch schmerzhaften Totalverlusten an Innenausstattung zählten die Geschlechterstube im Haus Alt-Limpurg, die Kaisertreppe, der Kaisersaal, das Kurfürstenzimmer sowie sein Vorzimmer mit Rotunde.
Die historistischen Anbauten dagegen wurden größtenteils nur in den Dächern und in den oberen Geschossen beschädigt. Weitestgehend erhalten blieben ferner die sandsteinernen Erdgeschosse der drei Fachwerkhäuser, die Umfassungsmauern der vier Steinbauten, die massiven Gewölbe der Römer- und Schwanenhalle in den gleichnamigen Häusern sowie das Renaissance-Treppentürmchen im ansonsten völlig verwüsteten Römerhöfchen.

### Wiederaufbau und Gegenwart (1945 bis heute)

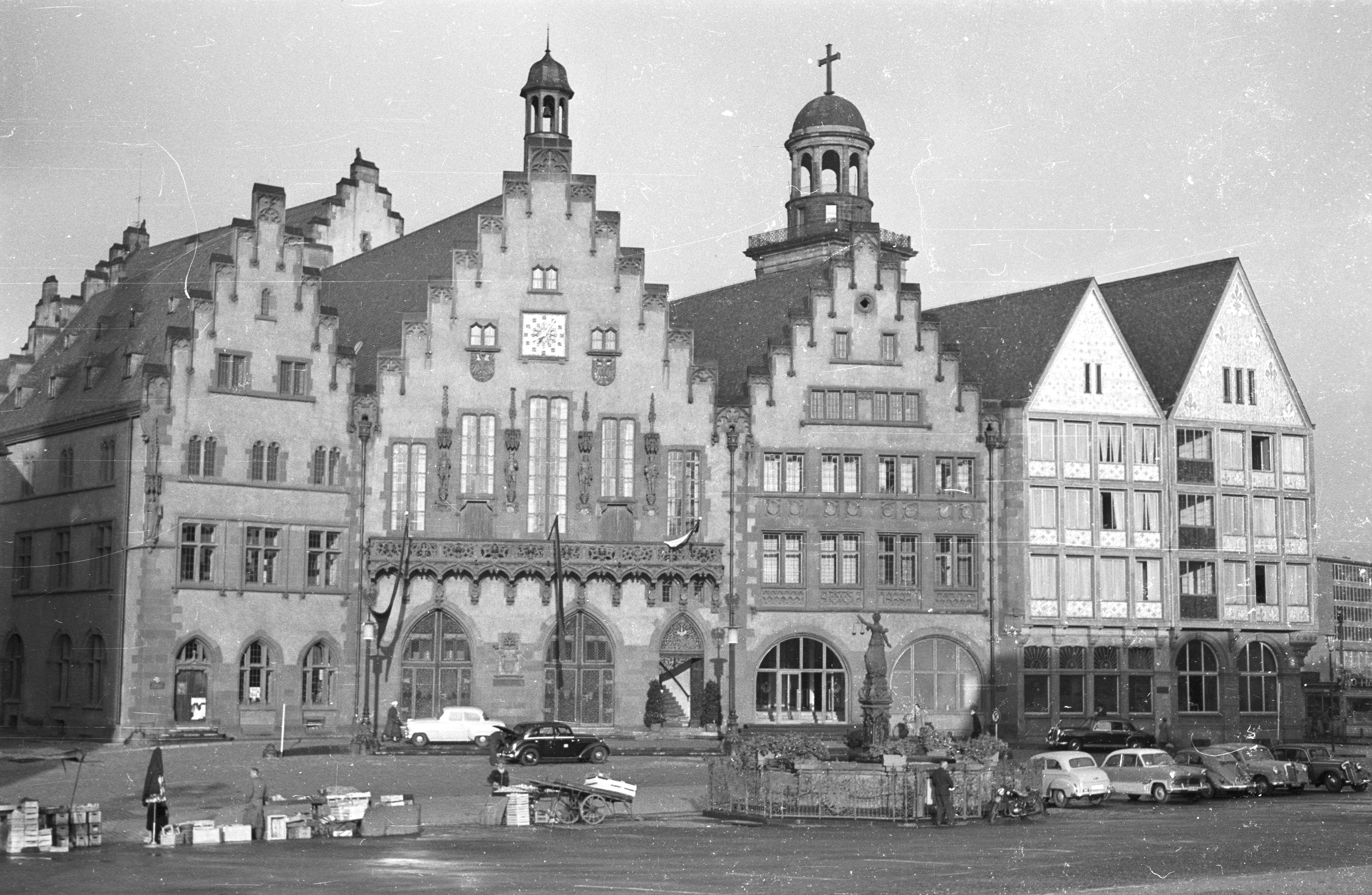
Ansicht aus den 1950er-Jahren

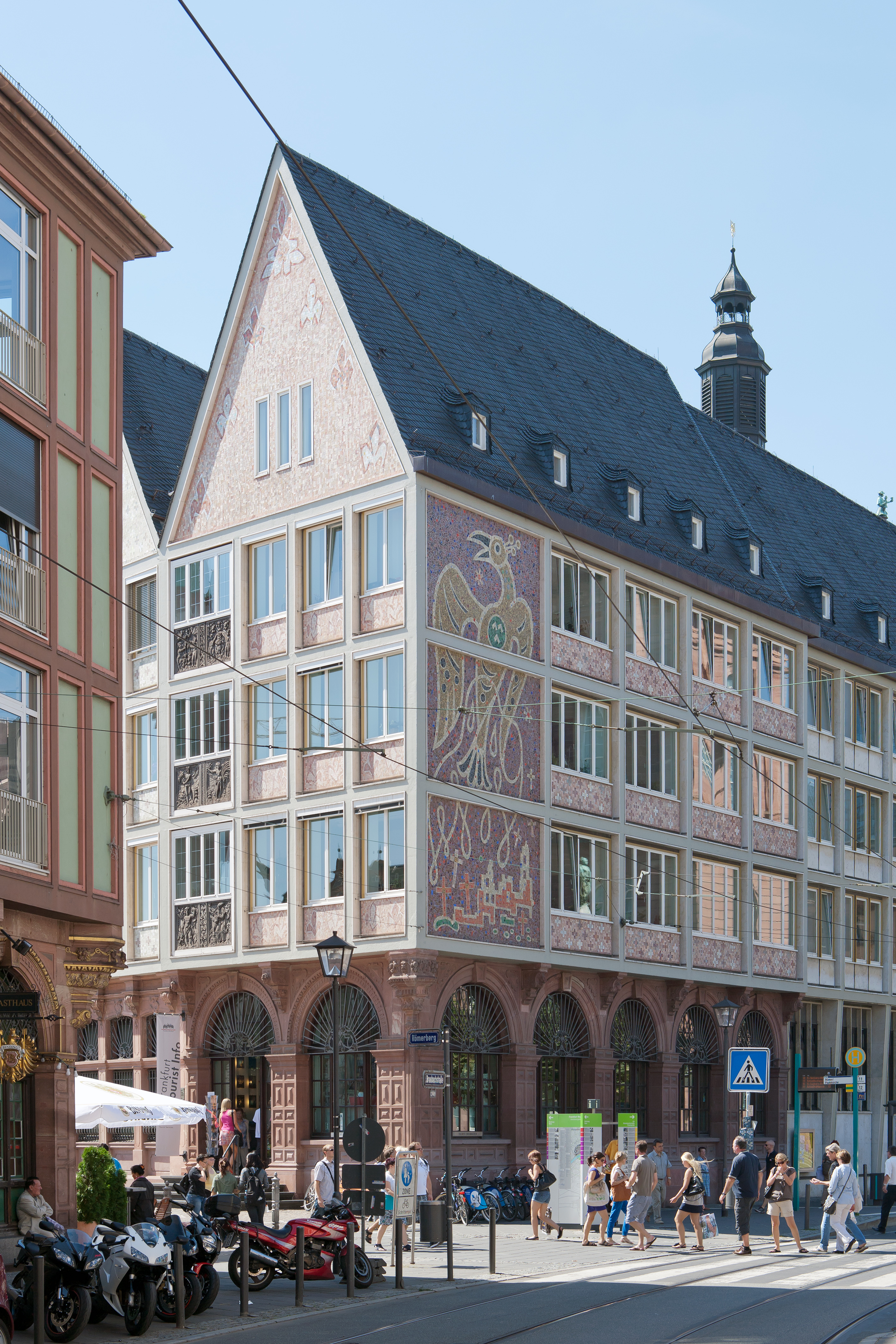
Der umstrittene Salzhausneubau, August 2011

Noch 1945 zogen Bauarbeiter direkt nach Kriegsende Notdächer aus Rundhölzern, teils mangels Materials sogar aus Fahnenstangen über den Ruinen ein, um die baulichen Reste vor der weiteren Einwirkung der Witterung zu schützen. 1947 erhielt der vergleichsweise gering beschädigte historistische Südbau bereits ein massives Zementflachdach, gleichzeitig begannen Sicherungsmaßnahmen an den teils völlig frei zur Straße hin stehenden Fassaden der ausgebrannten Häuser, da diese aufgrund mangelnder innerer Stabilität umzustürzen drohten. Ein Jahr später war der Nordbau – passend zur Einweihung der ebenfalls wieder aufgebauten Paulskirche – unter Verwendung eines Flachdaches weitestgehend instand gesetzt, ebenso der neue Dachstuhl des Bürgersaalbaus, der, abgesehen vom historistischen Dachreiter, in der alten Form wiedererstand.

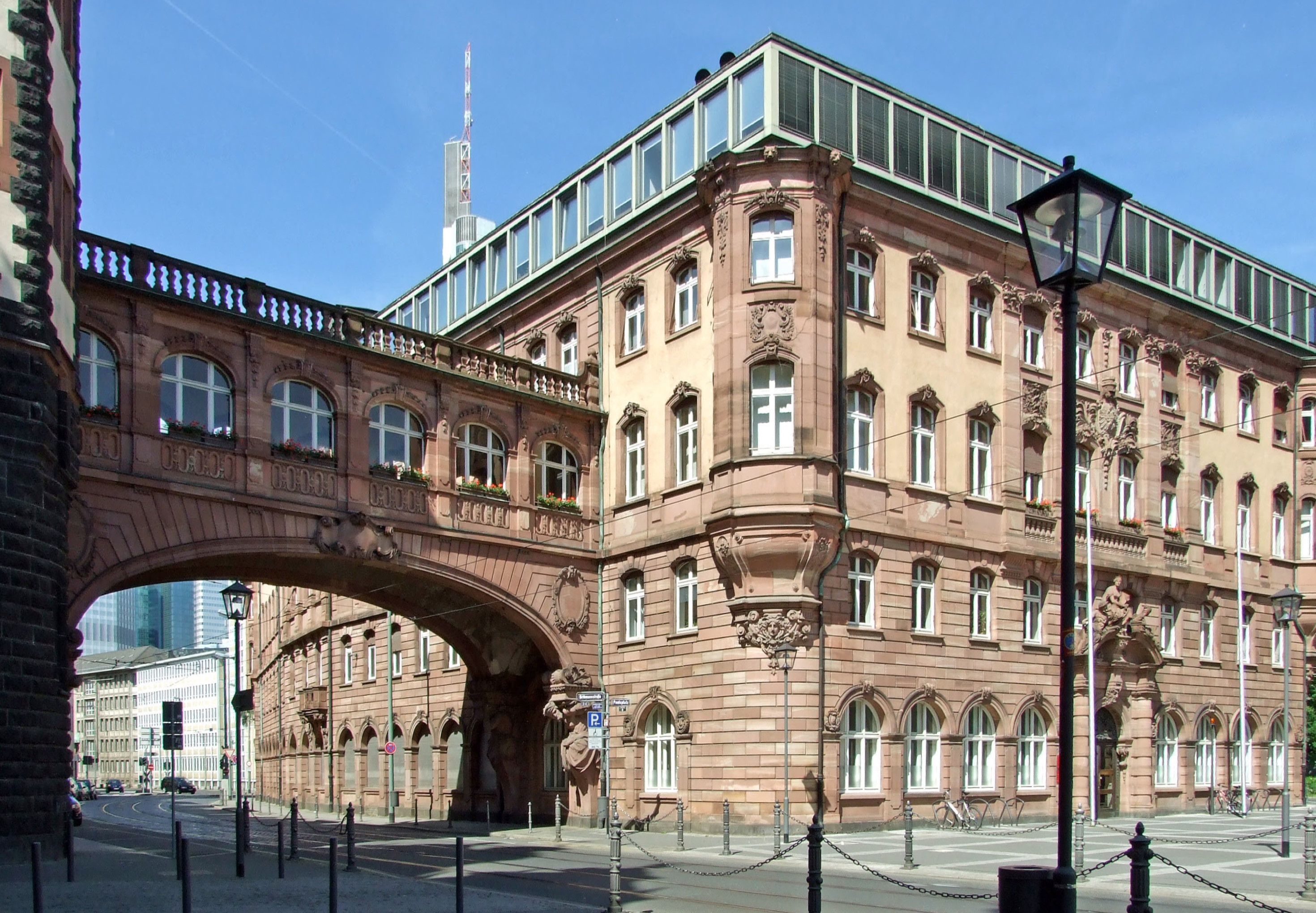
Nordbau am Paulsplatz

Nach Abschluss der vorgenannten grundlegenden Sicherungsarbeiten beauftragte der Magistrat im Sommer 1950 die Bauverwaltung mit dem Innenausbau, sowie den Arbeiten am insbesondere aus kunsthistorischer Sicht wesentlich problematischeren, da wirklich historischen und auch fast völlig zerstörten Teils zum Römerberg hin. Entsprechend dem Vorschlag des damaligen Hochbaudezernenten Wolf wurde einzig die Aufstockung des Rathaussüdbaus von der Bauverwaltung selbst durchgeführt, der Rest der Projektierung aber ausgeschrieben. Dies geschah bereits explizit unter dem Aspekt, moderne architektonische Lösungen für den Wiederaufbau zu finden, und keine völlige Rekonstruktion anzustreben.
Den Plänen der Architektengemeinschaft von Otto Apel, Rudolf Letocha, William Rohrer und Martin Herdt, denen aus fünf verschiedenen Entwürfen letztlich der Vorzug gegeben wurde, zeichnete sich vor allem dadurch aus, die Gebäude beim Wiederaufbau innerlich zu einem einzigen Komplex zusammenzufassen, und im Bürgersaalbau im Bereich des ehemaligen Bürgersaals ein zusätzliches Stockwerk einzuziehen. Damit sollte zum einen das schon seit Jahrhunderten berüchtigte Gängewirrwarr im Inneren des Rathauses, bedingt durch die Zusammenfassung architektonisch völlig verschiedener Bauten, ein Ende haben. Schon Anton Kirchner fand Anfang des 19. Jahrhunderts hier befindliche „Treppen, Vorplätze, Säle und Zimmer in ziemlich labyrinthischer Mischung“.
Ferner sollten durch das zusätzliche Stockwerk im Bürgersaalbau Magistrat und Stadtverordnetenversammlung zukünftig an einem Ort untergebracht werden können. Ein echter Diskurs zwischen Bürgerschaft, Presse, Politik und Architekten entbrannte dagegen um die Wiederherstellung der Häuser Frauenstein, Wanebach und Salzhaus. Bei allen Bauten waren die steinernen, reich verzierten Erdgeschosse noch vorhanden, beim Salzhaus nicht unwesentliche Teile der Schnitzfassade gerettet worden, die Quellenlage bezüglich der Fassadenmalereien aufgrund der erst einige Jahrzehnte zurückliegenden Restaurierungen vergleichsweise gut.
Auf der anderen Seite standen eine Architektenschaft und auch große Teile der Politik, die Historizismen jeglicher Art gegenüber ablehnend eingestellt waren, und eine immer noch große Material- und Finanzknappheit. Die Mehrzahl der zunächst vorgelegten Entwürfe sah dem Zeitgeschmack entsprechende und billig zu errichtende kubistische Bauten vor, gegen die die Politiker bereits im Januar 1951 zugunsten von Giebelbauten entschieden, um die Symmetrie der Erscheinung zum Römerberg hin zu wahren.
Der Streit um einen originalgetreuen Wiederaufbau insbesondere des Salzhauses zog sich noch bis in den Mai 1951 hin, als das Gesamtprojekt nach einigen Änderungen endgültig von der Stadtverordnetenversammlung bewilligt wurde. Der Kompromiss waren letztlich die bis heute zu sehenden, für die Zeit ungewöhnlich reichen Eisenbetonbauten mit Kalksteinverkleidung und Glasmosaiken, in die Teile der geretteten Schnitzfassade des Salzhauses miteinbezogen wurden.
Bereits 1952 waren die Wiederaufbauarbeiten im Wesentlichen abgeschlossen. Die Häuser Römer, Goldener Schwan, Löwenstein und Alt-Limpurg wurden äußerlich unverändert restauriert; dies geschah teils allerdings unter Veränderung des historischen Grundrisses und unter Verwendung moderner Fenster- und Dachformen. Die verbrannten Fachwerkobergeschosse des Hauses Silberberg wurden durch einen steinernen, gegenüber den Lösungen beim Salzhaus und Haus Frauenstein jedoch in reinen Zweckformen errichteten Massivbau auf dem weitgehend unbeschädigten Erdgeschoss ersetzt.
Auch die Innenräume wurden neu eingerichtet. Die Werte Transparenz und Bescheidenheit wurden in den Vordergrund gestellt. Besonders gut lässt sich das an der Treppe im Haus Löwenstein oder dem neuen Wanebachhöfchen erkennen. Der Kaisersaal wurde in vereinfachten Formen unter Einbeziehung der geretteten Bildnistafeln der deutschen Kaiser wiederhergestellt, auf eine Wiederherstellung totalzerstörter Räume wie etwa des Kurfürstenzimmers wurde trotz der Rettung großer Teile des Mobiliars und vieler Einzelkunstwerke verzichtet. Abgesehen von der gemeinsamen Unterbringung von Magistrat und Stadtverordnetenversammlung im Bürgersaalbau änderte sich innerlich von den Nutzungen jedoch nur wenig. 1955 erfolgte die feierliche Wiedereröffnung der Römers durch den damaligen Bundespräsidenten Theodor Heuss.
Insgesamt sind die Wiederaufbauleistungen vor dem Hintergrund der finanziellen Nöte, der Materialknappheit, und der Kürze der Zeit, in der sie durchgeführt wurden, größtenteils als beispielhaft anzusehen. Während andere Städte ihre historischen Rathäuser bei teils ähnlichen Zerstörungsgraden völlig aufgaben, hat Frankfurt es durch die Symbiose aus Rekonstruktion und Neubauten geschafft, den historischen Charakter des nicht nur für die Stadtgeschichte und das Bild des Römerberges so wichtigen Baudenkmals zumindest äußerlich zu wahren.

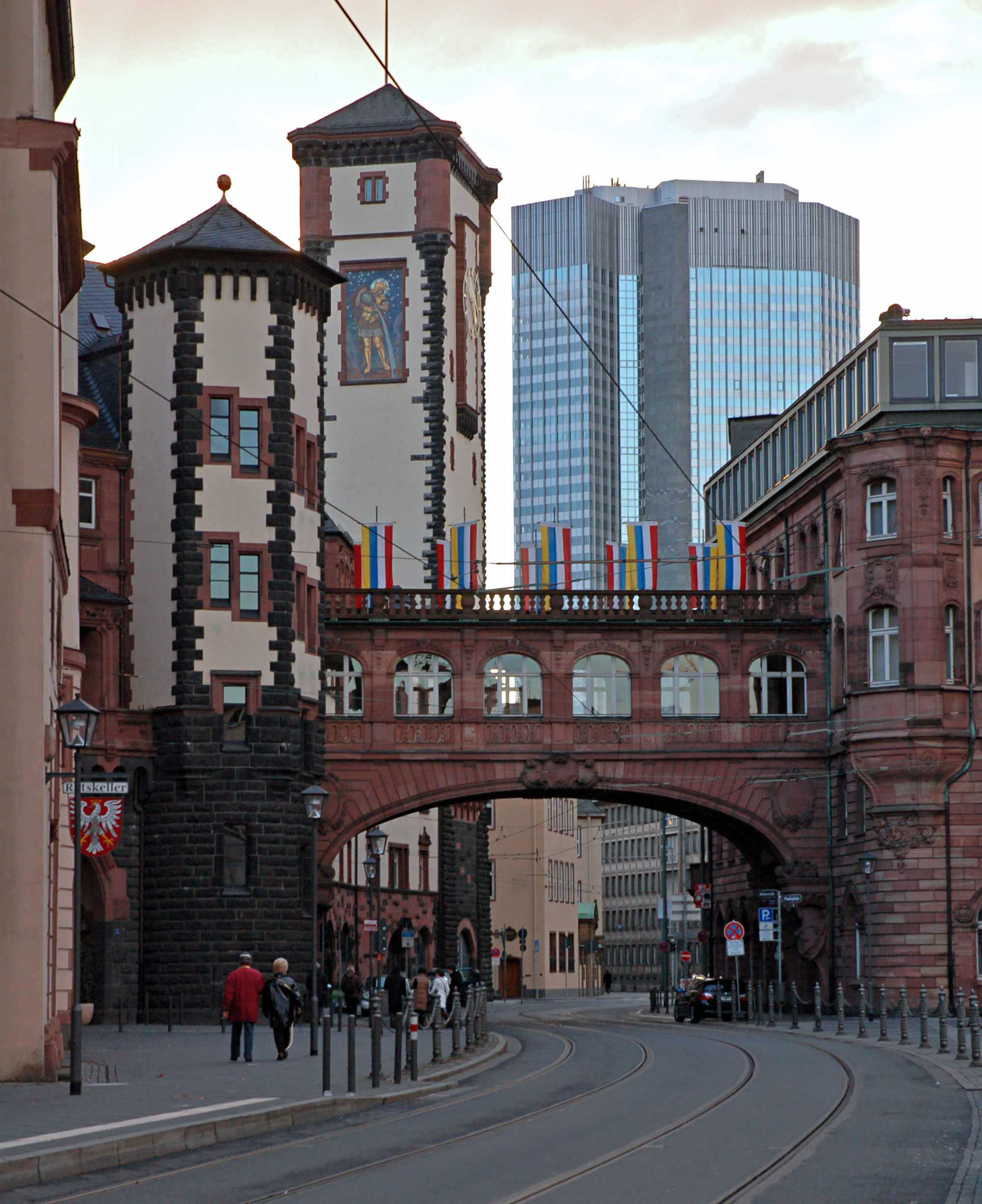
Seufzerbrücke, als einzige oberirdische Verbindung

Kritisch zu betrachten ist allerdings die bis heute nicht wiederhergestellte Dachlandschaft der Rathausneubauten und insbesondere der zwei zugehörigen Türme, wodurch diese auf den zweiten Blick seltsam gekappt wirken. Die Freunde Frankfurts haben seit einiger Zeit das Vorhaben auf ihrer Agenda, die Dachaufbauten der Türme Kleiner Cohn und Langer Franz zu rekonstruieren, und sammeln hierfür Spenden. Bis in die Gegenwart nicht gelöst ist außerdem die Frage nach der Verwendung der Salzhausfassade, von der erheblich größere Teile 1943 gerettet wurden und im städtischen Lapidarium einer Verwendung harren, als an dem Nachkriegsbau heute zu sehen sind.
Die Fassade zum Römerberg ist in den letzten Jahrzehnten noch zweimal erneuert worden: in den Jahren 1974 und 2005 erlangte sie weitestgehend wieder ihr neogotisches Aussehen von 1900, einzig der kriegszerstörte Baldachin über der Uhr des Hauses Römer ist bis heute nicht ersetzt worden. Auch im Innern veränderte sich einiges, so konnte 1988 der umgebaute Saal der Stadtverordnetenversammlung fertiggestellt werden.
Der Römer ist heute trotz regelmäßiger Touristenströme in den Kaisersaal jedoch kein Museum, sondern wird von der Stadt in vielfältiger Weise genutzt. Der weitaus größte Teil des Inneren dient Amtsräumen für die Stadtverwaltung; die zunächst für die Mitarbeiter derselben gedachte Kantine im historistischen Ratskeller ist seit ihrer Privatisierung seit einigen Jahren auch wieder der Öffentlichkeit zugänglich. Der Oberbürgermeister und Bürgermeister haben ihre Dienstzimmer in den Obergeschossen des Goldenen Schwans, wo die Frankfurter Stadtobersten schon seit 1405 gesessen haben. Auch ist im Römer ein beliebtes Standesamt untergebracht; die Trausäle befinden sich im ersten und zweiten Obergeschoss des Hauses Löwenstein. Im Erdgeschoss des Salzhauses ist ein Informationszentrum für Touristen untergebracht.

## Architektur
Der gesamte dreistöckige Gebäudekomplex umfasst eine Grundfläche von etwa 10.000 m² und besteht heute aus neun zusammenhängenden Häusern, die sechs Innenhöfe einschließen. Die Fassade mit dem heutigen Haupteingang liegt am Römerberg. Weitere umgebende Straßen sind die Limpurgergasse im Süden, die Buchgasse, sowie die Berliner Straße im Norden. Die Bethmannstraße teilt den Südbau vom Nordbau.

### Äußeres

#### Dreigiebelfassade

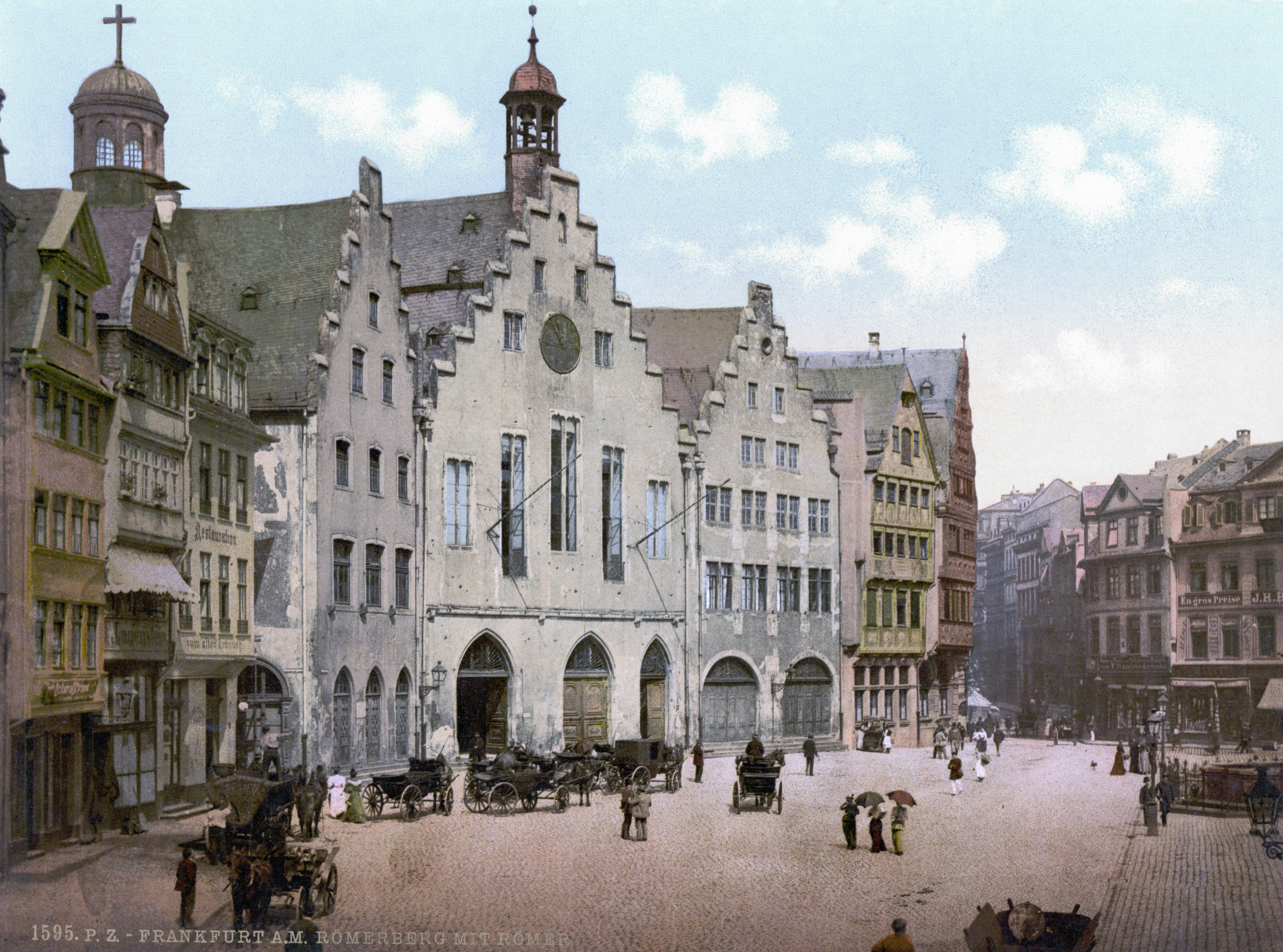
Fassade vor 1900

Die berühmte Dreigiebel-Front spiegelt die Geschichte der Stadt und des Reichs wider. So zeigt die linke Hauskante von Alt-Limpurg (ehemals Haus Laderam im Besitz der Hartrad) die Francofurtia, die weibliche Verkörperung der Stadt. Am mittleren Haus Römer sind vier Kaiser, zwei Stadtwappen, ein Zifferblatt sowie eine Tafel mit den wichtigsten Informationen zum Haus dargestellt. Die vier Kaiser sind im Einzelnen: Friedrich Barbarossa, der erste in Frankfurt gewählte König (1152), Ludwig der Bayer, der die Messerechte der Stadt ausweitete (1330) und ihr eine Stadterweiterung erlaubte (1333), Karl IV., der in der Goldenen Bulle Frankfurt als Wahlort festschrieb (1356) und Maximilian II., der erste im Frankfurter Dom gekrönte Herrscher (1562). Der rechte Giebel schließlich gehört zum Haus Löwenstein.
Wie die neogotische Fassade wurde auch der Balkon erst nach dem Umbau von 1900 angebaut. Er ersetzte einige Holzvordächer, die so genannten Schoppen. Der Balkon wird heute wie damals als repräsentative Bühne für Staatsbesuche und Ähnliches benutzt. So traten beispielsweise 2003 die Weltmeisterinnen des Damenfußballs und 2002 die Vize-Weltmeister des Herrenfußballs auf.
Ein anderer Weg wurde nach dem Zweiten Weltkrieg bei der Fassadengestaltung der beiden nordöstlichen, 1944 nahezu vollständig zerstörten Häuser Frauenstein und Salzhaus gewählt. Die Architekten entwarfen unter Beibehaltung der historischen Maßstäbe und Bauvolumina eine moderne Fassade. Sie akzeptierten den unwiederbringlichen Untergang der historischen Altstadt und entschieden sich für einen bewussten Neuanfang. Als Zeichen dafür steht das Mosaik des Phönix aus der Asche. Drei der geretteten Relieftafeln des Salzhauses wurden in die Fassade eingegliedert und zeigen dem Betrachter den Verlust.

#### Balkon
Da Frankfurt Sitz des Deutschen Fußball-Bundes ist, wurde der Balkon des Römers zum Ort, auf dem sich die Fußballnationalmannschaften der Männer und Frauen nach ihrer Rückkehr von erfolgreichen Turnieren (Platz 1–3) den Fans präsentieren. 2006 fand die Feier der Männermannschaft erstmals in Berlin statt. Auch die ortsansässigen Fußballvereine Eintracht Frankfurt, FSV Frankfurt und FFC Frankfurt feiern ihre Triumphe immer auf dem Balkon.

### Innenhöfe und Räumlichkeiten

#### Römer- und Schwanenhalle

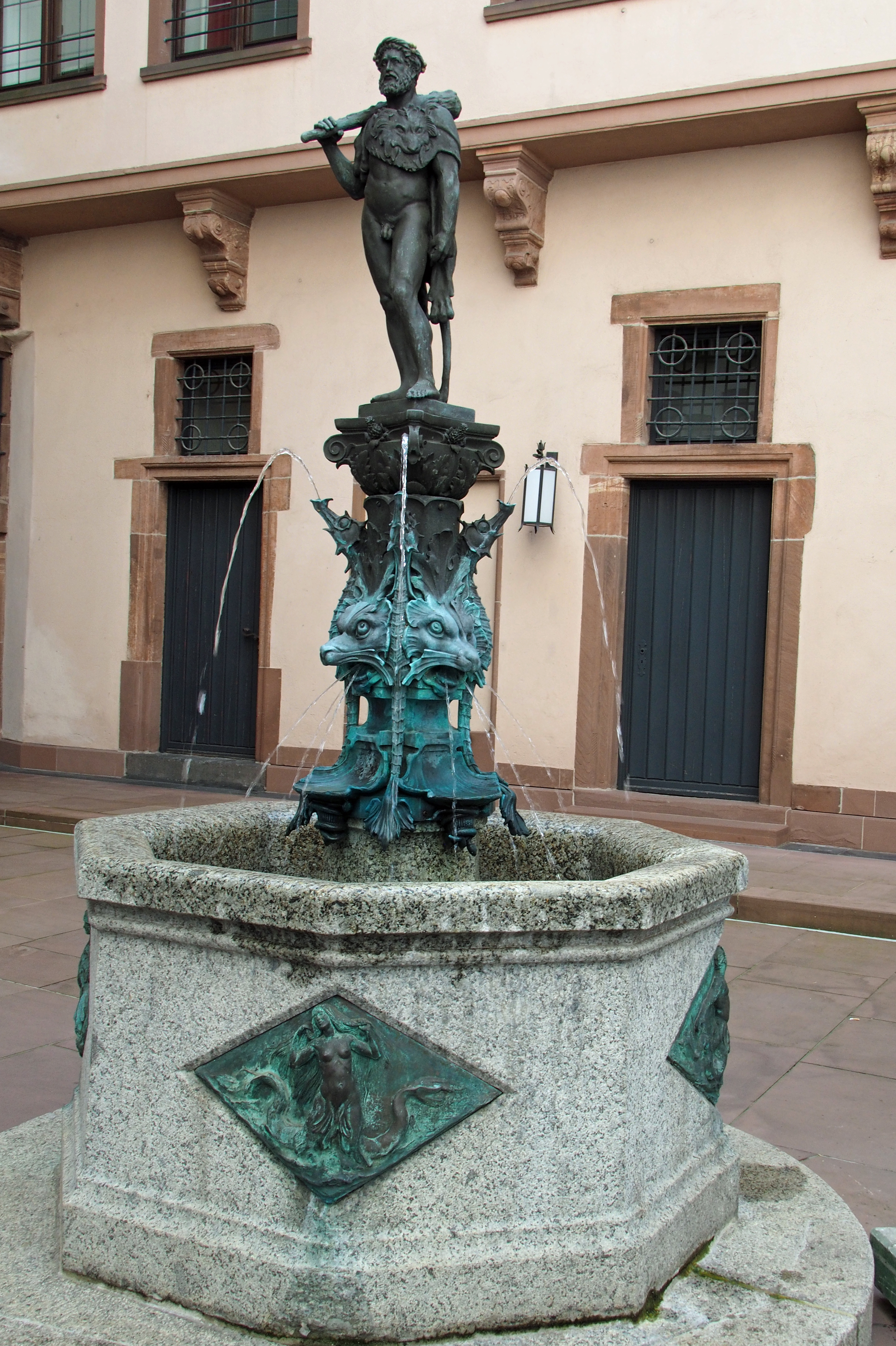
Herkulesbrunnen im Innenhof, Bronzestatue von Josef Kowarzik, 1901

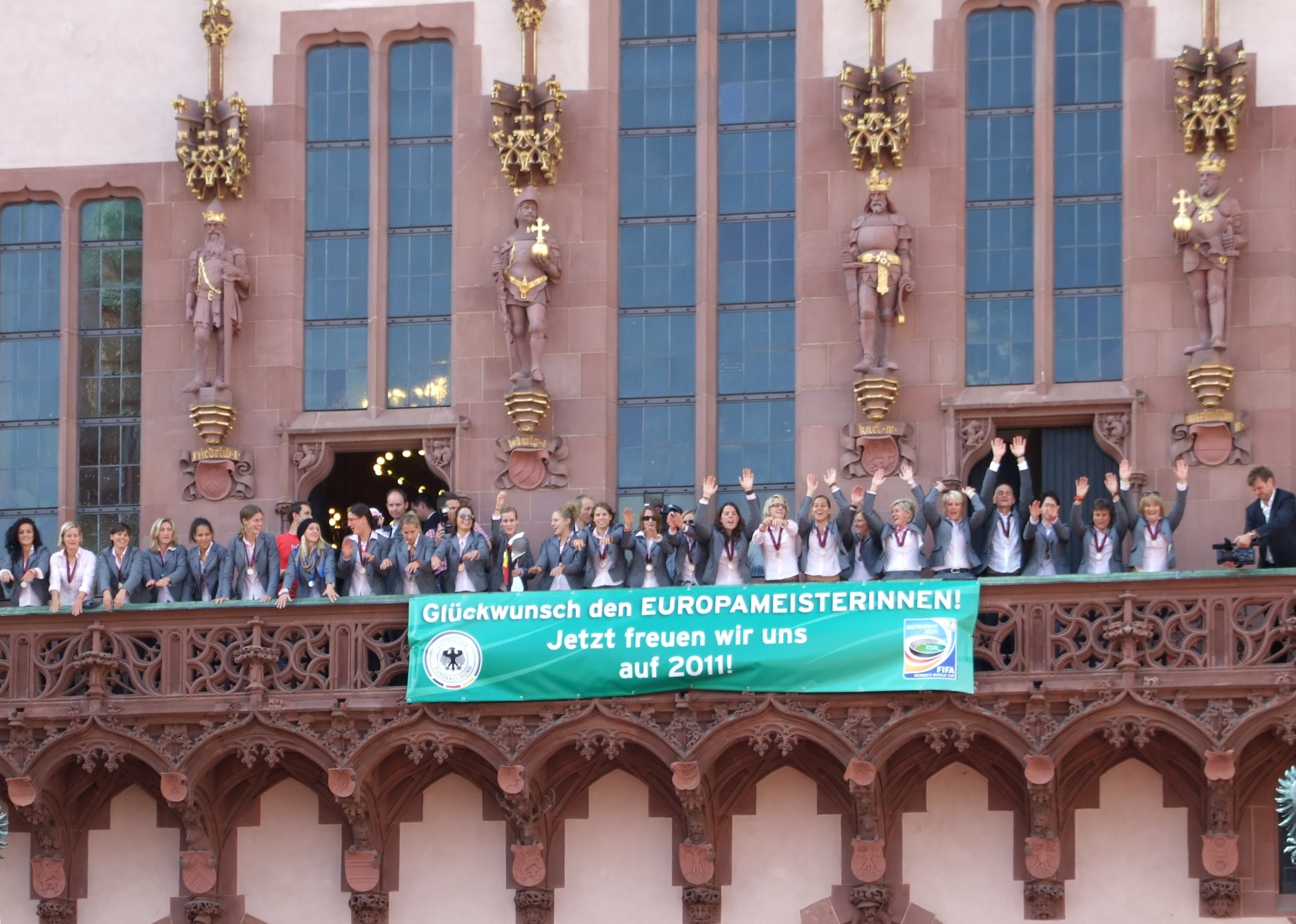
Der Balkon

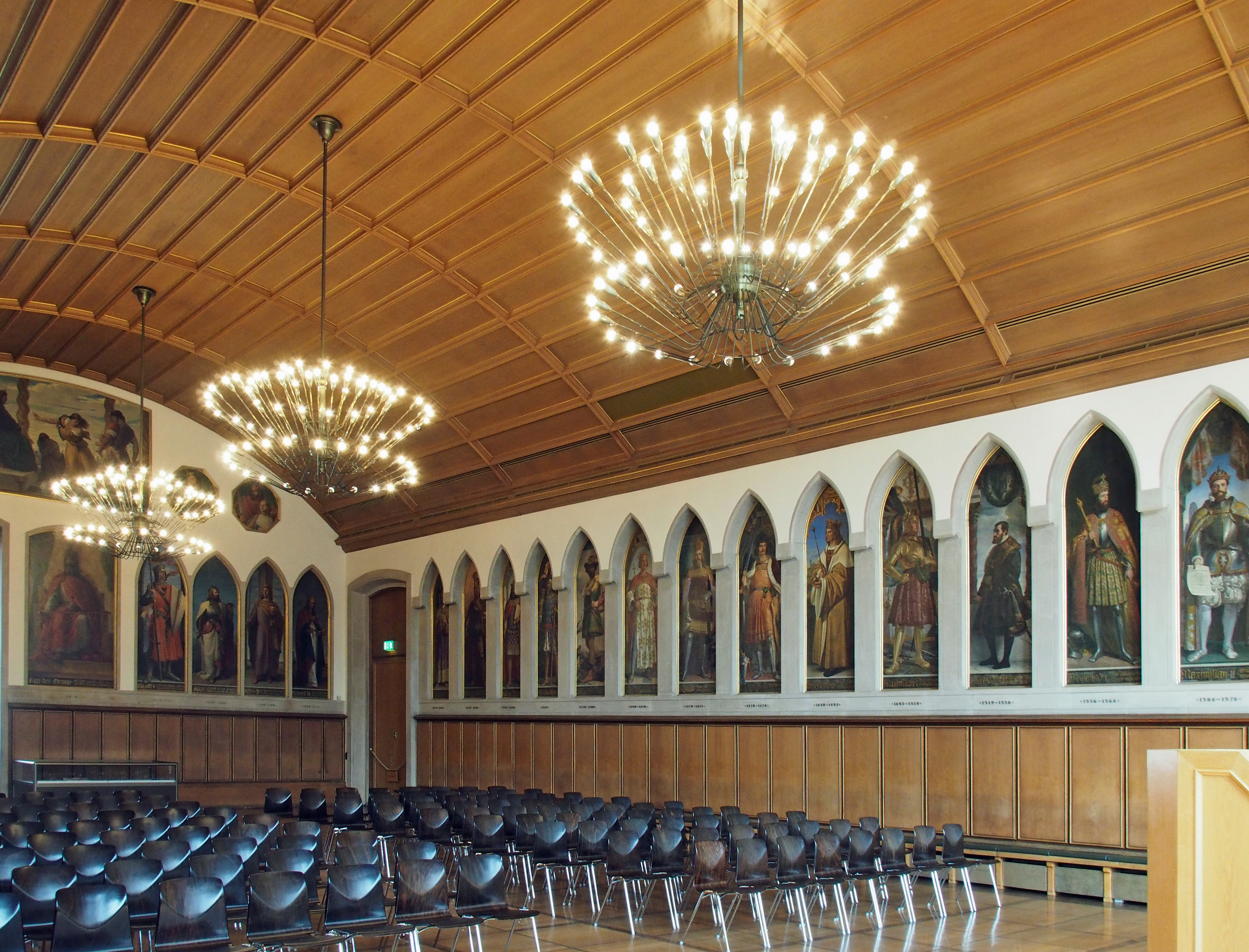
Galerie der Kaiser und Könige des Heiligen Römischen Reiches Deutscher Nation im Kaisersaal

Diese beiden Hallen sind die ältesten noch erhaltenen Räume im Gebäudekomplex. Sie blieben in 600 Jahren nahezu unverändert. Schon bei der Ostermesse von 1415 wurde an jeder der beiden Türen zum Römerberg und zum Paulsplatz hin eine Fahne aufgesteckt, um anzuzeigen, dass in den Hallen Waren feilgeboten wurden. Jahrhundertelang dienten die Hallen zum Anbieten von Messewaren, erst 1846 wurde die letzte Bude entfernt. Insbesondere Gold- und Silberschmiede boten ihre Waren unter diesem Gewölbe an. Auch kurz nach dem Zweiten Weltkrieg wurden sie wieder in dieser Weise benutzt, da die massiv gebauten Hallen den Krieg fast unbeschädigt überstanden haben. Die beiden Hallen liegen im Erdgeschoss der Häuser Römer und Goldener Schwan und sind heutzutage direkt über den Haupteingang am Römerberg zu erreichen.

#### Kaisersaal
Der wohl bekannteste Saal des Römers befindet sich oberhalb der Römerhalle im zweiten Obergeschoss. Hier fanden im Heiligen Römischen Reich seit 1612 die Krönungsbankette nach der Kaiserwahl statt. Heute ist der Kaisersaal vor allem berühmt durch die Bilder aller 52 Kaiser des Heiligen Römischen Reichs. Es ist die einzige Sammlung dieser Art. Die Anfänge des Frankfurter Kaisersaals reichen bis in das 15. Jahrhundert zurück. Im Jahre 1711 wurde der Saal mit gemalten Brustbildern der deutschen Kaiser ausgeschmückt, in Form von bronzefarbenen Büsten auf Postamenten. Spätestens seit dieser Zeit trug er den Namen Kaisersaal.
Nachdem er schon längere Zeit als Depot der Frankfurter Stadtbibliothek gedient hatte, war der Kaisersaal im Römer 1825 stark reparaturbedürftig. Nach wie vor befanden sich in den spitzbogenförmigen Nischen die Kaiser als Bronzeportraits. Der Magistrat bewilligte 2500 Gulden zur Sanierung des Saales. Dabei wurden die noch fehlenden Bildnisse der Kaiser Leopold II. und Franz II. in Farbe ergänzt.
Wenige Jahre später machte sich die Administration des Städelschen Kunstinstituts den Kaisersaal zu einem „patriotischen“ Anliegen. Sie schlug am 10. September 1838 vor, den Saal mit neu zu malenden Bildnissen auszustatten. Der Senat der Freien Stadt Frankfurt stimmte diesem Vorschlag zu. Die künftigen Porträts der Kaiser sollten dem wirklichen Aussehen der Herrscher entsprechen. Mit der Ausführung wurden die besten Maler der Zeit beauftragt. Die Finanzierung der 51 Bildnisse sollte durch Stifter geschehen.
Tatsächlich gelang es, Privatpersonen, Fürsten, bürgerliche Vereine, Städte Stiftungen und Gruppen für das Unternehmen zu begeistern. Wichtigster Stifter war das österreichische Kaiserhaus mit neun Bildern. Etwas mehr als die Hälfte der Bilder wurde von Frankfurter Personen und Institutionen bezahlt. Bereits im Januar 1841 hatten 22 Porträts ihre Aufstellung gefunden. Die übrigen Bilder folgten in größeren Zeitabständen, bis die Kaisergalerie im Kaisersaal 1853 mit dem Bild Karls des Großen von Philipp Veit ihren Abschluss fand.
Die Bildnisse gehen von Karl dem Großen bis Franz II. Alle Kaiser bis auf die Karolinger sind in etwa lebensgroßen Ganzfiguren dargestellt; die Bilder haben eine Höhe von ca. 280 cm und eine Breite von ca. 80 cm. Mit Ausnahme der Erstversion von Ludwig IV., dem Bayern, gehören die Gemälde zum Inventar des Historischen Museums Frankfurt. Eine Besonderheit ist das Doppelporträt mit Arnulf von Kärnten (887–899) und seinem Sohn Ludwig IV., das Kind (900–911). Die vier Könige des Interregnums, also Konrad IV., Wilhelm von Holland, Richard von Cornwall und Alfons X. von Kastilien wurden nicht in die Kaisergalerie aufgenommen. Hingegen ist der Gegenkönig Günther von Schwarzburg Mitglied der Galerie, wohl weil er als einziger der Herrscher in Frankfurt begraben liegt. Im Sockelfeld war zunächst nur der Name des Kaisers eingetragen. Später wurden Wahlsprüche und Devisen der Kaiser von anderer Hand auf den Abschnitt gemalt.

##### Die Bilder, ihre Maler und ihre Stifter
| Nr. | Bild                       | Maler                           | Stifter                                                            |
| --- | -------------------------- | ------------------------------- | ------------------------------------------------------------------ |
| 1   | Karl der Große             | Philipp Veit                    | Frankfurter Kunstverein                                            |
| 2   | Ludwig der Fromme          | Johann Jakob Jung               | Frankfurter Kunstverein                                            |
| 3   | Ludwig der Deutsche        | Carl Trost                      | Johann Leonhard Reuss und Johann Philipp Benkard, Frankfurt        |
| 4   | Karl III.                  | Carl Trost                      | Frankfurter Kunstverein                                            |
| 5/6 | Arnulf und Ludwig das Kind | Johann Jakob Jung               | Johann Leonhard Reuss und Johann Philipp Benkard, Frankfurt        |
| 7   | Konrad I.                  | Karl Ballenberger               | Städelsches Kunstinstitut                                          |
| 8   | Heinrich I.                | Johann Baptist Zwecker          | Pflegeamt des Frankfurter Waisenhauses                             |
| 9   | Otto I.                    | Philipp Veit                    | Friedrich Wilhelm IV.                                              |
| 10  | Otto II.                   | Adolf Teichs                    | Charlotte Cornelia Ries-du Fay und J. N. du Fay, Frankfurt         |
| 11  | Otto III.                  | Joseph Anton Nikolaus Settegast | Eduard Franz Souchay, Frankfurt                                    |
| 12  | Heinrich II.               | Johann David Passavant          | Johann David Passavant                                             |
| 13  | Konrad II.                 | Lorenz Clasen                   | Düsseldorfer Kunstverein                                           |
| 14  | Heinrich III.              | Hermann Stilke                  | Düsseldorfer Kunstverein                                           |
| 15  | Heinrich IV.               | Johann Eduard Ihlée             | Düsseldorfer Kunstverein                                           |
| 16  | Heinrich V.                | Paul Joseph Kiederich           | Düsseldorfer Kunstverein                                           |
| 17  | Lothar III.                | Eduard Bendemann                | Amschel Mayer von Rothschild                                       |
| 18  | Konrad III.                | Ferdinand Fellner               | Ferdinand Fellner                                                  |
| 19  | Friedrich I.               | Carl Friedrich Lessing          | Senat der Freien Städte Hamburg und Lübeck                         |
| 20  | Heinrich VI.               | Johann Baptist Zwecker          | Verein patriotischer Frankfurter Bürger                            |
| 21  | Philipp von Schwaben       | Alfred Rethel                   | Familie de Neufville, Frankfurt                                    |
| 22  | Otto IV.                   | Moritz Daniel Oppenheim         | Amschel Mayer von Rothschild                                       |
| 23  | Friedrich II.              | Philipp Veit                    | Alexander und Franz Jakob Alfred Bernus, Frankfurt                 |
| 24  | Rudolf I.                  | August Gustav Lasinsky          | Friedrich Schlosser, Frankfurt                                     |
| 25  | Adolf von Nassau           | Heinrich Karl Anton Mücke       | Wilhelm I. von Nassau                                              |
| 26  | Albrecht I.                | Edward von Steinle              | Klemens Wenzel Lothar von Metternich                               |
| 27  | Heinrich VII.              | Philipp Veit                    | Wilhelm I. der Niederlande                                         |
| 28  | Ludwig IV., der Bayer      | Karl Ballenberger               | Ludwig I. von Bayern                                               |
| 29  | Friedrich der Schöne       | Ferdinand Fellner               | Verein patriotischer Frankfurter Bürger                            |
| 30  | Günther von Schwarzburg    | Karl Ballenberger               | Moritz von Bethmann                                                |
| 31  | Karl IV.                   | Johann Franz Brentano           | Gesellschaft des Abendzirkels zu Frankfurt                         |
| 32  | Wenzel                     | Wilhelm Hensel                  | E. Souchay, J. G. Neuburg und Philipp Passavant                    |
| 33  | Ruprecht                   | Karl Ballenberger               | Verein patriotischer Bayern                                        |
| 34  | Sigismund                  | Philipp von Foltz               | Frankfurter Kunstverein                                            |
| 35  | Albrecht II.               | Joseph Binder                   | Joachim Eduard Graf von Münch-Bellinghausen                        |
| 36  | Friedrich III.             | Julius Hübner                   | Rudolf Julius Hübner, Dresden                                      |
| 37  | Maximilian I.              | Alfred Rethel                   | Ludwig Gontard und Jakob Friedrich Gontard-Wichelhausen, Frankfurt |
| 38  | Karl V.                    | Alfred Rethel                   | Städelsches Kunstinstitut                                          |
| 39  | Ferdinand I.               | Johann Nepomuk Ender            | Ferdinand I. von Österreich                                        |
| 40  | Maximilian II.             | Alfred Rethel                   | Familie Metzler, Frankfurt                                         |
| 41  | Rudolf II.                 | Carl Hemerlein                  | Verein patriotischer Mainzer Bürger                                |
| 42  | Matthias                   | Josef Danhauser                 | Ferdinand I. von Österreich                                        |
| 43  | Ferdinand II.              | Johann Peter Krafft             | Ferdinand I. von Österreich                                        |
| 44  | Ferdinand III.             | Edward von Steinle              | Senat der Freien Stadt Bremen                                      |
| 45  | Leopold I.                 | Leopold Kupelwieser             | Franz Karl von Österreich                                          |
| 46  | Joseph I.                  | Leopold Kupelwieser             | Ludwig von Österreich                                              |
| 47  | Karl VI.                   | Ferdinand Georg Waldmüller      | Ferdinand I. von Österreich                                        |
| 48  | Karl VII.                  | Max Hailer                      | Verein patriotischer Bayern                                        |
| 49  | Franz I.                   | Natale Schiavoni                | Ferdinand I. von Österreich                                        |
| 50  | Joseph II.                 | Moritz Daniel Oppenheim         | Loge Sokrates zur Standhaftigkeit, Frankfurt                       |
| 51  | Leopold II.                | Leopold Kupelwieser             | Karl von Österreich-Teschen                                        |
| 52  | Franz II.                  | Leopold Kupelwieser             | Ferdinand I. von Österreich                                        |

##### Abgelehnte Bilder
- Heinrich IV.; Maler: Otto Mengelberg, Historisches Museum Frankfurt. Abb. Kaisermacher S. 292. Erstversion, von der Kaisersaalkommission abgelehnt. Es zeigt den gramvollen, vom Papst gebeugten Herrscher. Die 1845 entstandene Zweitversion betont den kraftvollen Herrscher. Sein linker Fuß tritt dort auf einen Schild mit den Namen der von ihm besiegten Gegenkönige.
- Ludwig IV., der Bayer; Maler: Karl Ballenberger. Privat. Erstversion, vom Stifter abgelehnt, da sein Vorfahr nur als königlicher Ritter, aber nicht als prunkvoller Herrscher dargestellt war. Vorbild war die Darstellung Ludwigs IV., des Bayern, auf einem Sandsteinrelief aus dem Mainzer Kurfürstenzyklus an den Frontzinnen des Mainzer Kaufhauses „Am Brand“, entstanden um 1332. Die Originalreliefs befinden sich im Landesmuseum Mainz.
- Wenzel: Das Porträt Wenzels war der dritte Versuch. Die Darstellung als Jäger als würdige Ersatzform des Herrschers. Die Erst- und Zweitversion sind nicht mehr nachzuweisen.
- Maximilian I.; Maler: Johann Franz Brentano. Historisches Museum Frankfurt, Abbildung Museum Giersch, S. 35. Erstversion, wohl von den Stiftern abgelehnt. Dargestellt ist ein Kaiser als Ritter in goldener Rüstung mit rotem Mantel. Die Stifter waren wohl mit dieser Darstellung unzufrieden. Nach Brentanos Tod 1841 beauftragten sie Alfred Rethel, eine zweite Fassung zu machen. Dieser hatte sich in früheren Werken bereits mit Kaiser Maximilian auseinandergesetzt.
- Rudolf II.; Maler: Karl Hemerlein, Historisches Museum Frankfurt, vgl. Museum Giersch, S. 60, Anm. 121.
- Joseph II.; Maler: Moritz Daniel Oppenheim, Historisches Museum Frankfurt. Abbildung Museum Giersch, S. 39; Kaisermacher S. 292. Erstversion, vom Stifter oder dem Kaisersaalkomitee abgelehnt. Die Darstellung des Kaisers in höfischer Kleidung mit Herrscherinsignien betont das monarchische Prinzip. Das ausgestellte Kaisersaalbild zeigt die Darstellung des Kaisers in bürgerlichem Gewand.